# Lombardia
La Lombardia [lombarˈdiːa] (Lombardìa, Lumbardìa o Lumbardéa in lombardo) è una regione italiana a statuto ordinario
di 10 049 492 abitanti dell'Italia nord-occidentale, istituita nel 1948 e resa operativa nel 1970. Ha come capoluogo la città di Milano.
Il suo territorio è suddiviso in 1.502 comuni (regione con il maggior numero di comuni su tutto il territorio nazionale), distribuiti in dodici enti di area vasta (undici province più la città metropolitana di Milano). La regione si posiziona prima in Italia per popolazione, densità abitativa e numero di enti locali, mentre è quarta per superficie, dopo Sicilia, Piemonte e Sardegna. Confina a nord con la Svizzera (Canton Ticino e Canton Grigioni), a ovest con il Piemonte, a est con il Veneto e il Trentino-Alto Adige e a sud con l'Emilia-Romagna.

## Etimologia
Il nome deriva dal termine medievale Longobardia, in uso nell'Italia bizantina per designare la parte della penisola dominata dalla popolazione germanica dei Longobardi, in opposizione alla rimanente, allora detta Romania.
Dopo l'888, durante l'epoca carolingia, il termine Longobardia venne invece usato a toponimo della marca del Sacro Romano Impero fondato da Carlo Magno, comprendente Milano, che aveva confini molto più estesi della moderna Lombardia. Solo dalla costituzione del Regno d'Italia nel 1861 il toponimo si riferisce all'attuale suddivisione amministrativa.
Il nome "Lombardia", che si ritrova nel saggio del 1553 Descrittione di tutta Italia di Leandro Alberti con la suddivisione in "Lombardia di qua dal Po" e "Lombardia di là dal Po", quindi ancora con un significato che andava oltre agli attuali confini della regione, venne riportato all'uso moderno dopo la Guerra di successione spagnola quando l'Impero austriaco, impossessatosi di questa regione nel 1714, cominciò a indicarla come "Lombardia austriaca". Da questo punto in poi con il termine "Lombardia" si iniziò a definire un territorio più limitato, corrispondente all'incirca alla moderna regione italiana.

## Storia

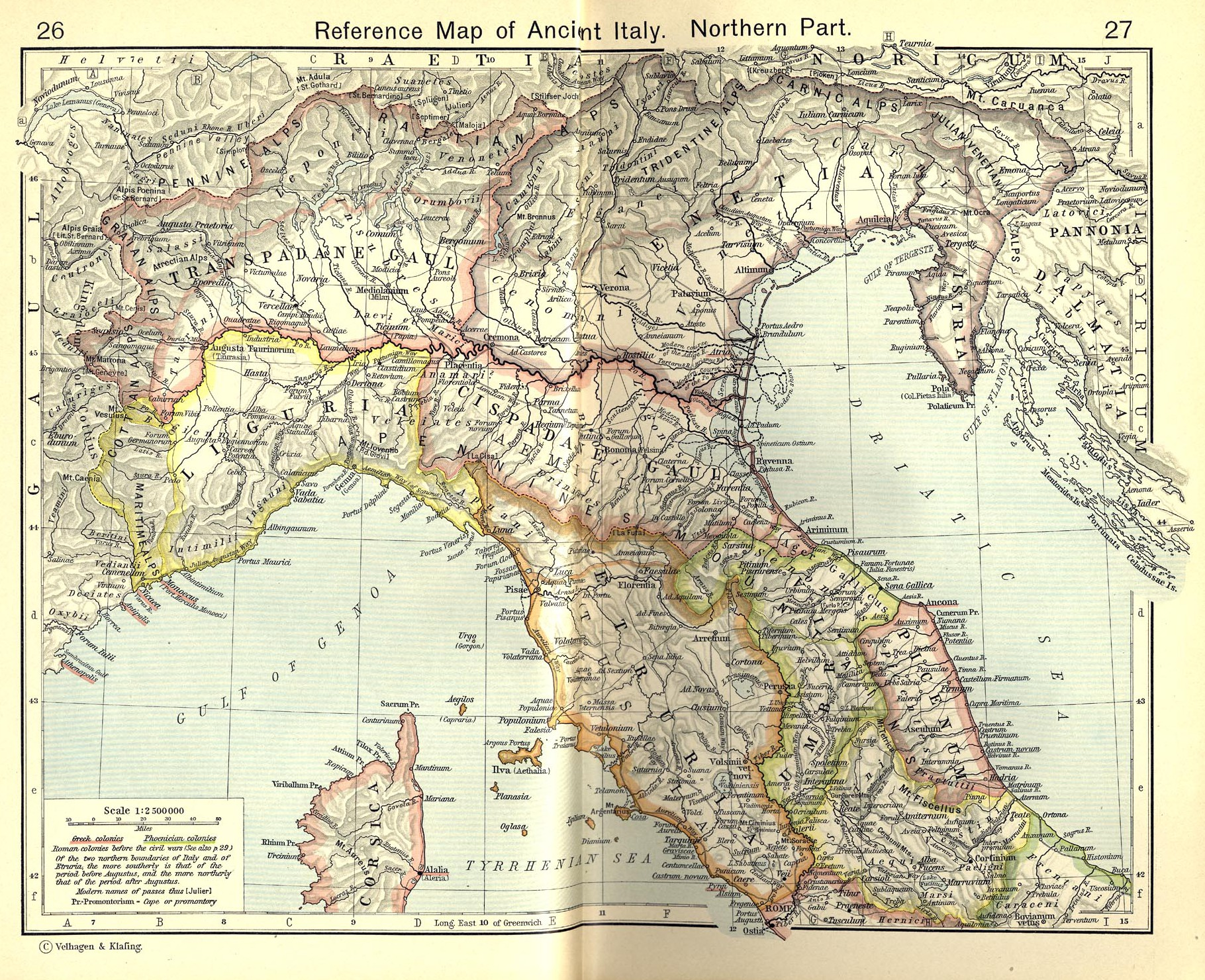
Il Nord Italia in epoca romana, suddiviso nelle regioni augustee. Tra esse c'era Regio XI Transpadana, che aveva come capitale Mediolanum, cioè Milano

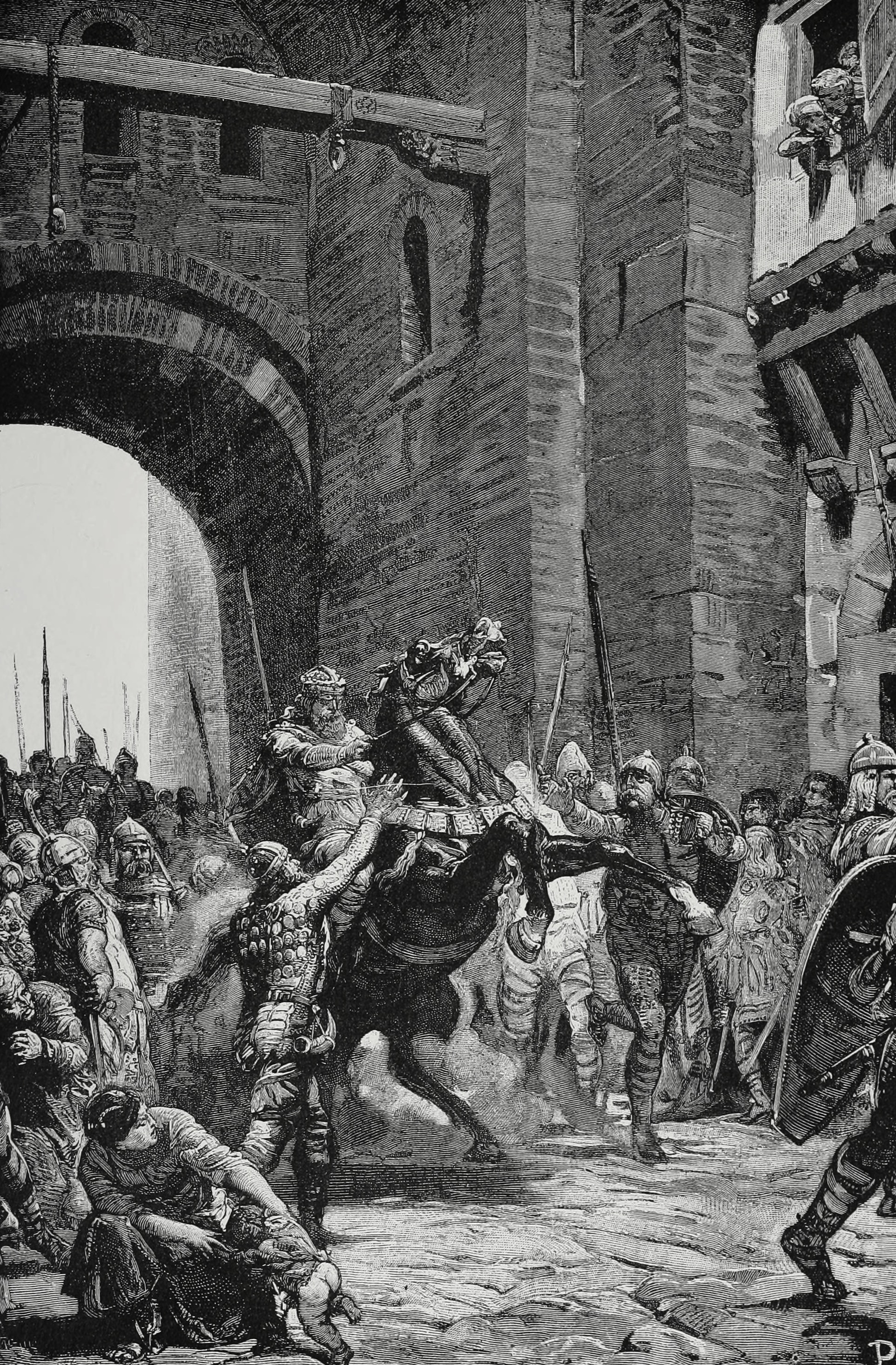
Il re longobardo Alboino entra a Pavia. Il nome della regione deriva dal latino medievale Longobardia,Terra dei Longobardi, popolazione germanica che invase la penisola italica nel 568 d.C. e fece di Pavia la capitale del proprio regno.

Nella Pianura Padana sono stati trovati vari oggetti che testimoniano la diffusione in essa già nel III millennio a.C. dell'uomo, già presente almeno dal pleistocene in area prealpina
Le prime civiltà che si svilupparono furono quella Camuna (nel Neolitico) e la cultura di Golasecca (Età del bronzo).
L'area lombarda centro-orientale fu interessata da un'influenza etrusca attorno al V secolo a.C. In seguito, nel IV secolo a.C., la regione fu invasa da varie genti Galliche, che daranno vita alle confederazioni degli Insubri, nella Lombardia occidentale dove daranno luogo alla fondazione di Milano, e dei Cenomani, nella Lombardia orientale e nell'area del basso Garda e delle rive del Po.
Sul finire del III secolo a.C. gli antichi Romani incominciarono la conquista della Pianura Padana, scontrandosi con gli Insubri, mentre i Cenomani furono fin dall'inizio loro alleati. La provincia diede in seguito i natali a celebri esponenti della cultura latina, quali Plinio a Como e Virgilio a Mantova.
Negli ultimi secoli dell'Impero Romano d'Occidente, Milano (Mediolanum) accrebbe notevolmente la propria importanza di centro politico e religioso (con l'episcopato di sant'Ambrogio), tanto che divenne una delle sedi dei tetrarchi al tempo di Costantino, il quale nel 313 d.C. emanò un editto chiamato editto di Milano, tramite cui si concedeva a tutti i sudditi la libertà di professare la propria religione, anche ai cristiani, fino ad allora esclusi da tale diritto.
Alla caduta dell'Impero romano d'Occidente (l'assedio di Pavia e la conseguente morte di Flavio Oreste furono gli episodi principali della caduta della pars Occidentalis ) furono i barbari a dominare la regione: prima arrivarono gli Eruli di Odoacre (476-493), poi gli Ostrogoti di Teodorico il Grande (493-553), che fecero di Pavia una delle sedi (insieme a Ravenna e Verona) del loro regno. La Lombardia ritornò poi a far parte dell'Impero romano (questa volta dell'Impero bizantino) dopo la Guerra gotica, che durò circa 20 anni e che flagellò l'Italia intera. Dopo pochi anni di dominio imperiale bizantino, nel 568 i Longobardi attaccarono e conquistarono gran parte dell'Italia, e posero la loro capitale a Pavia.
È proprio in questo periodo che si iniziò a chiamare con il termine Langobardia i territori occupati dai Longobardi, ossia gran parte della Pianura Padana e l'attuale Toscana (Langobardia Maior) e i ducati di Spoleto e Benevento nell'Italia centrale e meridionale (Langobardia Minor). Nel VII secolo il termine "Lombardia" prese a designare specificamente la marca carolingia comprendente Milano e Pavia, detta in precedenza Liguria o Neustria, anche se continuò ancora per più di un millennio a designare in senso lato l'intera Italia centro-settentrionale (vedi Lombardia (regione storica)).
Nel 774 il re dei Franchi Carlo Magno - disceso in Italia l'anno precedente, su invito del pontefice Adriano I minacciato dai Longobardi - conquistò Pavia, portò prigioniero in Gallia re Desiderio e si autoproclamò re dei Franchi e dei Longobardi, mentre fregiava del titolo di re d'Italia il proprio secondo figlio maschio Pipino. Il dominio franco diede inizio alla struttura politica feudale che caratterizzò l'Alto Medioevo.
Con i sovrani carolingi la Lombardia fu parte del Regno d’Italia (800-1024), che fu subito dotato di una larga autonomia e che tese, senza giungervi del tutto, a un'organizzazione centralizzata delle funzioni amministrative, giudiziarie e finanziarie dello stato, concentrate nella capitale, Pavia.

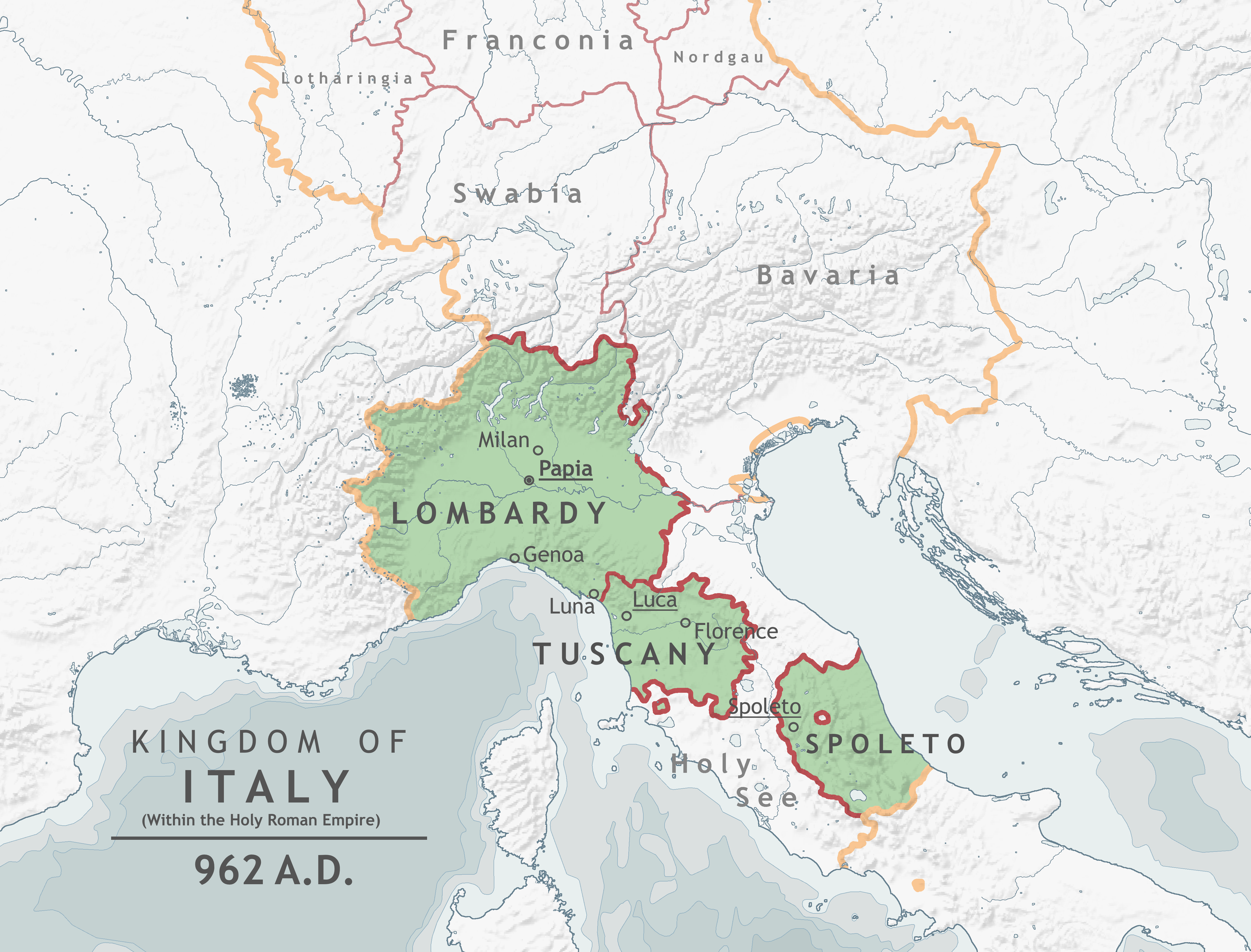
La Lombardia e le altre soddivisioni del Regno d'Italia nel 962.

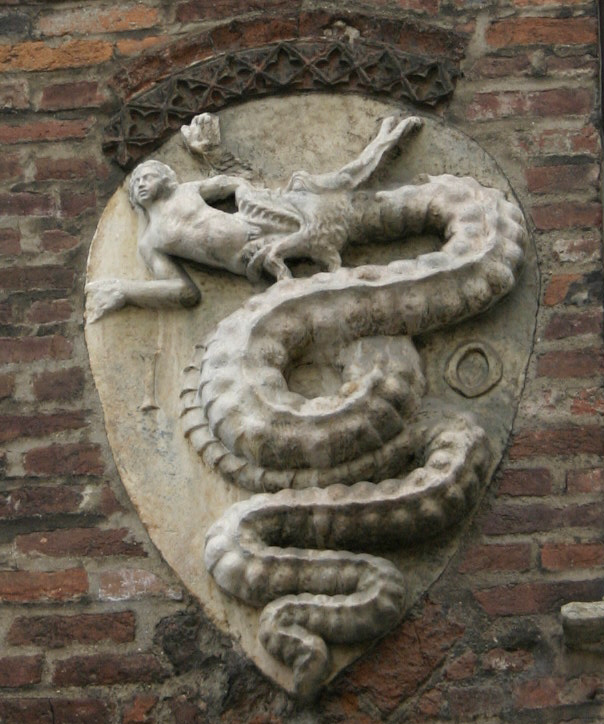
Stemma dei Visconti, signori di Milano

Nella Pianura Padana del Basso Medioevo cominciò a diffondersi un modello politico nuovo: il comune medievale, protagonista di un ripopolamento delle città. Nel 1176 la Lega Lombarda sconfisse le truppe dell'imperatore Federico Barbarossa nella battaglia di Legnano. La pace di Costanza del 1183 sancì nel contempo la formale ubbidienza dei comuni all'imperatore e il sostanziale riconoscimento delle autonomie comunali da parte del sovrano. A partire dal XIII secolo il modello comunale entrò in crisi e venne presto soppiantato dalle nascenti Signorie: i Gonzaga a Mantova, i Visconti e poi gli Sforza a Milano.
Nella seconda metà del Medioevo, in quella che veniva chiamata Lombardia (ovvero l'Italia del nord) cominciarono a differenziarsi la parte meridionale (Toscana) e quella orientale (Marca trevigiana, Marca veronese): il termine "Lombardia", da allora in poi, cominciò a identificare ormai solo la parte della Pianura padana situata a nordovest del fiume Mincio, soprattutto i territori soggetti al dominio dei Visconti prima e degli Sforza poi. Nel XV secolo la Lombardia divenne nuovamente terra di conquista: prima arrivarono i Veneziani da est, poi i Francesi rivendicarono la restante parte del Ducato di Milano che poi fu ceduto, dopo lunghi anni di guerra, il cui evento culminante fu la battaglia di Pavia del 1525, agli Spagnoli che vi rimasero a lungo, formalmente ancora sotto l'egida del Sacro Romano Impero.
Durante questa dominazione la regione conobbe, dopo un primo periodo di prosperità, una progressiva decadenza, aggravata nel XVII secolo da epidemie di peste. Nel 1714 il Ducato di Milano, in seguito alla guerra di successione spagnola passò per eredità dagli Asburgo di Spagna agli Asburgo d'Austria; infine gli austriaci ottennero anche il ducato di Mantova.

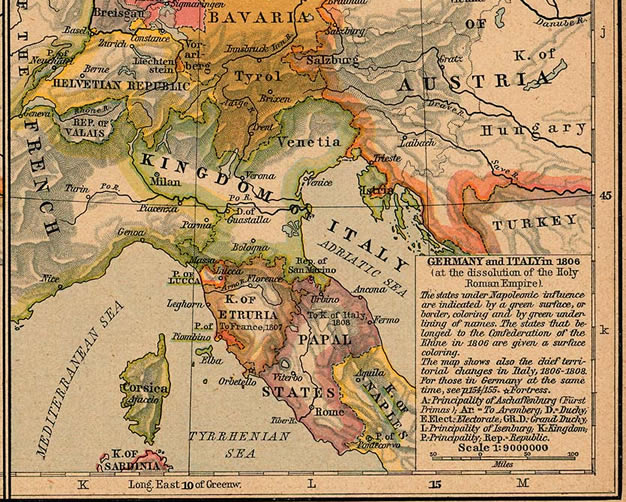
Il Regno d'Italia napoleonico, avente come capitale Milano, nel 1807, quando includeva anche l'Istria e la Dalmazia

Carta del Regno Lombardo-Veneto, 1815-1866

La parte orientale della regione, annessa alla Repubblica di Venezia nel corso del XV secolo, comprendeva i territori di Bergamo, Crema, Brescia e Salò, che seguirono dunque una storia in diversa dal resto della regione fino al 1797, quando la Lombardia conobbe nuovamente, dopo secoli di divisione, l'unità politica e amministrativa sotto l'egida di Napoleone Bonaparte.
Dopo l'esperienza della Repubblica Transpadana, della Repubblica Cisalpina, del Regno d'Italia (di cui Milano fu formalmente la capitale con Napoleone Bonaparte re d'Italia), tutti Stati dipendenti dalla Francia napoleonica, la Restaurazione creò il Regno Lombardo-Veneto nuovamente sotto gli Asburgo d'Austria.
La Lombardia fu poi un importante centro del Risorgimento, con le Cinque giornate di Milano del marzo 1848 e il successivo plebiscito, le Dieci Giornate di Brescia del 1849, i Martiri di Belfiore a Mantova negli anni tra il 1851 e il 1853. L'annessione della Lombardia al Regno di Sardegna avvenne in seguito alla seconda guerra di indipendenza nel 1859, guerra durante la quale la Lombardia fu il principale teatro di battaglia (battaglie di Montebello, Palestro, Magenta, Solferino e San Martino e San Fermo). Nel 1861, con la proclamazione del Regno d'Italia, la Lombardia entrò a far parte del moderno Stato italiano, ad eccezione della parte centro-orientale della provincia di Mantova che verrà annessa nel 1866 dopo la terza guerra di indipendenza. Per quanto riguarda la battaglia di Solferino, fu durante questo conflitto che Henry Dunant ha preso l'iniziativa di creare la Croce Rossa.
Il fronte alpino della prima guerra mondiale attraversò il versante alpino lombardo orientale, e nel primo dopoguerra Milano fu il centro dei Fasci italiani di combattimento. Milano divenne poi Medaglia d'oro al valor militare per la Resistenza dopo la sua liberazione dal fascismo durante la seconda guerra mondiale, mentre la resistenza partigiana si spargeva nelle valli e nelle province.
Seguendo i confini storici, nel 1948 viene prefigurata la regione amministrativa della Lombardia facente parte della neonata Repubblica Italiana.
Negli anni del boom economico, Milano fu uno dei poli del "triangolo industriale" dell'Italia del nord. Gli anni di piombo ebbero ampia rilevanza in Lombardia, con la strage di piazza Fontana a Milano nel 1969 e la strage di Piazza della Loggia a Brescia nel 1974, nonché con i numerosi attentati da parte delle Brigate Rosse e scontri di piazza tra le opposte aree dell'estremismo politico.
Negli anni ottanta del XX secolo Milano divenne simbolo della crescita economica del Paese, e simbolo del rampantismo economico-finanziario della "Milano da bere", mentre il gruppo socialista milanese di Bettino Craxi era al governo nazionale. La città di Milano, nei primi anni 1990, fu l'origine della serie di scandali noti come Tangentopoli emersi dalle indagini giudiziarie della procura milanese note come Mani pulite, che poi si propagheranno nel resto del Paese.

## Geografia fisica

### Generalità

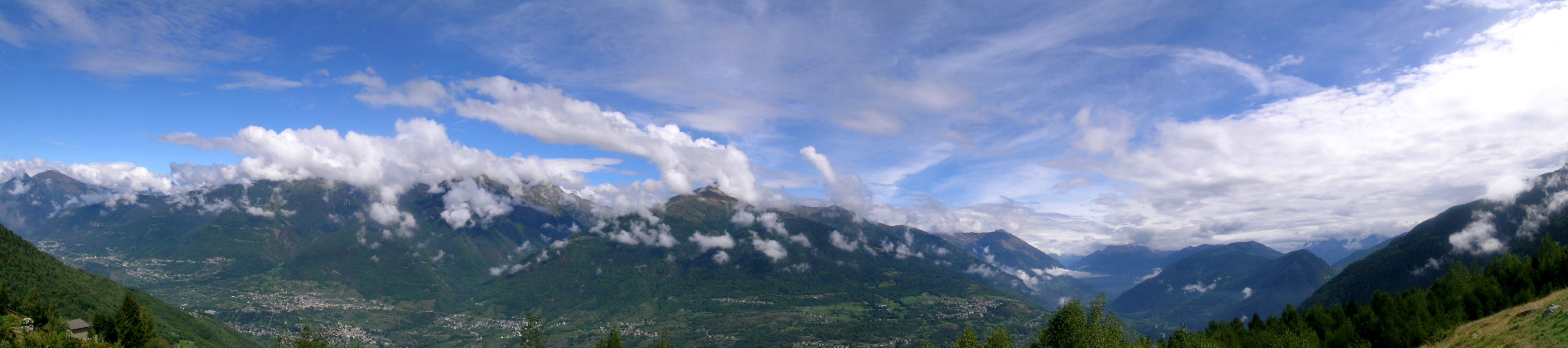
Panorama della Valtellina dall'Alpe Piazzola nel comune di Castello dell'Acqua

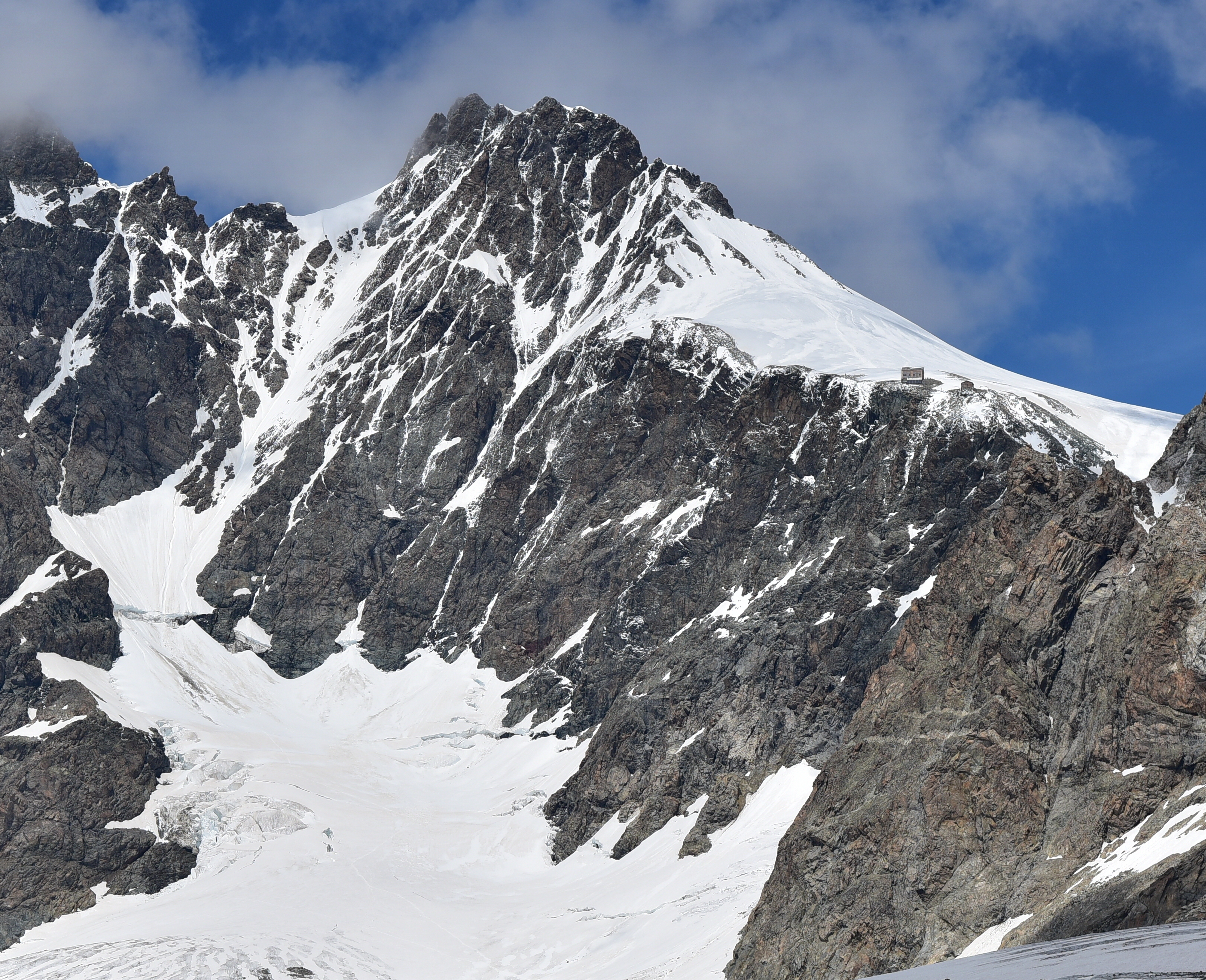
Bernina Punta Perrucchetti 4020 m, la cima più alta della Lombardia

La superficie della Lombardia si divide quasi equamente tra pianura (che rappresenta circa il 47% del territorio) e le zone montuose (che ne rappresentano il 41%). Il restante 12% della regione è collinare.
Sotto l'aspetto morfologico la regione viene divisa in cinque aree: alpina (Alpi Lepontine e Retiche), prealpina (Alpi Orobie e Prealpi Lombarde), alta pianura (Varesotto, Brianza, Monzese, Milanese, Cremasco, Bassa Bergamasca, Franciacorta, Bassa Bresciana, Alto Mantovano), bassa pianura (Lomellina, Pianura Padana, Oltrepò Mantovano), appenninica (Oltrepò Pavese).
La regione è attraversata da decine di fiumi (tra cui il Po, fiume più grande e lungo d'Italia) ed è bagnata da centinaia di laghi di origine naturale e artificiale.
I massicci principali sono il Bernina (4049 m), il Disgrazia (3678 m), l'Ortles (3905 m) e l'Adamello (3555 m), nelle Alpi Retiche; il Pizzo Coca (3053 m), nelle Alpi Orobie; il Pizzo del Diavolo di Tenda (2915 m), nelle Prealpi e il Monte Lesima (1724 m), nell'Oltrepò Pavese. Raggiunge il punto più elevato con la Punta Perrucchetti (4020 m), appartenente al Bernina.
Le principali valli sono la Val Camonica, la Val Trompia, la Val Sabbia, la Valtellina, la Val Seriana, la Val Brembana, la Valsassina, e la Valassina.

### Orografia

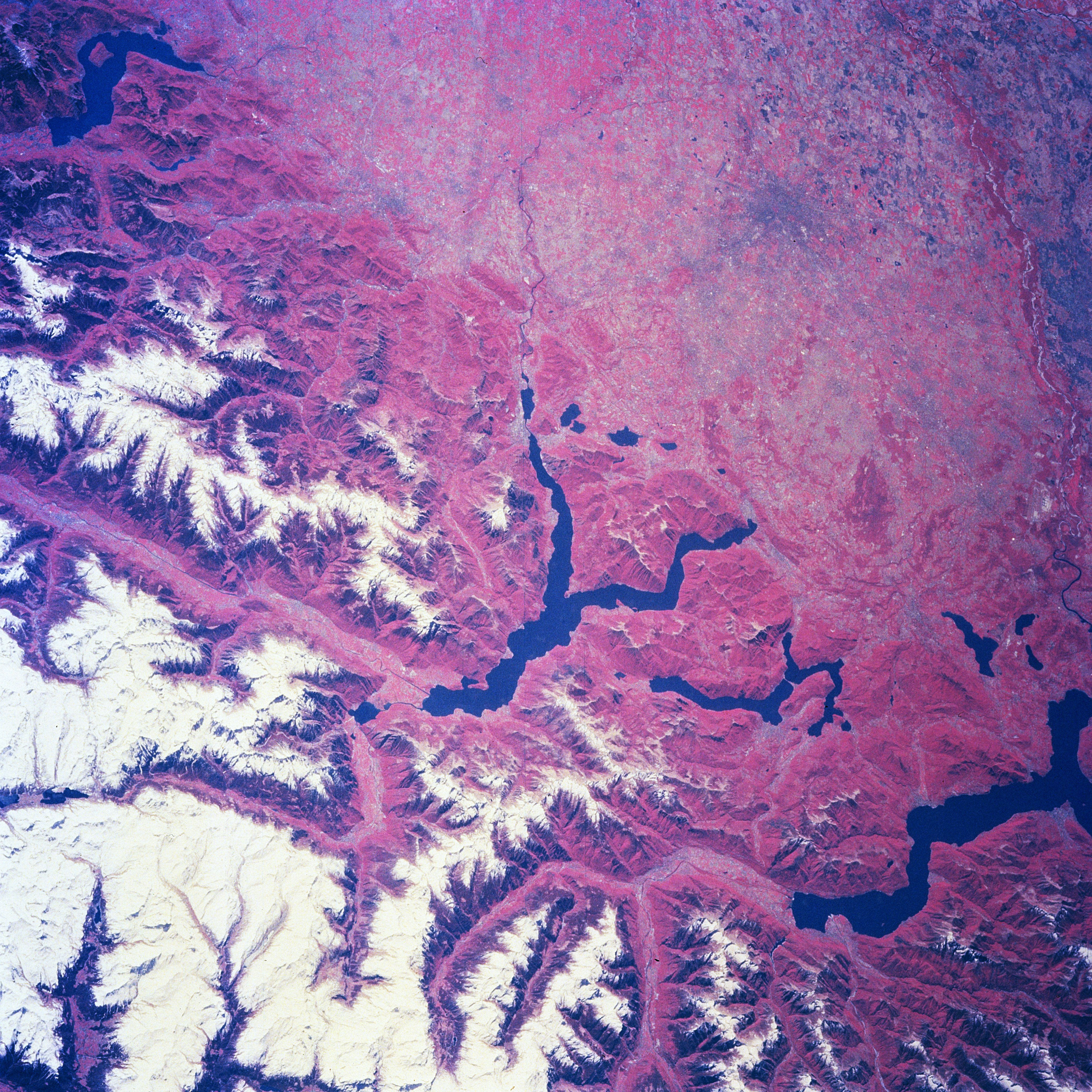
Lombardia nord-occidentale vista dal satellite. Partendo da destra si vedono: il Lago Maggiore, il Lago di Varese, il Lago di Monate, il Lago di Comabbio, il Ceresio, il Lago di Como, il Lago di Montorfano, il Lago di Alserio, il Lago di Pusiano, il Lago di Annone, il Lago di Garlate e il Lago d'Iseo in alto a sinistra. In alto a destra si nota l'area metropolitana di Milano

In termini geografici la Lombardia non si può considerare un territorio unitario, nel senso di territorio delimitato da precise conformazioni fisiche, sia per la varietà di paesaggi che l'attraversano senza racchiuderla, sia perché i confini amministrativi, sono molto spesso il frutto di complesse vicende storiche. Tuttavia è possibile delineare a grandi linee il suo territorio amministrativo attraverso rilievi, laghi e fiumi.
A delimitare la Lombardia a nord si può utilizzare lo spartiacque alpino tra la Valtellina e le valli del Reno e dell'Inn anche se, a volte, questo confine oltrepassa il versante valtellinese. A est sono il lago di Garda e il fiume Mincio a separare la Lombardia dalle altre regioni italiane; così come a sud il Po (eccezion fatta per l'Oltrepò Pavese e l'Oltrepò mantovano che si estendono più a sud), e a ovest il Lago Maggiore e il Ticino (con l'eccezione della Lomellina che sconfina verso il Piemonte) possono servire per distinguere la Lombardia dalle altre regioni. Questi confini racchiudono un territorio di circa 23861 km², rendendola la quarta regione italiana per estensione superficiale.
Attraversando la regione, da nord verso sud, s'incontrano lungo il cammino per primi i rilievi delle Alpi e poi, poco più a sud, le Prealpi seguite da dolci colline che smussano il passaggio dalla montagna alla Pianura Padana. Proprio lungo la fascia prealpina si trovano alcuni dei più grandi laghi d'Italia (come il Lago di Garda, il Lago Maggiore e il lago di Como), mentre numerosi fiumi (come il Po, l'Adda, l'Oglio, il Mincio e il Ticino) e torrenti solcano le montagne, formando profonde valli, attraversano la pianura rendendola rigogliosa di vegetazione. In una piccola area a sud dell'Oltrepò Pavese nella zona della val Trebbia, si ergono colline e montagne dell'Appennino ligure; qui il fiume Trebbia, per una piccola porzione, segna il confine più meridionale della regione con l'Emilia-Romagna.

La Lombardia per zone altimetriche

I nomi delle Alpi della Lombardia derivano tutti dalle popolazioni che, al tempo degli antichi Romani, vivevano tra queste montagne. Le Alpi Lepontine prendono il nome dalla popolazione ligure dei Leponzi stanziata in questa zona e poi sottomessa dall'imperatore romano Augusto; le Alpi Retiche dai Reti, popolazione di origine etrusca rifugiatasi nelle Alpi Centrali durante l'invasione celtica della penisola italiana; e le Alpi Orobie dalla popolazione di origine ligure, o forse celtica, degli Orobi.
Le catene montuose corrispondono al 40,5% del territorio regionale e sono costituite dalle Alpi, dalle Prealpi e dagli Appennini. Appartengono alle Alpi lombarde una piccola porzione delle Alpi Lepontine e gran parte delle Alpi Retiche. Sul territorio montano della Lombardia spiccano quattro massicci orografici di rilievo: il Badile-Disgrazia, il Bernina, l'Ortles-Cevedale e l'Adamello. I primi tre sorgono sullo spartiacque tra i bacini del Reno e dell'Inn a nord e dell'Adda e dell'Oglio a sud e solo in parte si ergono sul territorio nazionale. L'Adamello, invece, sorge tra i bacini dell'Adda e dell'Adige e si trova completamente in territorio italiano. Le Alpi lombarde raggiungono la massima quota alla Punta Perrucchetti (4020 m), nel massiccio del Bernina, dove a quest'ultimo appartengono sei tra le dieci cime più elevate della regione. Al di fuori di questo, altre importanti vette sono il Gran Zebrù (3857 m) nel Gruppo Ortles-Cevedale e il Monte Cevedale (3764 m). Il massiccio dell'Ortles-Cevedale ospita il ghiacciaio dei Forni, che ha un'estensione di circa 11,34 km² ed è il secondo ghiacciaio d'Italia dopo quello dell'Adamello, pure in Lombardia nell'omonimo gruppo montuoso ed esteso per 15,66 km². A sud della Valtellina si stagliano le Alpi Orobie che superano i 3000 metri, delimitate a est dalla Valcamonica e a ovest dal bacino del lago di Como.

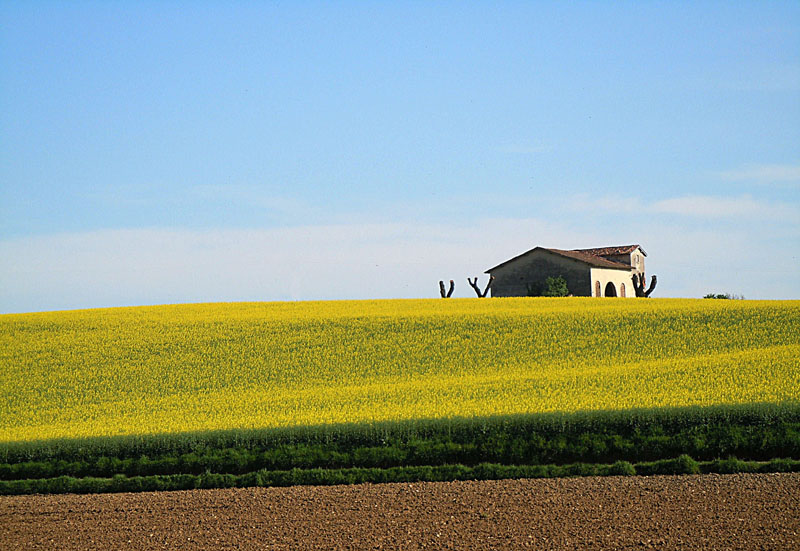
Solferino, colline moreniche del lago di Garda

Confinate a ovest dal Lago Maggiore e a est dal Lago di Garda si trovano le Prealpi lombarde le cui vette superano di poco i 2500 m di quota. Le Prealpi sono in prevalenza costituite da sedimenti calcarei e sono geologicamente più giovani delle Alpi. La loro origine sedimentaria ha permesso la formazione di solchi profondi nelle montagne, principalmente per opera dei ghiacciai, che hanno portato alla formazione di strette e profonde valli solcate da fiumi e occupate in parte dai laghi prealpini, sbarrati verso la pianura da rilievi morenici. I rilievi morenici a sud delle prealpi, assieme alle prime sporgenze orografiche, formano quella fascia collinare (12,4% del territorio) che collega le prealpi alla pianura e che contiene numerosi laghi piccoli e poco profondi.
La pianura lombarda occupa il 47,1% della superficie totale della regione ed è parte della Pianura Padana che si estende dal Piemonte alla Romagna, dalle Alpi agli Appennini. La pianura lombarda può essere suddivisa geologicamente in due parti: l'alta e la bassa. L'alta pianura è caratterizzata da materiali grossolani, molto permeabili, di origine alluvionale e presenta grossi solchi originati dai fiumi che scendono dalle montagne. La bassa pianura invece è formata da materiale argilloso, poco permeabile e declina dolcemente verso il Po. Il passaggio dall'alta alla bassa pianura lombarda è segnalato dalla presenza di riaffioramenti naturali d'acqua detti risorgive o fontanili, causati dall'incontro della falda freatica proveniente dall'alta pianura con i terreni impermeabile della bassa. Questa linea ha un andamento parallelo a quello prealpino e passa per le città di Magenta, Monza, Treviglio, Trenzano, Chiari e Goito.

### Passi alpini

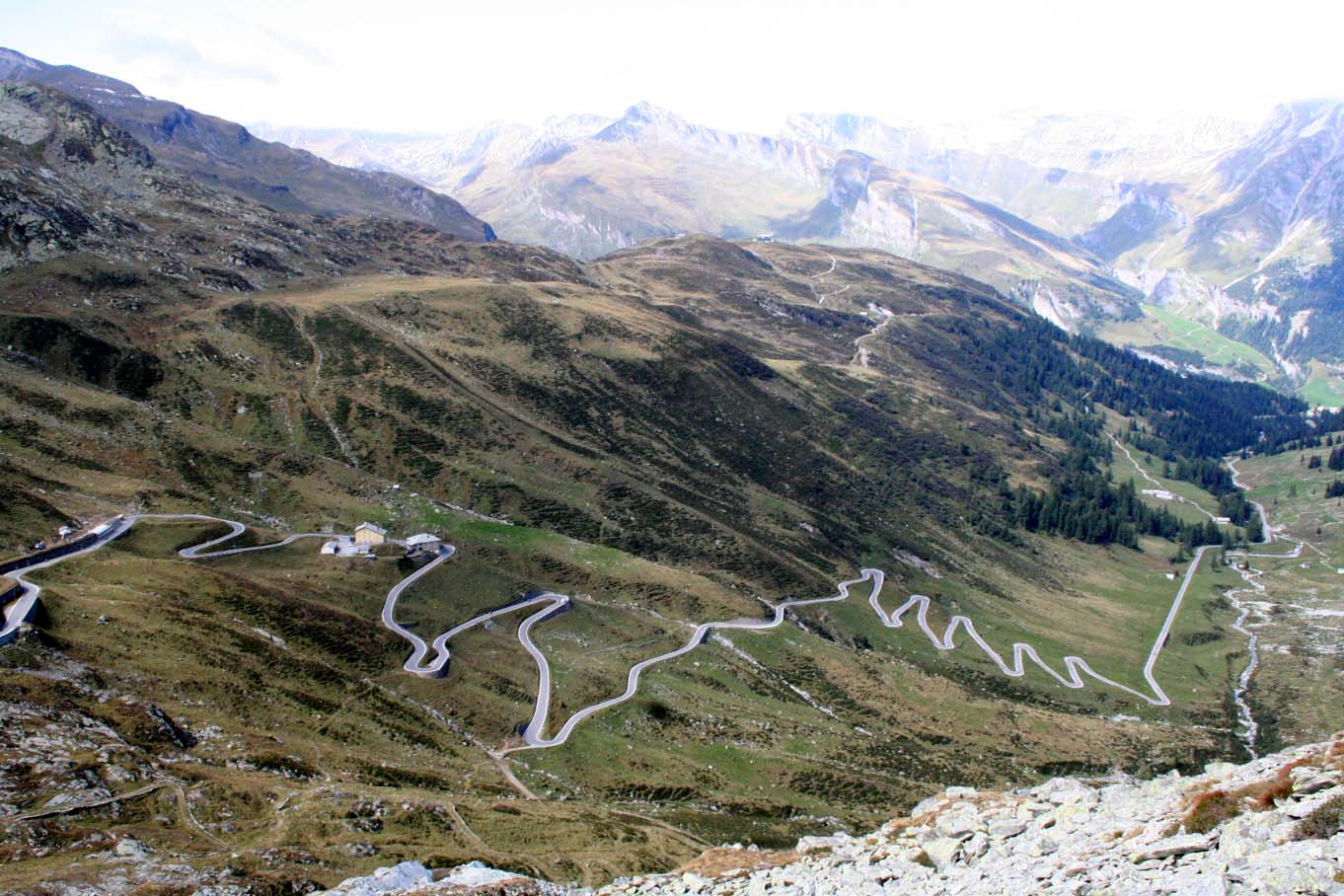
Il versante settentrionale del passo dello Spluga

Le vallate alpine lombarde sono più ampie e larghe rispetto a quelle che si trovano, sempre sull'arco alpino, in Piemonte e in Valle d'Aosta. La maggior parte di esse sono attraversate da torrenti che scendono verso la Pianura Padana formando fiumi che poi si immettono alla sinistra idrografica nel Po. Grazie all'ampiezza delle loro valli i passi alpini lombardi, sebbene si trovino a un'altitudine elevata, sono facilmente accessibili.
I passi internazionali più importanti che si trovano sulle Alpi lombarde e che mettono in comunicazione la regione con la Svizzera sono il passo dello Spluga (2118 m), il passo del Maloja (1815 m) e il passo del Bernina (2323 m), con quest'ultimi due che sono situati in territorio elvetico. I passi nazionali più importanti sono invece il passo dello Stelvio (2759 m) e il passo del Tonale (1883 m), che mettono in comunicazione la Lombardia con il Trentino-Alto Adige. Questi passi alpini rivestono una grande rilevanza anche da un punto di vista storico, visto che da sempre permettono una facile comunicazione tra la Lombardia e i suoi territori confinanti. Da essa sono poi conseguiti costanti traffici commerciali, che hanno contribuito allo sviluppo della regione.

### Valichi alpini di frontiera

#### Varese – Canton Ticino
| Nome del valico           | Comune italiano                      | Comune svizzero               | Infrastruttura               |
| ------------------------- | ------------------------------------ | ----------------------------- | ---------------------------- |
| Valico Indemini           | Veddasca (Biegno)                    | Gambarogno (Indemini)         | SP 5 - Dogana                |
| Valico Cassinone          | Luino (Longhirolo)                   | Monteggio (Cassinone)         | Via delle Motte - Via Dogana |
| Valico Fornasette         | Luino (Fornasette)                   | Monteggio (Fornasette)        | SP 6 - Via Cantonale         |
| Valico di Cremenaga       | Cremenaga                            | Monteggio (Ponte Cremenaga)   | SP 61 - Via Cantonale        |
| Confine di Stato di Zenna | Maccagno con Pino e Veddasca (Zenna) | Gambarogno (Sant'Abbondio)    | SS 394 - Via Cantonale       |
| Valico di Ponte Tresa     | Lavena Ponte Tresa (Ponte Tresa)     | Ponte Tresa                   | SS 233 - Via Lungolago       |
| Valico di Porto Ceresio   | Porto Ceresio                        | Brusino Arsizio               | SS 344 - Via al Confine      |
| Valico di Arzo            | Saltrio                              | Mendrisio (Arzo)              | SP 9 - Via Remo Rossi        |
| Valico di Ligornetto      | Clivio                               | Mendrisio (Ligornetto)        | SP 3 - Via Cantinetta        |
| Valico di San Pietro      | Clivio (San Pietro)                  | Stabio (San Pietro di Stabio) | SP 3 - Via Dogana            |
| Valico di Gaggiolo        | Cantello (Gaggiolo)                  | Stabio (Gaggiolo)             | SP 3 - Via Gaggiolo          |

#### Como – Canton Ticino
| Nome del valico     | Comune italiano                          | Comune svizzero            | Infrastruttura                     |
| ------------------- | ---------------------------------------- | -------------------------- | ---------------------------------- |
| Ponte Chiasso       | Como (Ponte Chiasso)                     | Chiasso                    | ex- SS 35 (via Bellinzona) - N 2   |
| Brogeda             | Como (Brogeda)                           | Chiasso                    | A9 - A2                            |
| Ponte Chiasso       | Como (Ponte Chiasso)                     | Chiasso                    | Ferrovia Milano-Chiasso            |
| Maslianico          | Maslianico                               | Vacallo (Pizzamiglio)      | Via XX Settembre - Via Pizzamiglio |
| Bizzarone           | Bizzarone                                | Stabio (Santa Margherita)  | Ferrovia della Valmorea            |
| Drezzo              | Drezzo                                   | Pedrinate (Ca Nova)        | SP 18 - Via Tinelle                |
| Crociale dei Mulini | Uggiate con Ronago (Crociale dei Mulini) | Novazzano (Ponte Faloppia) | Via Mulini - Via Resiga            |
| Ronago              | Uggiate con Ronago (Ronago)              | Novazzano (Marcetto)       | SP 18 - Via Marcetto               |
| Bizzarone           | Bizzarone                                | Novazzano (Brusata)        | SP 23 - Via Clos                   |
| Uggiate Trevano     | Uggiate con Ronago                       | Novazzano (Pignora)        | Via Somazzo - Via Pignora          |
| Lanzo d'Intelvi     | Lanzo d'Intelvi                          | Arogno                     | SP 13 - Via Confine                |
| Campione d'Italia   | Campione d'Italia                        | Bissone                    | Corso d'Italia - Via Campione      |
| Albogasio           | Valsolda (Albogasio)                     | Lugano (Gandria)           | SS 340 - Via Cantonale             |

#### Sondrio – Cantone dei Grigioni
| Nome del valico      | Comune italiano              | Comune svizzero         | Infrastruttura             |
| -------------------- | ---------------------------- | ----------------------- | -------------------------- |
| Spluga               | Madesimo (Montespluga)       | Splügen                 | SS 36 - Splügenpassstrasse |
| Villa di Chiavenna   | Villa di Chiavenna (Dogana)  | Bregaglia (Castasegna)  | SS 37 - N 3                |
| Madonna di Tirano    | Tirano (Madonna)             | Brusio (Campocologno)   | Ferrovia Retica            |
| Madonna di Tirano    | Tirano (Madonna)             | Brusio (Campocologno)   | SS 38 dir/A - N 29         |
| Forcola di Livigno   | Livigno (Tresenda)           | Poschiavo (La Motta)    | Via Compart - N 29         |
| Munt la Schera       | Livigno                      | Zernez (Il Fuorn)       | Via Rasia - N 28           |
| Giogo di Santa Maria | Bormio (Passo dello Stelvio) | Santa Maria Val Müstair | SS 38 dir/B - Sassabinghel |

### Idrografia

#### I laghi
La regione è costellata da molti laghi di grandi e piccole dimensioni, i principali dei quali sono:
- Il lago di Garda (o Benaco), di origine glaciale, è il più grande d'Italia con una superficie di 370 km². È profondo 346 m e ha una lunghezza di 51,6 km. La grande quantità d'acqua del lago ha effetti significativi sul clima locale. Lungo le sue sponde si coltivano infatti l'ulivo, i limoni e i cedri, tipici del clima mediterraneo.[35]
- Il lago Maggiore (o Verbano) ha una superficie di 212 km², un'estensione di 50 km, una larghezza che va dai 2 ai 4,5 km e una profondità massima di 372 m.[36]
- Il lago di Como (o Lario) è caratterizzato da una forma a Y rovesciata, con la punta di Bellagio che segna la separazione in due rami. Completamente scavato nella cerchia prealpina, il lago si snoda per 46 km, ha una larghezza massima di 4,3 km e una superficie di 146 km². È il primo in Italia come sviluppo perimetrico (180 km) e il quinto in Europa come profondità (410 m).[37]
- Il lago d'Iseo (o Sebino) ha la forma di una S, con una superficie di 65,3 km² e una profondità massima di 361 m. Vi è situata l'isola lacustre più grande d'Europa, Monte Isola, che si estende per 4,3 km² . Nell'estate del 2016 la sponda bresciana è stata al centro dell'installazione artistica temporanea The Floating Piers di Christo.[38]
- Il lago di Lugano (o Ceresio), situato in Lombardia, ma anche Svizzera e ha una superficie di 48,7 km². Sulle sue sponde si trovano i comuni italiani di Porto Ceresio, Valsolda e Porlezza.[39]
- Il lago d'Idro (o Eridio), anch'esso di origine glaciale è situato nella provincia di Brescia ai confini con il Trentino, a 368 metri sul livello del mare,ed è formato dalle acque del fiume Chiese che ne è anche l'emissario. La sua superficie misura 10,9 km².[40]
- Il lago di Varese, che ha una superficie di circa 14,9 km² e che ha una profondità massima di 26 m.[41]
- I laghi di Mantova (Lago Superiore, Lago di Mezzo e Lago Inferiore) che, con una superficie complessiva di 6,21 km², sono gli unici interamente ricompresi nella Pianura Padana.

#### I fiumi
| Fiume             | Lunghezza (km) | Portata media alla foce (m³/s) | Bacino (km²) |
| ----------------- | -------------- | ------------------------------ | ------------ |
| Po                | 652            | 1540                           | 71000        |
| Adda              | 313            | 187                            | 7979         |
| Oglio             | 280            | 137                            | 6649         |
| Ticino            | 248            | 350                            | 7228         |
| Mincio            | 203            | 60                             | 2859         |
| Chiese            | 160            | 36                             | 960          |
| Agogna            | 140            | 6                              | 995          |
| Lambro            | 130            | 12                             | 1350         |
| Serio             | 124            | 23                             | 1256         |
| Mella             | 96             | 11                             | 1036         |
| Terdoppio         | 86             | 3,7                            | 515          |
| Brembo            | 74             | 30                             | 935          |
| Olona             | 71             | 6,9                            | 911          |
| Staffora          | 58             | 4,5                            | 337,5        |
| Seveso            | 55             | 1,8                            | 930          |
| Mera              | 50             | 23                             | 757          |
| Olona meridionale | 36             | 3,08                           | 160          |
| Cherio            | 32             | 1,5                            | 161          |

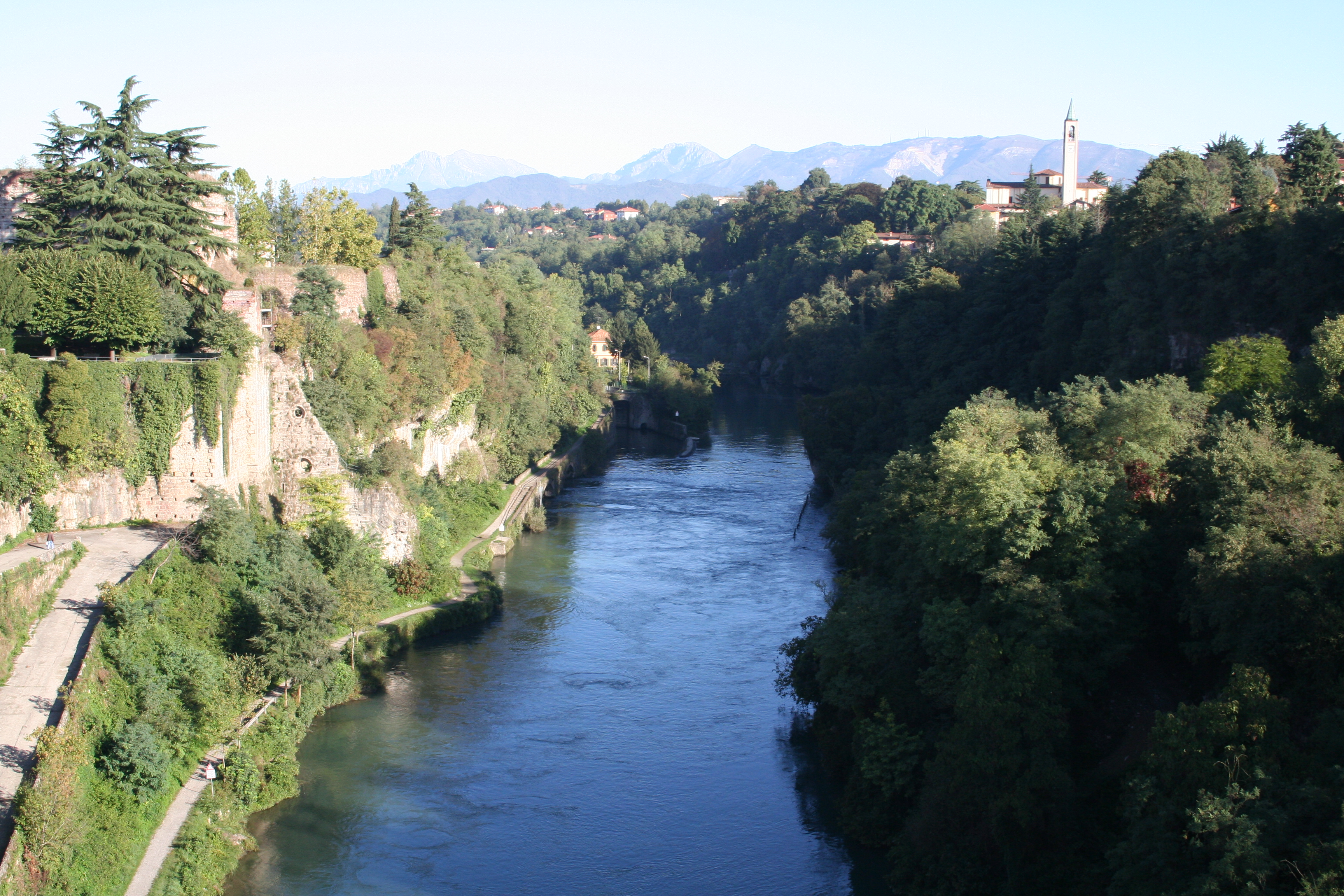
Il fiume Adda tra Trezzo e Capriate San Gervasio, tra la città metropolitana di Milano e la provincia di Bergamo

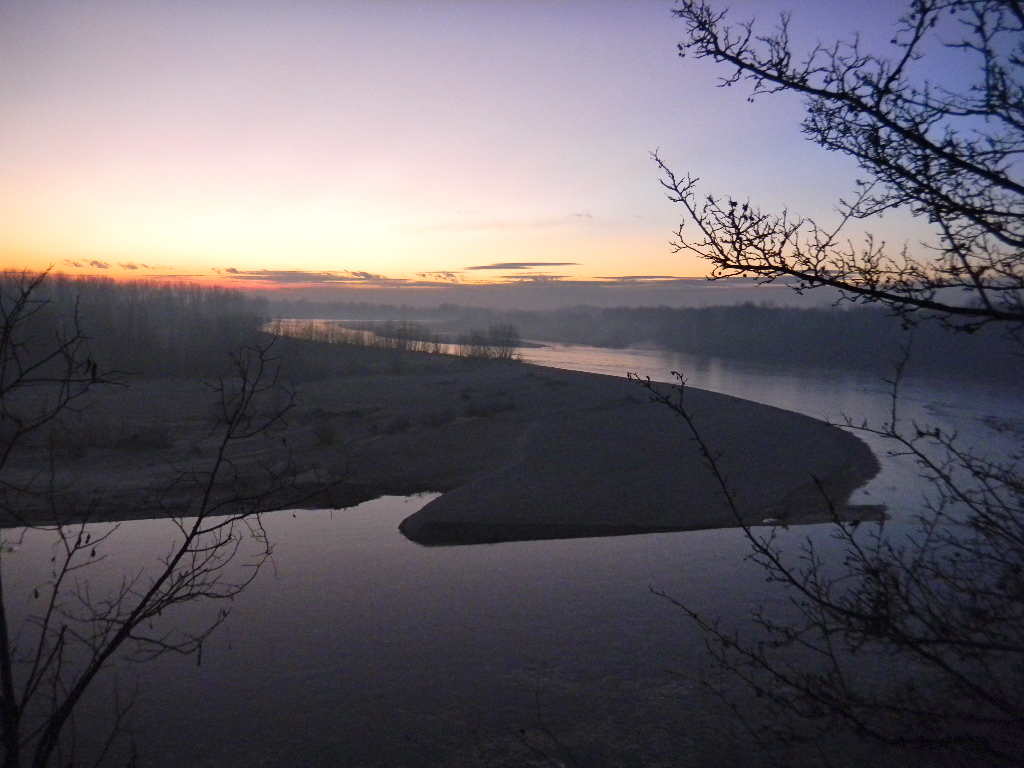
Il fiume Ticino nei pressi di Pavia (Massaua di Torre d'Isola)

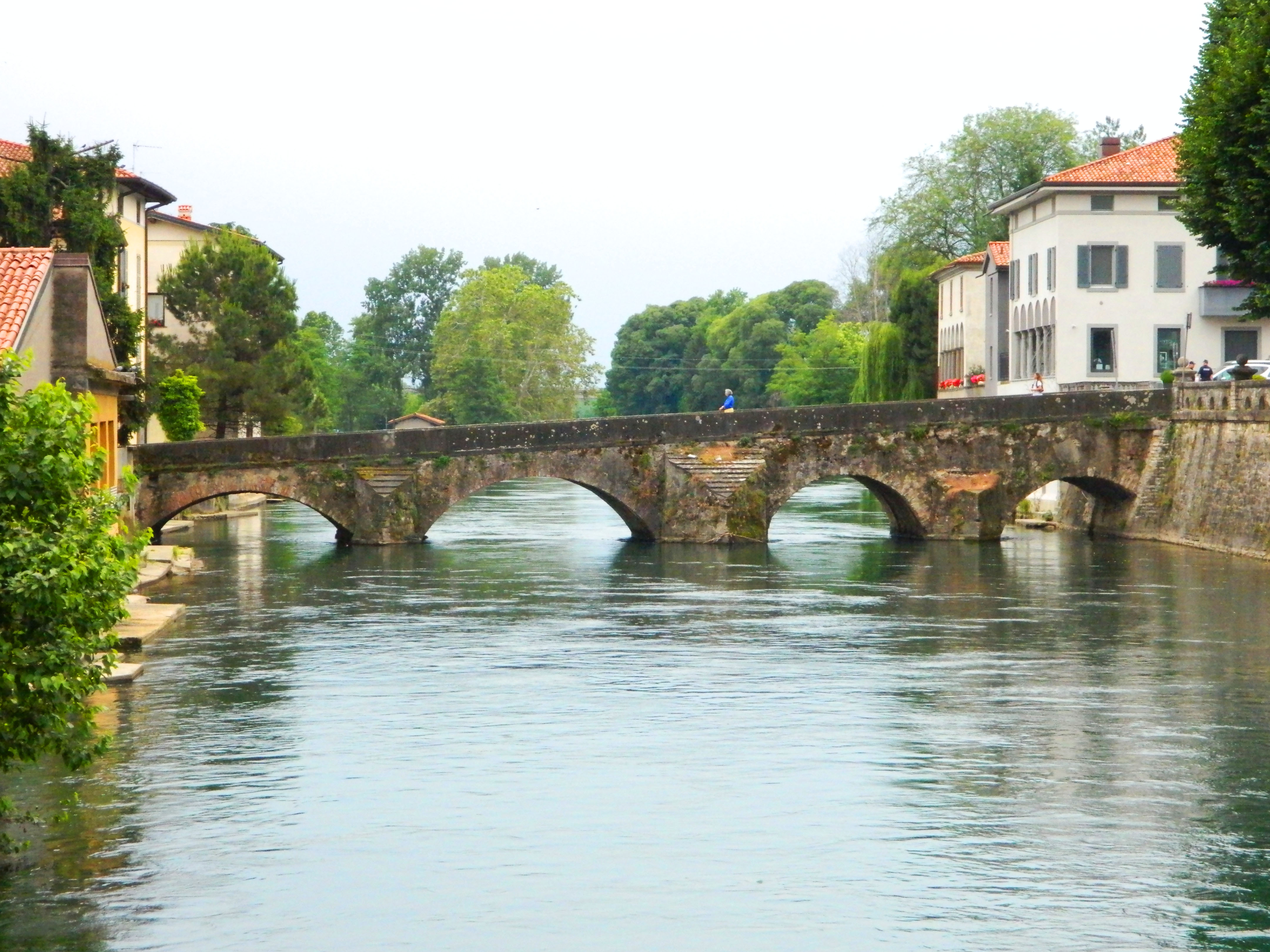
Ponte Romano sul fiume Oglio (IV sec.) a Palazzolo, in provincia di Brescia

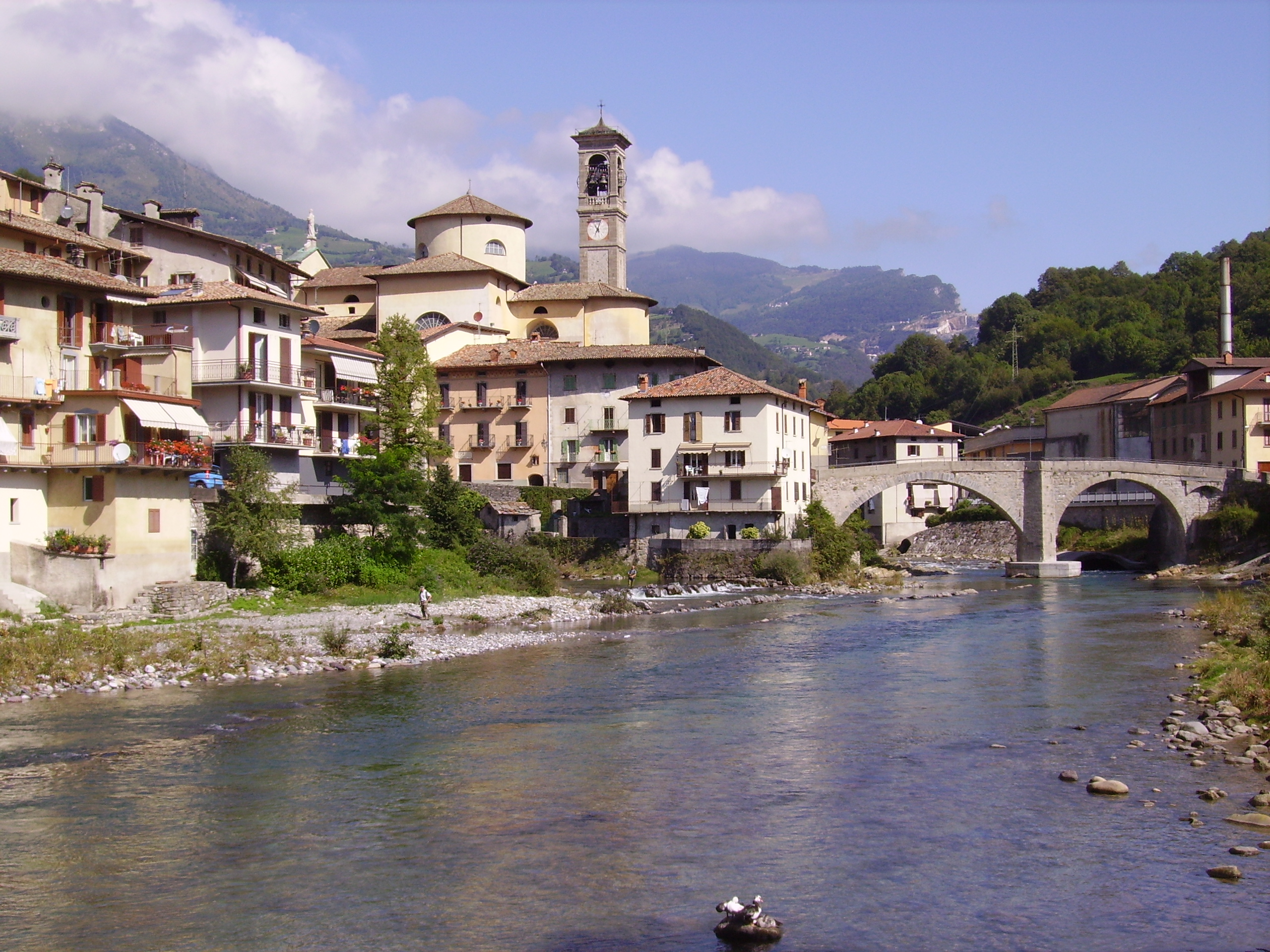
Il fiume Brembo a San Giovanni Bianco, in provincia di Bergamo

Per il territorio lombardo passano centinaia di fiumi e torrenti, il più rilevante dei quali è il Po che con i suoi 652 km è il più lungo d'Italia. Per un lungo tratto costituisce il confine meridionale della regione e scorre interamente in Lombardia solo nelle province di Pavia e Mantova.
Gli altri principali fiumi provengono dal versante alpino della Pianura Padana e sono tutti affluenti del Po: infatti il territorio lombardo è quasi interamente compreso nel bacino idrografico del principale fiume italiano. Data la scarsa estensione del territorio regionale a sud del Po, la Lombardia è praticamente priva di fiumi appenninici: nell'Oltrepò pavese non si trovano corsi d'acqua significativi, mentre l'unica eccezione è costituita dal Secchia che nell'ultimo tratto del suo corso, prima di confluire nel Po, scorre nell'Oltrepò mantovano.
Oltre al Po, i fiumi principali sono:
- L'Adda (313 km) è il fiume più lungo che scorre interamente in Lombardia. Nasce in Val Alpisella e dopo aver attraversato l'intera Valtellina s'immette nel lago di Como, riuscendone dal ramo di Lecco per affluire nel Po nei pressi di Castelnuovo Bocca d'Adda (LO).
- L'Oglio (280 km) che, dopo aver attraversato la Val Camonica, s'immette nel lago d'Iseo e ne esce a Sarnico passando per Palazzolo sull'Oglio e confluendo nel Po a Torre d'Oglio. L'Oglio segna i confini fra le province di Brescia, Bergamo, Cremona e Mantova.
- Il Ticino (248 km), che nasce in Svizzera nel Canton Ticino, è immissario ed emissario del Lago Maggiore e divide per un tratto la Lombardia dal Piemonte prima di confluire poco a sud di Pavia nel Po, di cui è il principale affluente per portata d'acqua.
- Il Mincio (75 km) è il principale emissario del lago di Garda, ma può essere considerato, con il lago stesso e l'immissario Sarca, un unico asse fluviale di 203 km[42] (sistema Sarca-Mincio). Fuoriuscito dal lago segna per un tratto il confine tra Lombardia e Veneto, scorre poi in provincia di Mantova lambendo la città capoluogo prima di immettersi nel Po a valle di Governolo.
- Il Chiese (160 km), che nasce in Trentino, è immissario ed emissario del Lago d'Idro e attraversa la parte orientale della provincia di Brescia affluendo nell'Oglio in provincia di Mantova, in prossimità di Acquanegra sul Chiese.
- Altri fiumi rilevanti sono il Lambro (130 km), il Serio (124 km) e il Brembo (74 km), l'Olona (71 km) e l'Olona meridionale (36 km). L'omonimia tra i due fiumi Olona non è di origine imitativa o etimologica, ma è dovuta al fatto che originariamente si trattava di due tronconi dello stesso fiume, deviato dagli antichi Romani nel suo tratto superiore verso Milano.[43]

### Clima

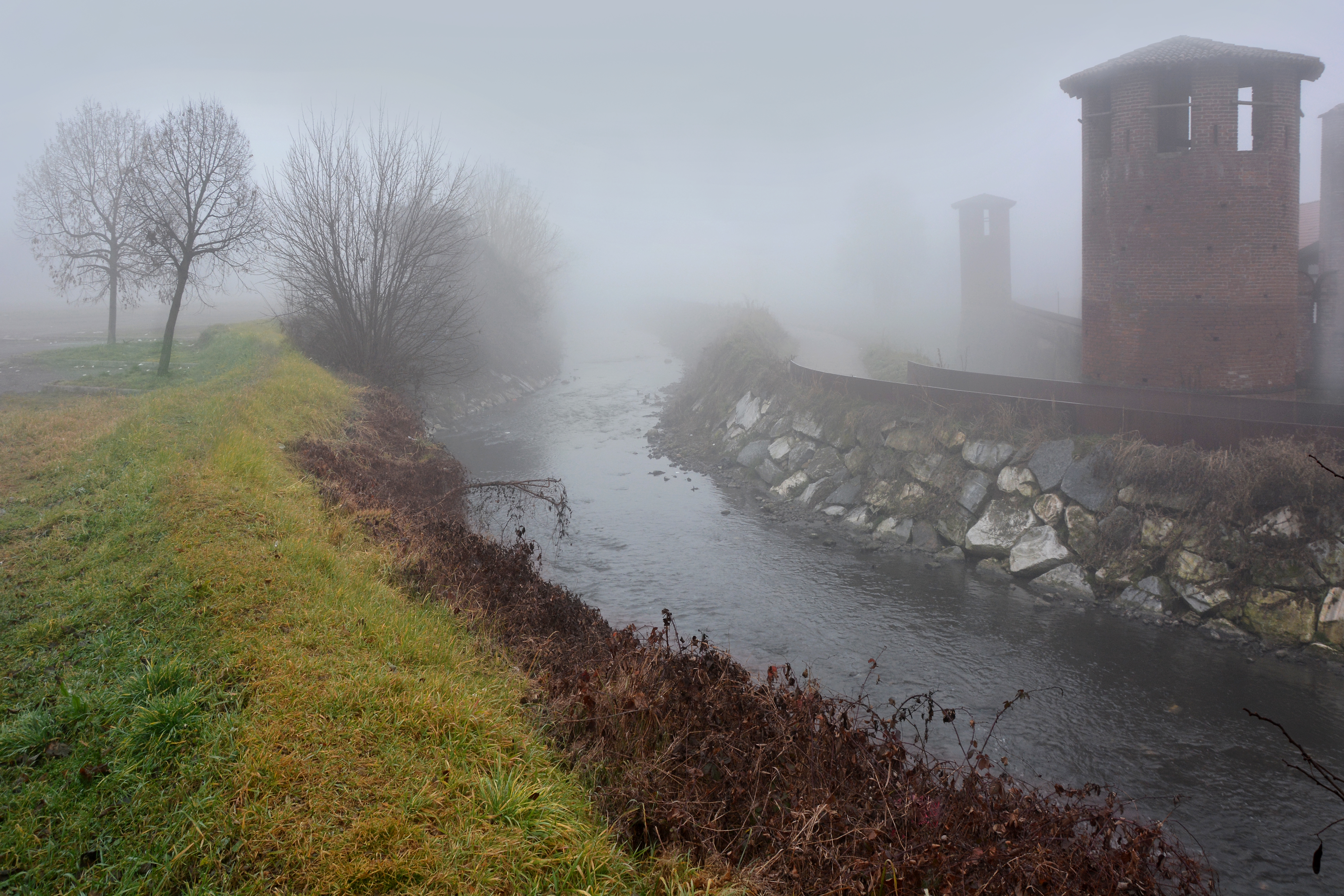
Nebbia al castello Visconteo di Legnano, nella città metropolitana di Milano

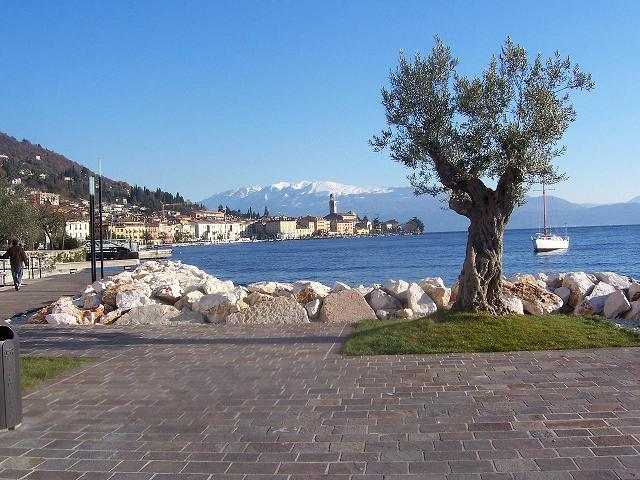
Un olivo sul lungolago del comune bresciano di Salò. Sul Lago di Garda è presente un microclima "mediterraneo" che consente la coltivazione dell'olivo e la produzione dell'olio di oliva

Il clima della Lombardia, per quanto definibile di tipo temperato umido con estate calda, si presenta molto variegato a causa delle diverse conformazioni naturali presenti sul territorio: montagne, colline, laghi e pianure.
In genere le stagioni estive in pianura sono afose (a causa della molta umidità) e calde. La continentalità fa sì che la media delle temperature massime nel mese di luglio sia di 29 °C. Ma in questi mesi dell'anno sono anche frequenti forti temporali e improvvisi rovesci accompagnati anche da grandine. In base alle medie degli ultimi 30 anni, le temperature invernali sono generalmente comprese fra un minimo di -2 °C in gennaio e un massimo di 13 °C in marzo, con precipitazioni contenute. L'escursione termica nel corso dell'anno è elevata e la nebbia è intensa, seppur in costante diminuzione da metà anni '90 (circa del 50% rispetto ai decenni precedenti).
In montagna il clima è tipicamente alpino con estati fresche, abbondanti precipitazioni e inverni lunghi, rigidi e poco piovosi. La Pianura Padana, a causa dello sbarramento alpino a nord e dell'Appennino a sud è una delle zone meno ventilate d'Italia; ciò è causa del ristagno delle sostanze inquinanti ma anche della percezione più alta delle temperature invernali. La neve, abbondante sui rilievi, cade - ma non sistematicamente - anche in pianura, essendo la temperatura media minima in gennaio di −1 °C.
Il Lago di Garda grazie alle sue dimensioni ed alla sua posizione, mitiga notevolmente la costa bresciana, creando un microclima "mediterraneo" che rende possibile la coltivazione dell'olivo e la produzione dell'olio di oliva; anche in altre zone lacustri viene prodotto il cosiddetto "olio lombardo".
La fascia prealpina e l'alto Oltrepò hanno un clima di tipo temperato fresco, la media montagna alpina un clima temperato freddo e le vette un clima di tipo glaciale.
Come in tutte le zone urbanizzate del pianeta le città lombarde, a causa delle loro grandi dimensioni e della produzione di calore dovuta all'attività umana, hanno dato origine a un innalzamento medio della temperatura locale rispetto alle campagne circostanti, la cosiddetta "isola di calore".
Le principali stazione meteorologiche che permettono di monitorare il clima della Lombardia e che fanno capo al Servizio Meteorologico dell'Aeronautica Militare Italiana sono quelle di Milano Centro, di Milano Linate, di Brescia-Ghedi, di Brescia-Montichiari, di Milano Malpensa e di Bergamo-Orio al Serio.

### Geologia

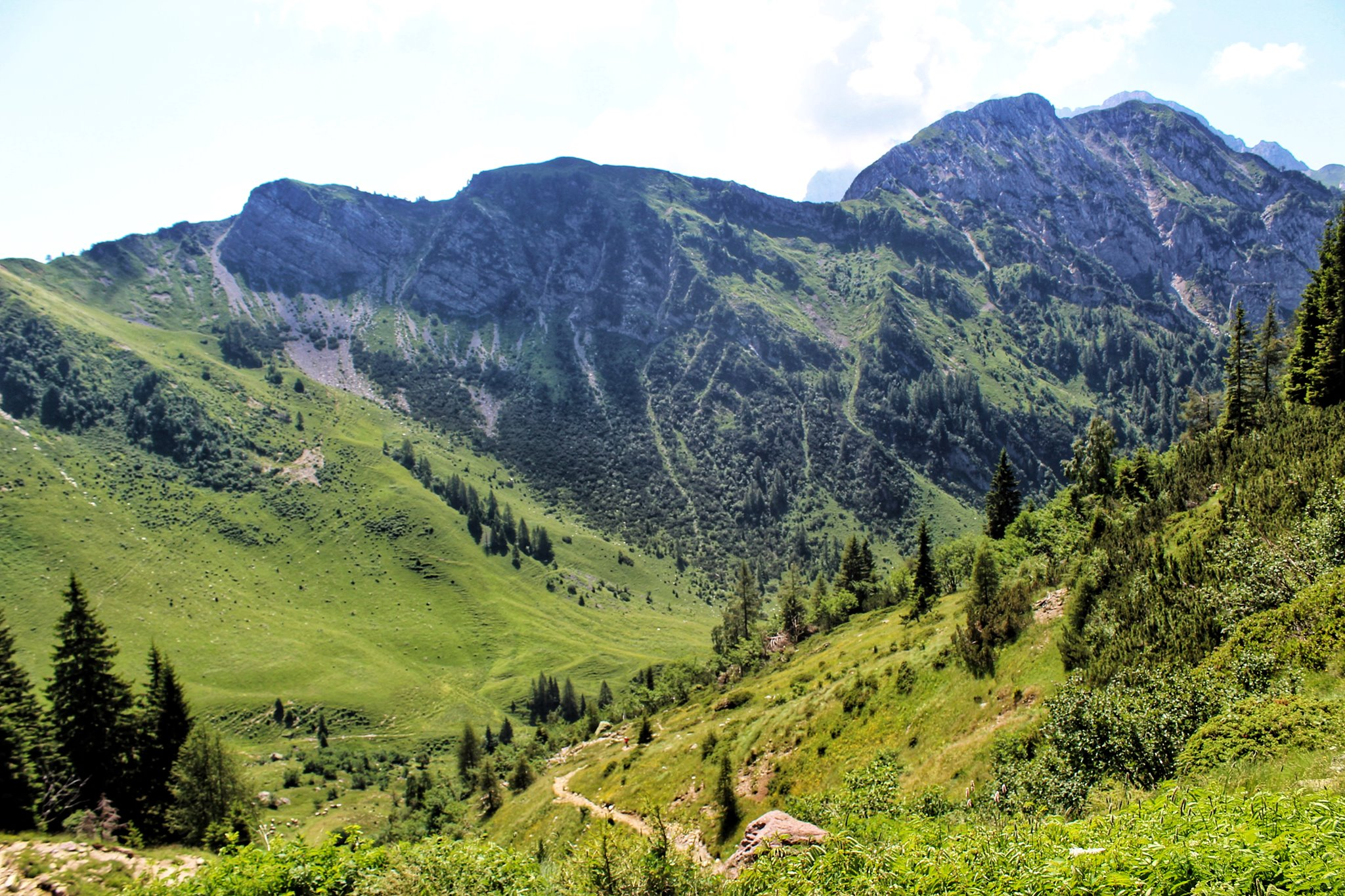
I monti della Val Brembana

La struttura geologica della Lombardia deriva dall'orogenesi delle Alpi dovuta alla collisione tra la placca africana e quella europea che ha generato la catena alpina a partire dal Cretaceo superiore fino al Miocene.
Dal punto di vista geologico, oltre che geografico, la Lombardia può essere divisa in tre "zone". La Pianura Padana delimitata a sud dall'Oltrepò Pavese e a nord dalle Alpi, a loro volta suddivise in Alpi Centrali e le Alpi Meridionali (anche dette Sudalpine) dalla Linea Insubrica, che attraversa la Valtellina in direzione est-ovest.
La formazione delle Alpi Orobie ha avuto inizio nel Miocene circa 20 milioni di anni fa; le rocce che formano la catena montuosa sono per lo più di origine metamorfica: gneiss, micascisti e filladi. Affiorano rocce di tipo sedimentario lungo lo spartiacque, principalmente conglomerati e arenarie, tra cui il Verrucano lombardo, caratteristico della zona del Pizzo dei Tre Signori.

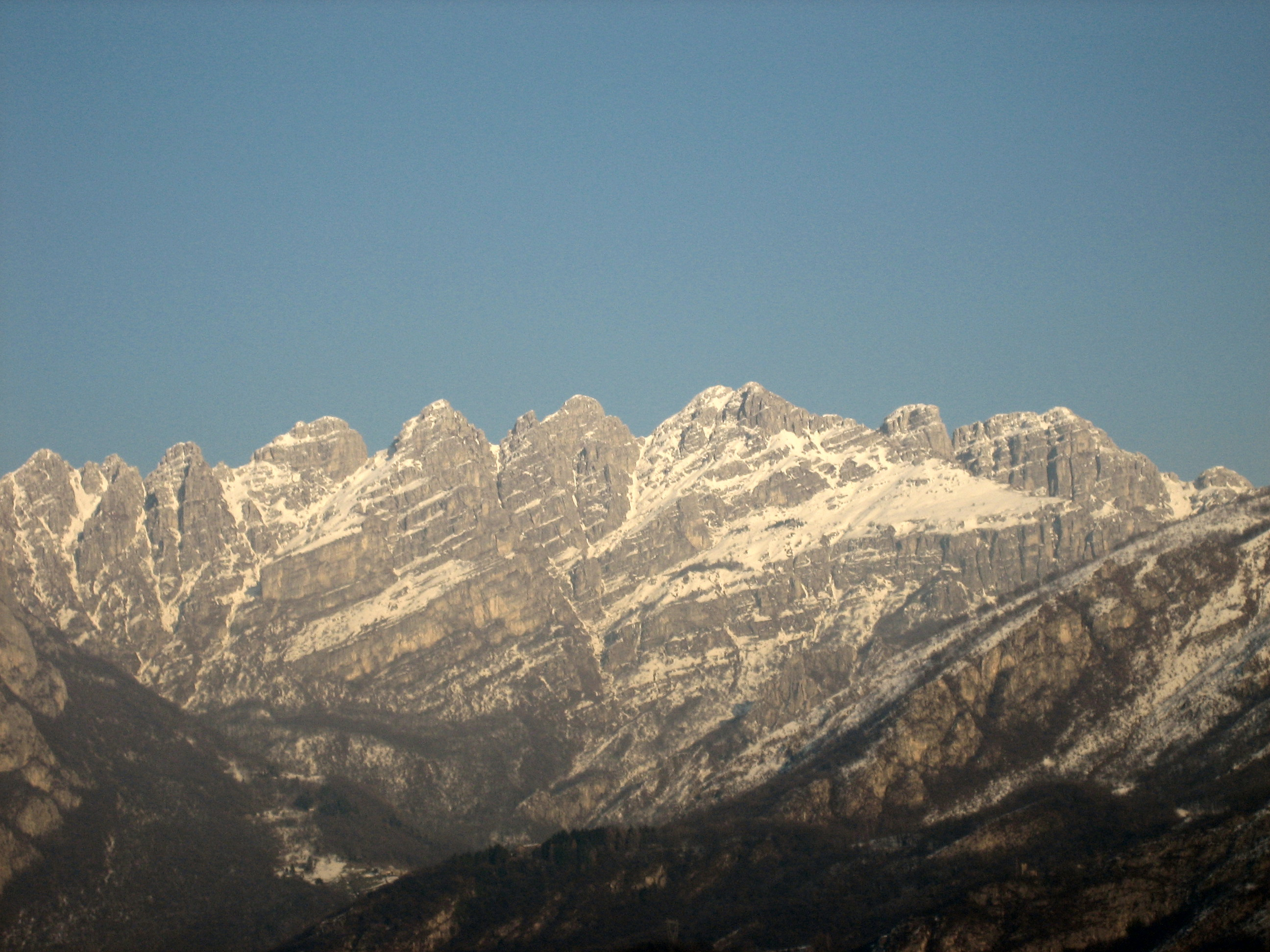
Particolare cresta seghettata del Resegone visto da Lecco

In Val Trompia affiora la Formazione di Collio costituita da termini vulcanoclastici: tufi conglomeratici e porfiriti. Questi depositi terrigeni derivano dallo smantellamento di edifici vulcanici situati a sud, nell'attuale area padana. Sono stati riconosciuti da studi petrografici termini vulcanici dacitici e andesitici, tipici degli archi magmatici di tipo Pacifico (come l'attuale Indonesia), che indicano un contesto geodinamico collisionale.
Il Calcare di Domaro è presente estesamente in tutta la regione: in Lombardia orientale, affiora in concordanza stratigrafica sopra il Calcare di Gardone Val Trompia (una formazione composta da calcareniti di origine torbiditica), mentre nel resto della Lombardia, questa formazione poggia sopra il Calcare di Moltrasio (Hettangiano-Carixiano superiore), con una transizione abbastanza rapida (generalmente pochi metri). Nella Lombardia orientale la formazione passa superiormente al Rosso ammonitico lombardo (Toarciano-Batoniano), composto da marne varicolori (verdi-rossastre e violacee) e calcari nodulari rossastri - biancastri.
Il territorio di Lecco si è formato nel periodo che va da 250 a 26 milioni di anni fa. Esso è frutto prima dell'azione orogenetica e poi del modellamento da parte dei ghiacciai e dei fiumi che hanno definito l'attuale orografia. La parte settentrionale della provincia di Lecco appartiene al sistema alpino, il Monte Legnone (2610 m) rappresenta la vetta più elevata ed è caratterizzato dal processo orogenetico. Il resto del territorio montano della provincia è di tipo prealpino ed è diviso da quello alpino dalla Linea Insubrica.

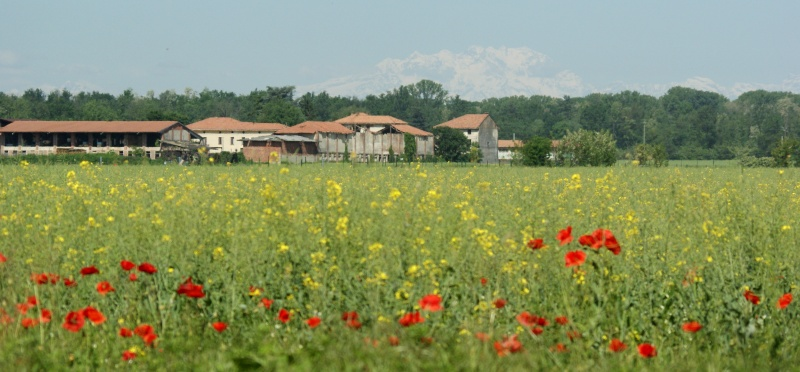
Panorama dell'alta Pianura Padana lombarda nel territorio di Origgio, nell'Altomilanese. Sullo sfondo il Monte Rosa

La Pianura Padana invece è di origine più recente; formatasi dal deposito di materiale detritico sulla piattaforma continentale, proveniente dall'erosione per opera delle acque superficiali, che ha accompagnato il sollevamento della catena alpina, innalzatasi a ovest e a nord della pianura, e di quella appenninica a sud, che hanno colmato il golfo marino esistente nel pliocene creato dal sollevamento delle due catene montuose.
Collocata al centro della Pianura Padana centro settentrionale, l'area in cui si trova Milano e la sua provincia è costituita in superficie da terreni alluvionali quaternari. Questi vengono genericamente indicati come "Diluvium recente" sono costituiti da terreni fluvioglaciali del Riss (fiume) e depositi fluvio glaciali del Wurm; si possono trovare anche terreni alluvionali ghiaioso-sabbiosi nel territorio di Rho terrazzati e classificati come "Alluvium Antico" attribuiti al periodo della glaciazione di Mindel.

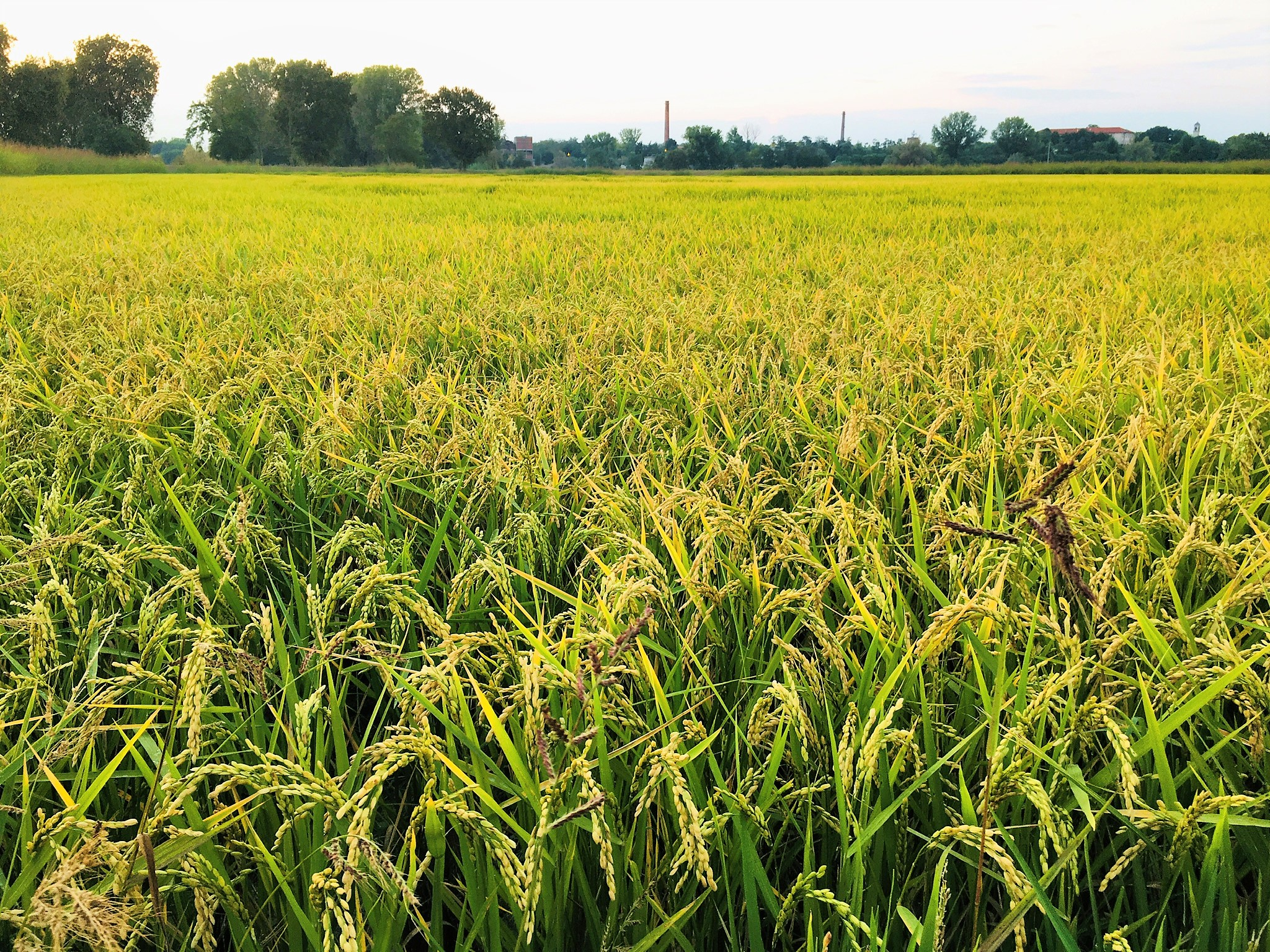
Panorama della bassa Pianura Padana lombarda, un campo di riso nel comune di Pavia.

L'area dell'Oltrepò Pavese appartiene geologicamente alle unità liguri dell'appenino settentrionale, ricoperte dai sedimenti semi alloctoni autoctoni della serie plio-pleistocenica padana.

## Società

### Evoluzione demografica

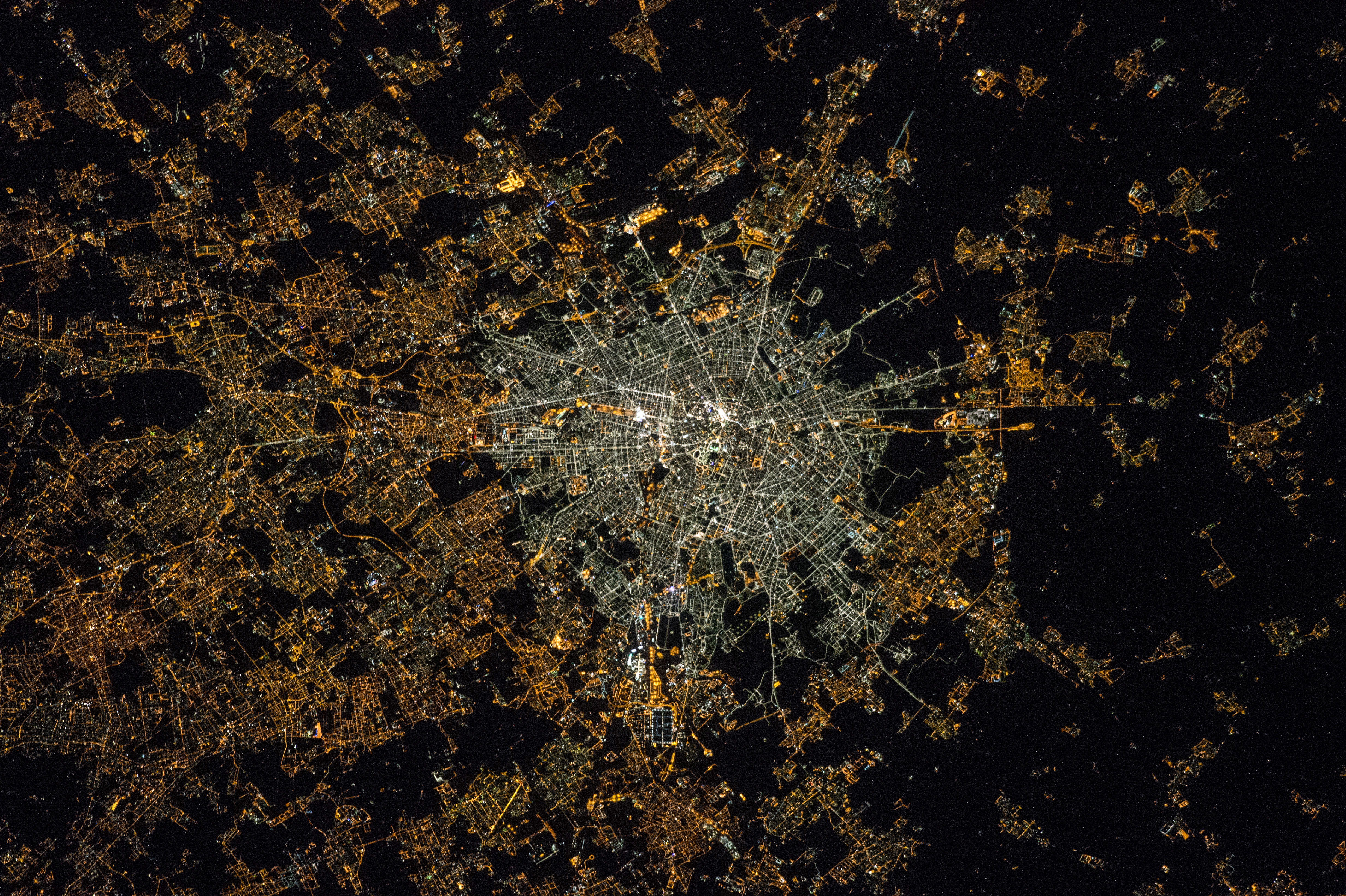
Milano di notte, fotografia dallo spazio

Con i suoi dieci milioni di residenti (10103969 al 1º gennaio 2020) la Lombardia è la regione più popolosa d'Italia, e tra le prime in Europa; superiore alla popolazione dell'Austria e della Svizzera, doppia rispetto alla Norvegia e pari a quella del Portogallo, è molto vicina a quella delle grandi regioni europee della Baviera, Île de France e Baden-Württemberg, che superano di poco i 12 milioni di abitanti.
Al 1º gennaio 2020 i lombardi costituiscono il 16,77% della popolazione nazionale e vivono sul 7,9% del territorio italiano, dando origine a una densità demografica di 423,40 ab/km² (rispetto ai 200,71 ab/km² della media italiana), al 1º posto in Italia. L'ente di area vasta più popolato è la Città metropolitana di Milano (secondo in assoluto in Italia), seguita dalle province di Brescia e Bergamo (rispettivamente al 6º e 9º posto in ambito nazionale), mentre il meno abitato è la provincia di Sondrio. La popolazione maschile (4949770 abitanti) costituisce il 48,9% della popolazione regionale mentre quella femminile (5154199) il 51,1%.
Nel 2014 il tasso di crescita naturale in Lombardia è stato dello 0,3% ab.; il tasso migratorio interno dell'1,4‰ e quello estero del 4,4‰. La speranza di vita alla nascita nel 2015 era di 80,5 anni per i maschi e 85,2 per le femmine.
La popolazione straniera presente in Lombardia è di 1206023 abitanti (al 1º gennaio 2020) pari all'11,9% della popolazione lombarda, costituendo quasi un quarto (22,9%) di quella presente nell'intera Italia. Verso la fine dello scorso secolo, in Lombardia così come in Italia, è cominciato un flusso migratorio proveniente da paesi extraeuropei e in particolare dall'Africa, dall'Asia, dal Sud America e dall'Europa dell'Est. La popolazione della sola città di Milano, tra il 31 dicembre 2003 e il 31 dicembre 2019, è incrementata di 124161 abitanti. Nello stesso periodo la popolazione straniera a Milano è cresciuta di 135648 abitanti: ciò significa che gli abitanti con cittadinanza italiana sono diminuiti di 11487 unità.

La presenza umana sul territorio è caratterizzata da una grande disomogeneità in quanto è fortemente concentrata nella fascia pedemontana tra le province di Varese, Como, Lecco, Monza e Brianza e soprattutto Brescia e Bergamo e nella Città metropolitana di Milano. Questo territorio comprende più di 6,5 milioni di abitanti ed è caratterizzato da una fitta urbanizzazione che viene chiamata in modo metaforico la "Città Infinita". La popolazione, invece, cala lentamente in densità andando verso la bassa pianura e, più bruscamente, verso la montagna ma non nelle maggiori vallate alpine.

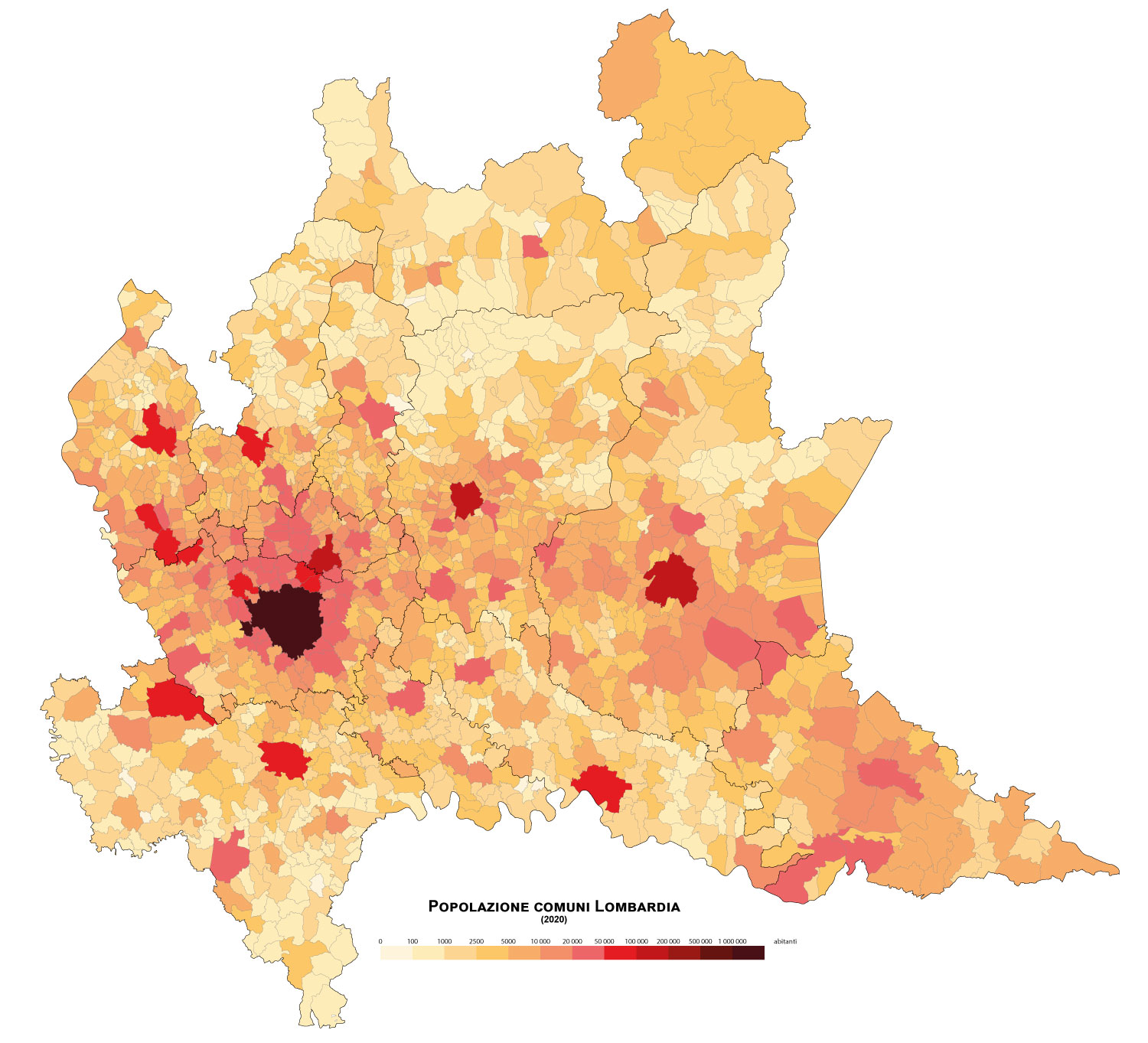
Popolazione (2020)
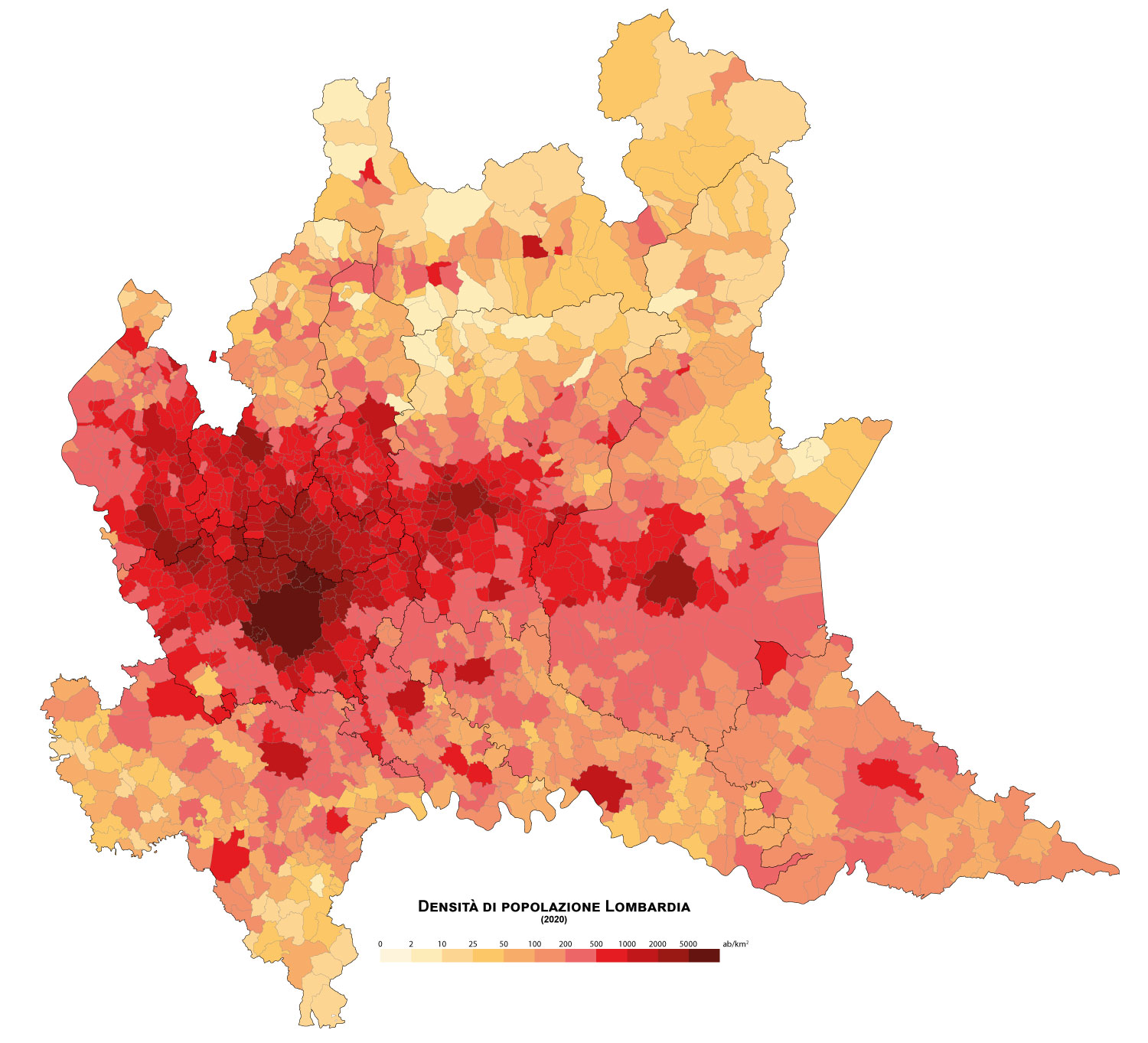
Densità popolazione (2020)
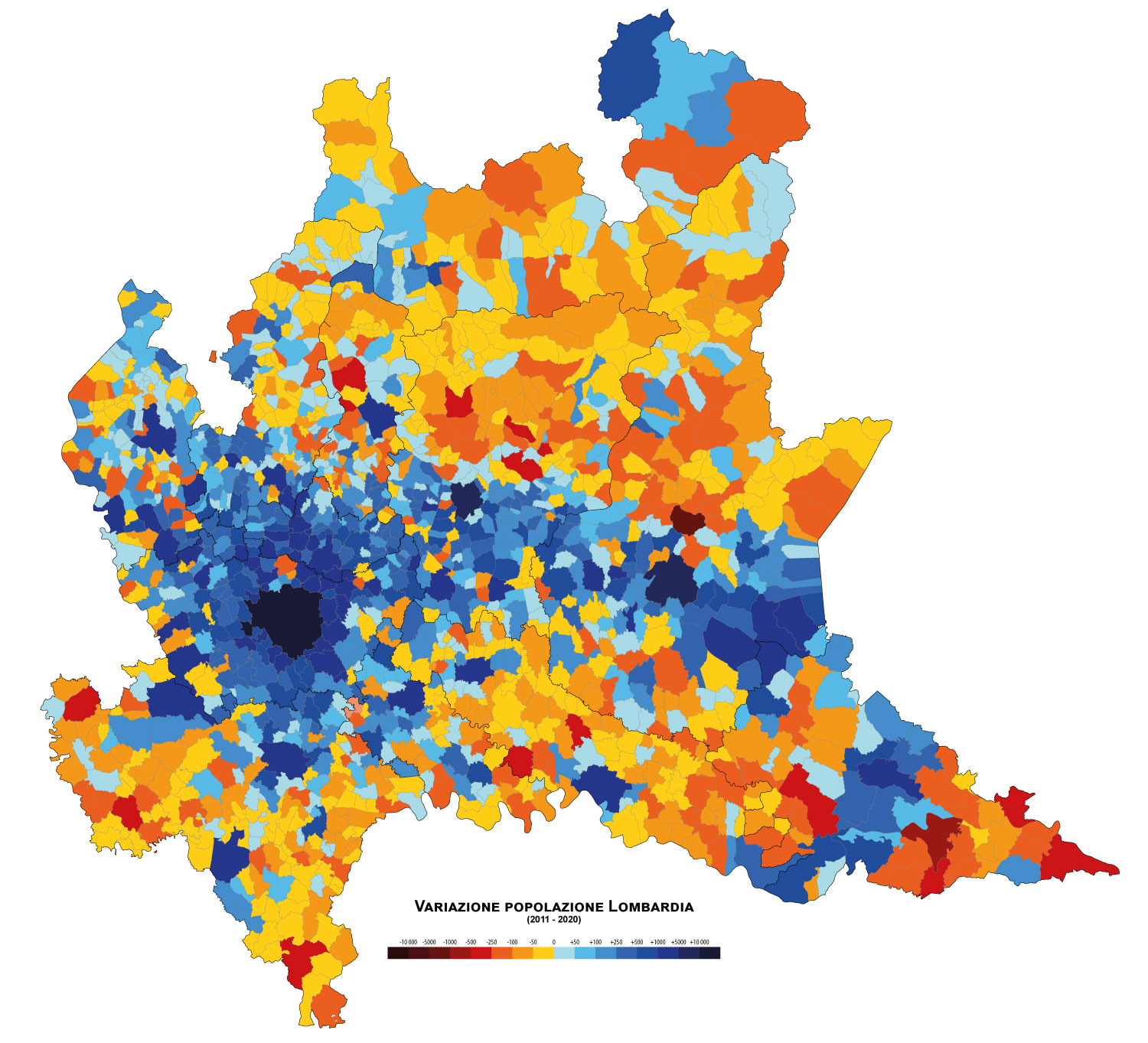
Variazione della popolazione (2011-2020)

### Comuni più popolosi
Di seguito la tabella riporta la popolazione residente nei comuni della Lombardia con più di 40000 abitanti: e la foto delle 10 più popolose.
In grassetto sono segnati i capoluoghi di provincia.

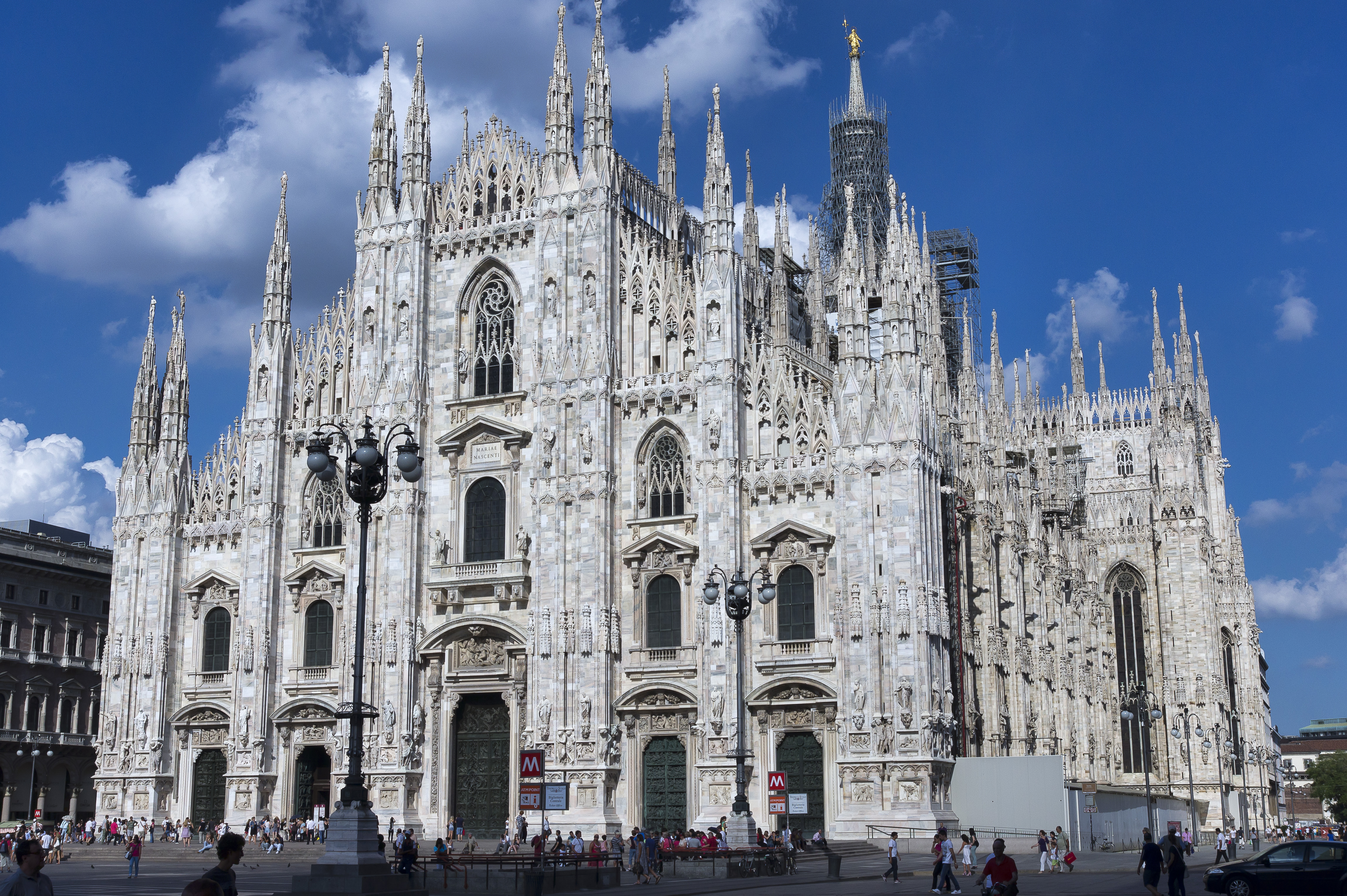
Milano
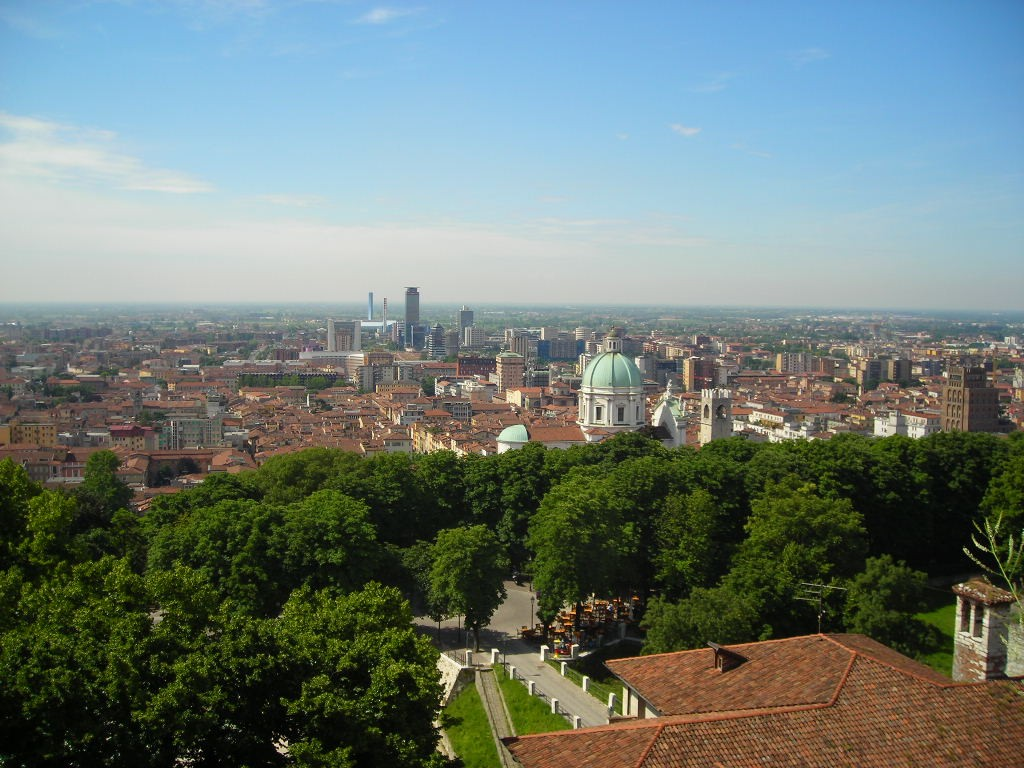
Brescia
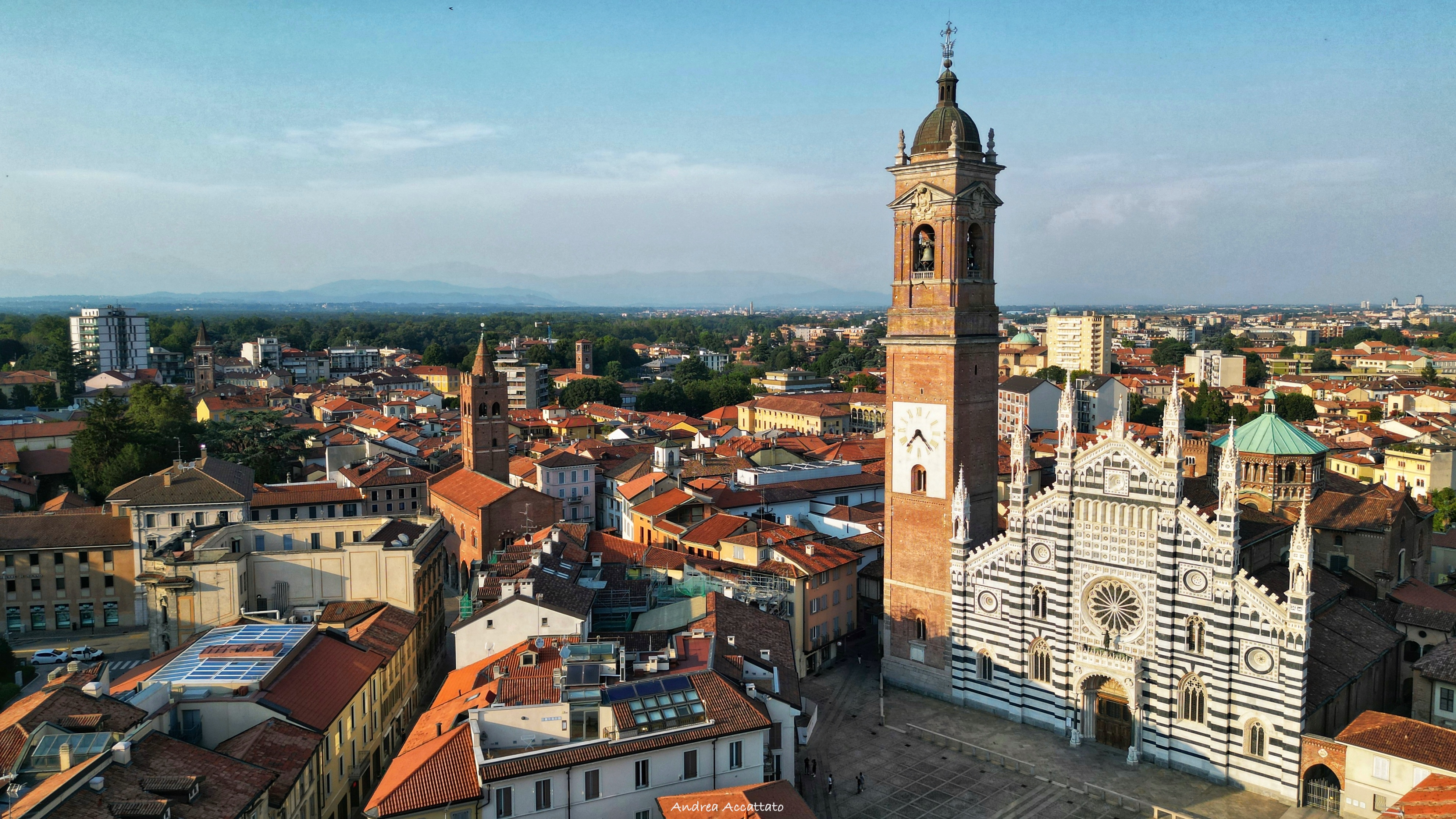
Monza
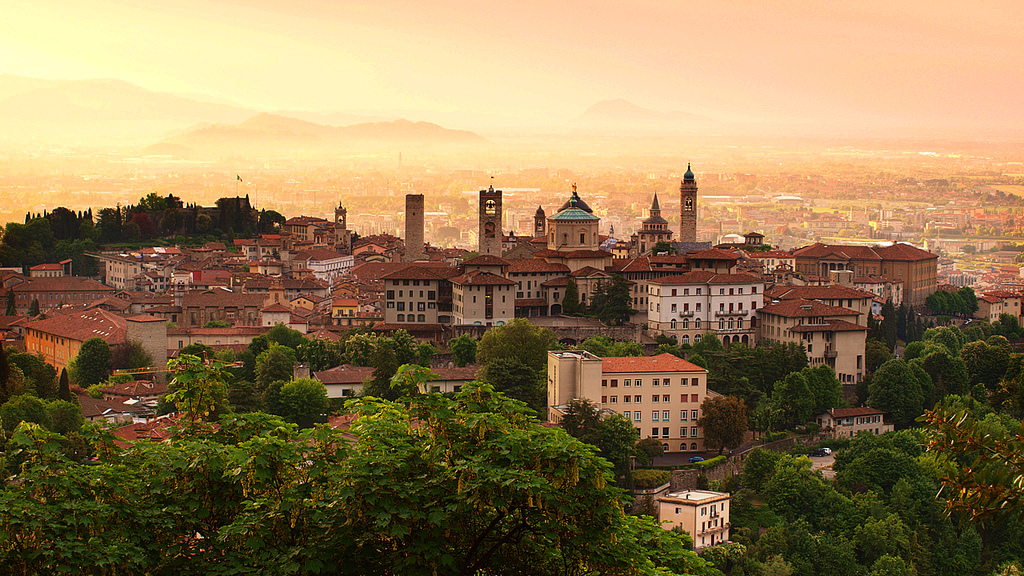
Bergamo
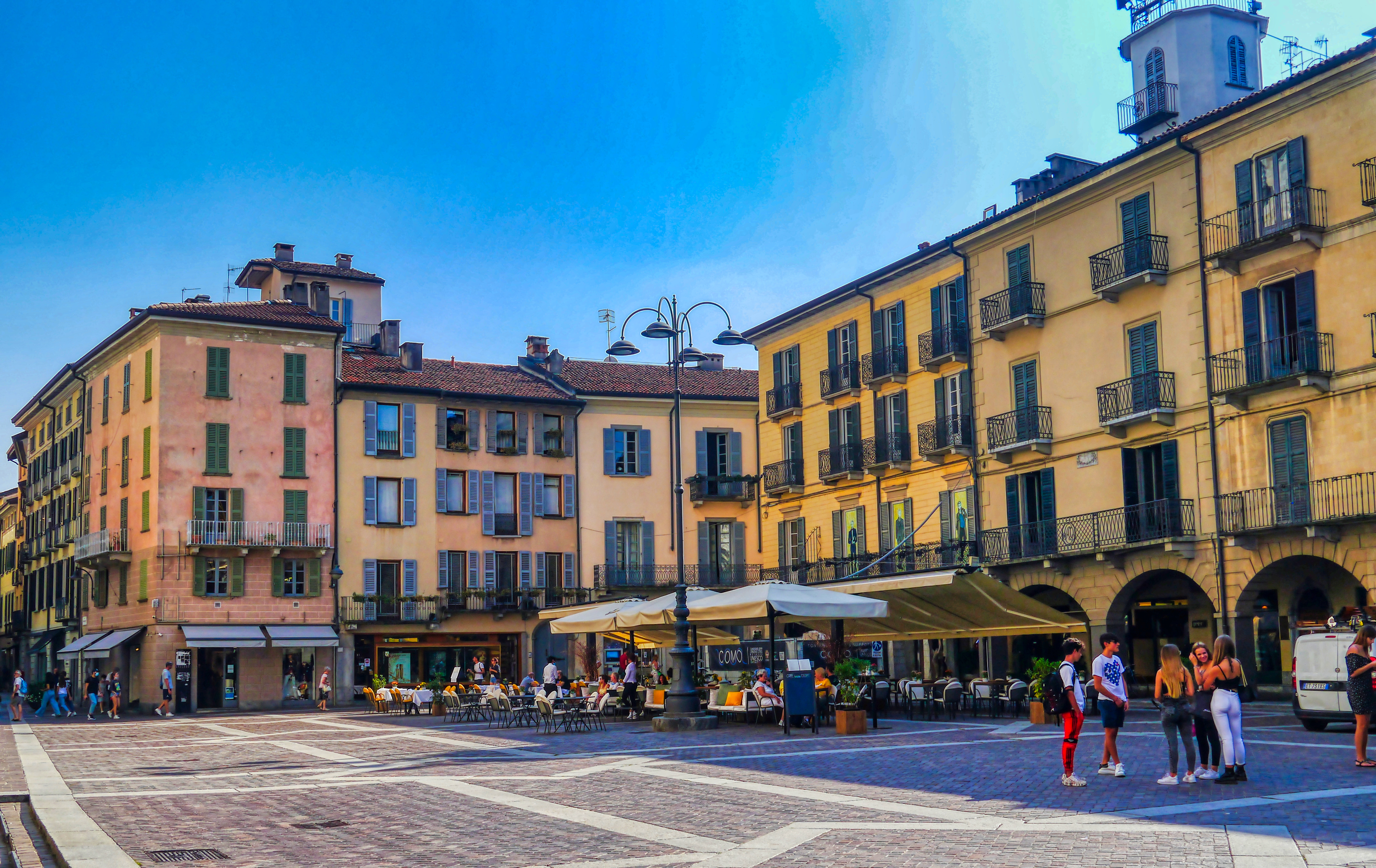
Como
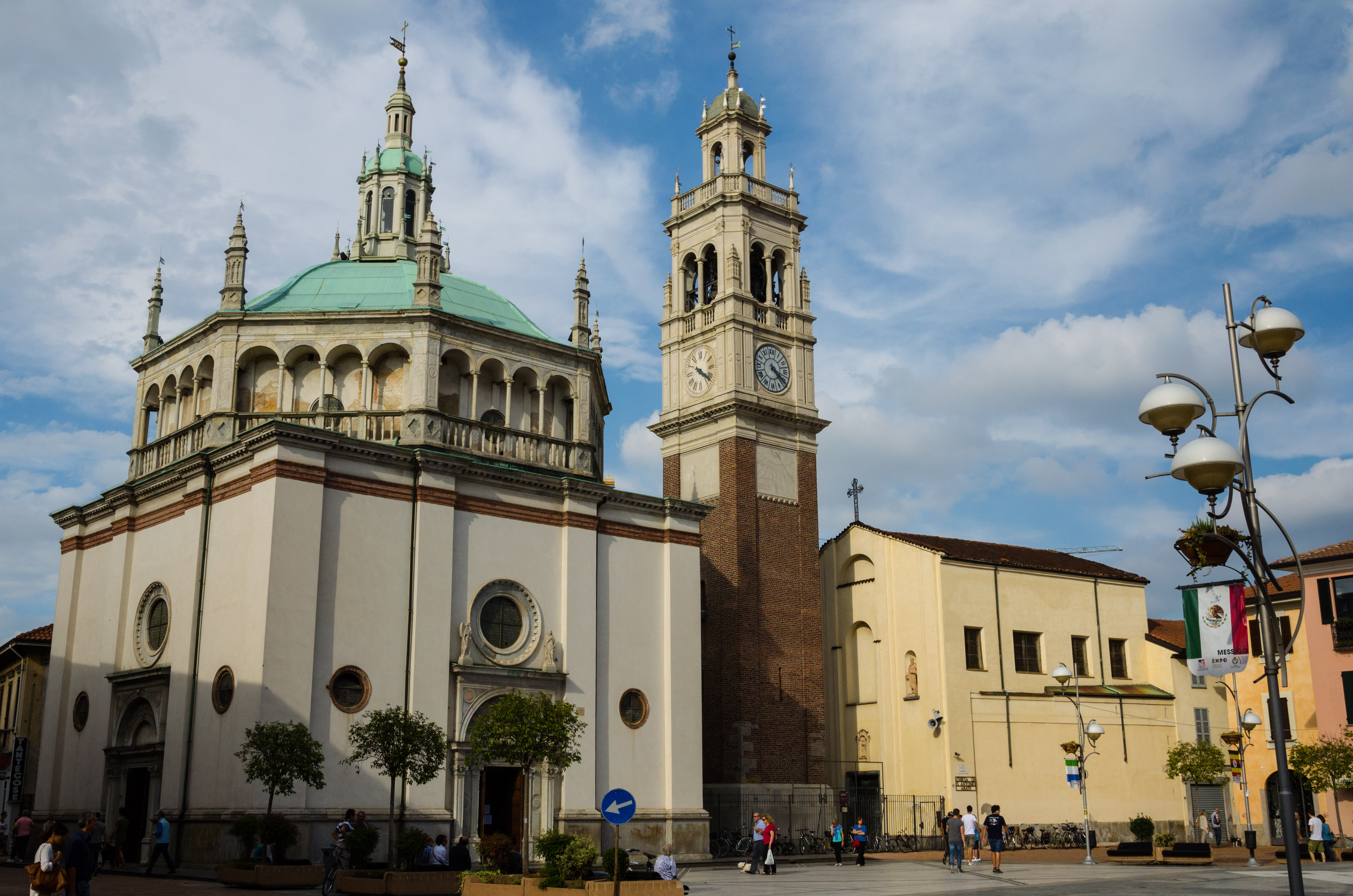
Busto Arsizio
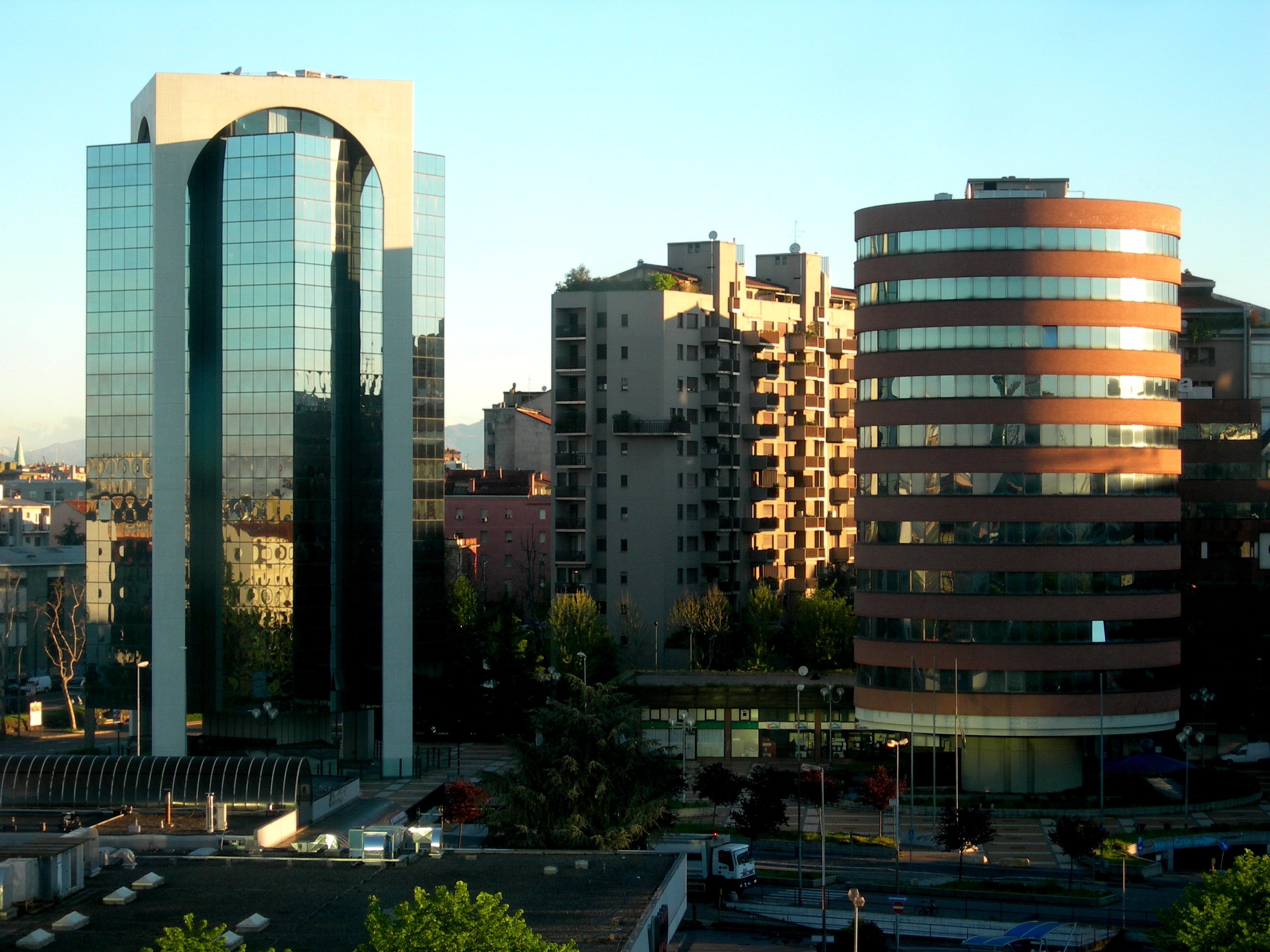
Sesto San Giovanni
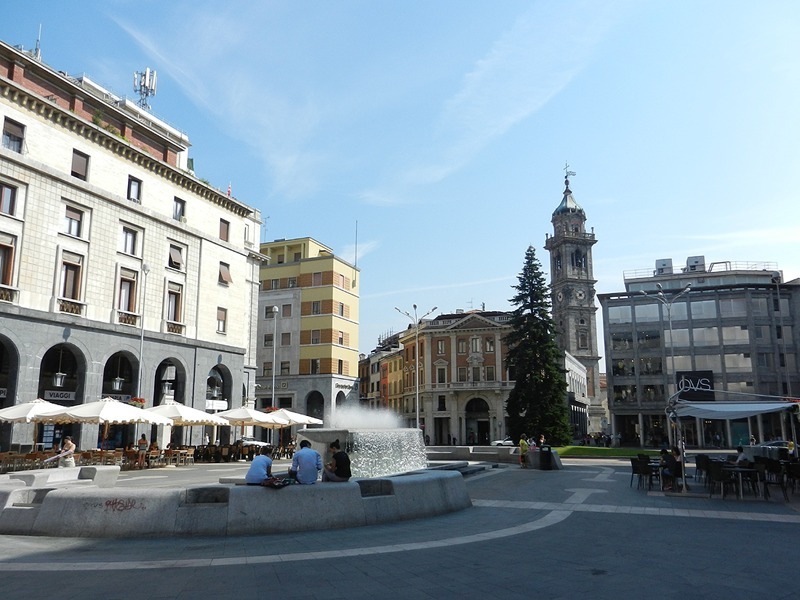
Varese
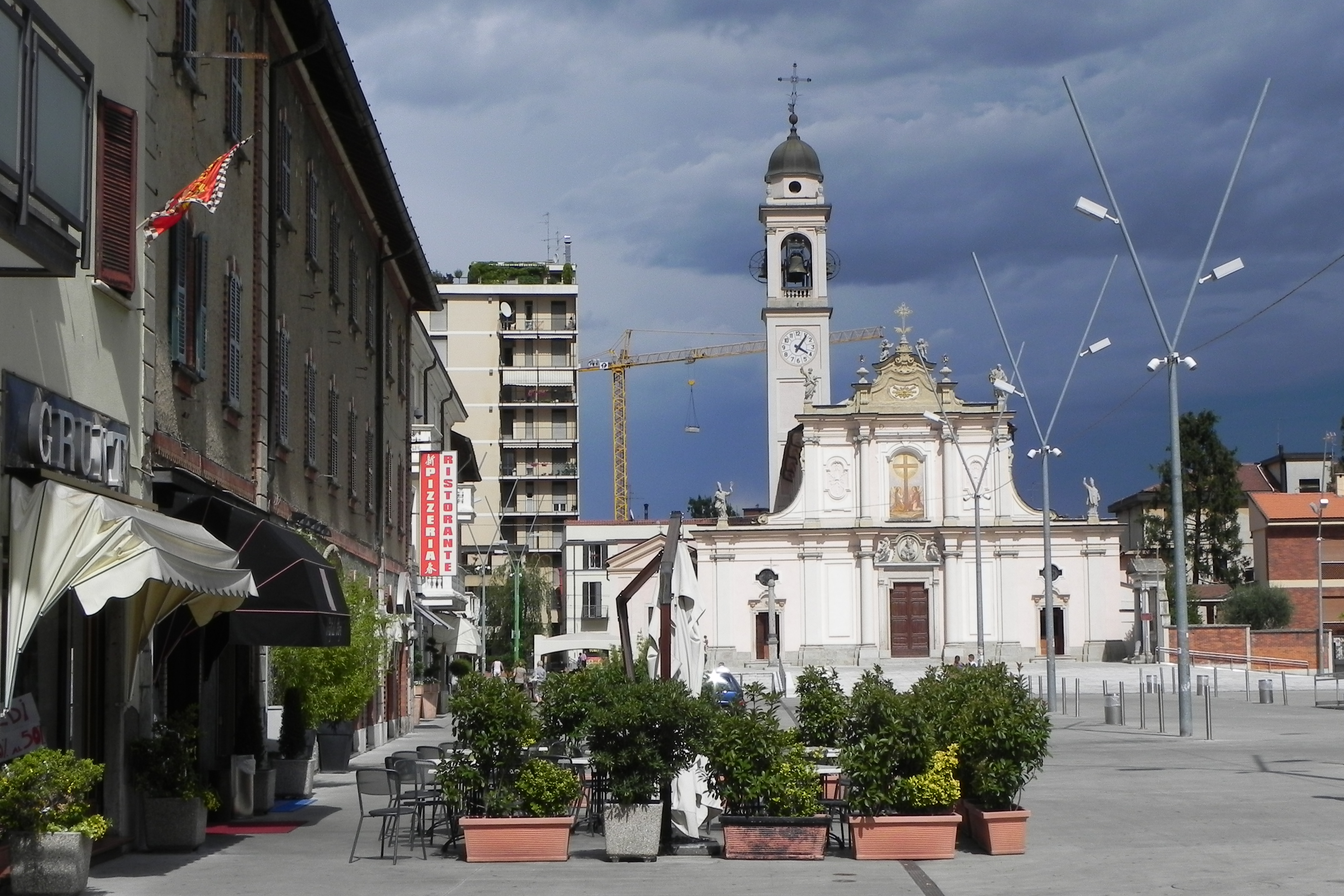
Cinisello Balsamo
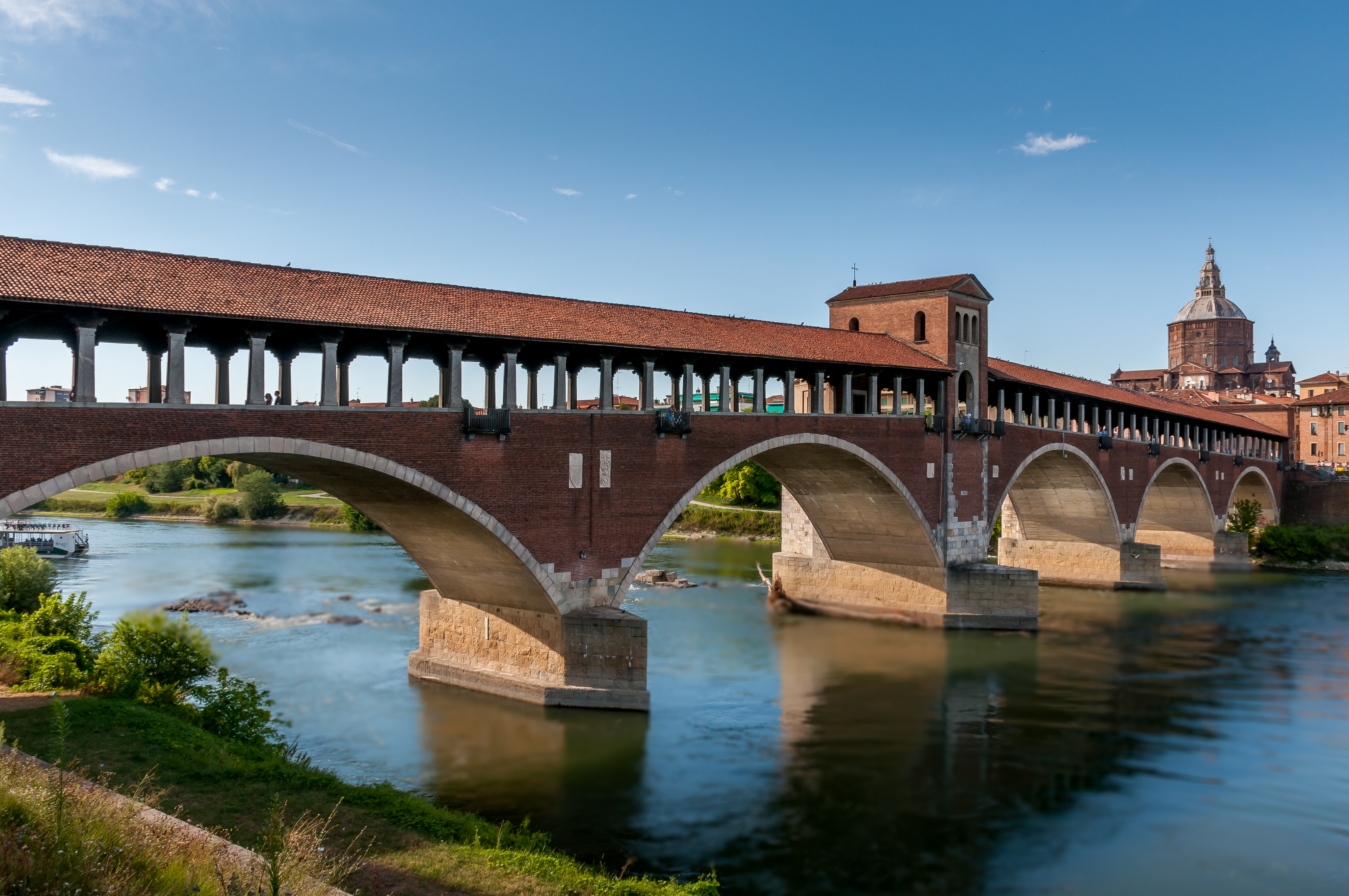
Pavia

| Posizione | Comune                | Popolazione (ab.) | Superficie (km²) | Densità (ab./km²) | Provincia o Città metropolitana |
| --------- | --------------------- | ----------------- | ---------------- | ----------------- | ------------------------------- |
| 1º        | Milano                | 1367788           | 181,76           | 7496,43           | Milano                          |
| 2º        | Brescia               | 200593            | 90,34            | 2176,58           | Brescia                         |
| 3º        | Monza                 | 123257            | 33,09            | 3686,46           | Monza-Brianza                   |
| 4º        | Bergamo               | 120501            | 40,16            | 2983,14           | Bergamo                         |
| 5º        | Como                  | 84774             | 37,12            | 2235,24           | Como                            |
| 6º        | Busto Arsizio         | 84162             | 30,66            | 2711,84           | Varese                          |
| 7º        | Sesto San Giovanni    | 79083             | 11,70            | 6718,29           | Milano                          |
| 8º        | Varese                | 79073             | 54,84            | 1427,81           | Varese                          |
| 9º        | Cinisello Balsamo     | 75121             | 12,72            | 5876,30           | Milano                          |
| 10º       | Pavia                 | 71612             | 63,24            | 1120,81           | Pavia                           |
| 11º       | Cremona               | 71115             | 70,49            | 995,67            | Cremona                         |
| 12º       | Vigevano              | 63132             | 81,37            | 761,45            | Pavia                           |
| 13º       | Legnano               | 60823             | 17,68            | 3398,02           | Milano                          |
| 14º       | Gallarate             | 52913             | 20,98            | 2486,84           | Varese                          |
| 15º       | Rho                   | 50906             | 22,24            | 2263,26           | Milano                          |
| 16º       | Mantova               | 49945             | 63,81            | 763,23            | Mantova                         |
| 17º       | Paderno Dugnano       | 47704             | 14,11            | 3345,43           | Milano                          |
| 18º       | Lecco                 | 47299             | 45,14            | 1039,50           | Lecco                           |
| 19º       | Cologno Monzese       | 47158             | 8,40             | 5582,98           | Milano                          |
| 20º       | Lissone               | 46907             | 9,30             | 5003,01           | Monza-Brianza                   |
| 21º       | Lodi                  | 45415             | 41,38            | 1085,19           | Lodi                            |
| 22º       | Seregno               | 45021             | 13,05            | 3445,75           | Monza-Brianza                   |
| 23º       | Desio                 | 41650             | 14,76            | 2810,70           | Monza-Brianza                   |
| 24º       | Rozzano               | 41632             | 12,24            | 3365,60           | Milano                          |
| 25º       | Cantù                 | 40334             | 23,25            | 1721,42           | Como                            |
| 26º       | San Giuliano Milanese | 40290             | 30,87            | 1297,7            | Milano                          |

### Etnie e minoranze straniere
Al 1º gennaio 2024, secondo i dati Istat, i cittadini stranieri residenti nella regione sono 1.203.138 (12,01% della popolazione lombarda).
I gruppi più numerosi censiti al 1º gennaio 2024 sono quindi:
- Rumeni: 171059
- Egiziani: 104960
- Marocchini: 88319
- Albanesi: 83845
- Cinesi: 71659
- Ucraini: 64234
- Filippini: 54390
- Indiani: 51871
- Pakistani: 45733
- Peruviani: 45570

### Lingue locali
Lombardo
     Piemontese
     Ligure
     Emiliano
     Veneto
     Trentino
     Germanico (walser, bavarese)

Carta linguistica approssimativa della Lombardia:
Lombardo
Piemontese
Ligure
Emiliano
Veneto
Trentino
Germanico (walser, bavarese)

In Lombardia è diffuso l'uso della lingua lombarda, in diverse varietà che vivono in diglossia con l'italiano. La lingua lombarda appartiene al gruppo linguistico gallo-italico e viene parlata in gran parte della regione, oltre che nella porzione orientale del Piemonte, nella Svizzera italiana e in parte del Trentino occidentale.
Le principali varietà della lingua lombarda sono il lombardo occidentale (parlato nelle province di Varese, Como, Lecco, Sondrio, Monza e della Brianza, Milano, Lodi e Pavia), il lombardo orientale (nelle province di Bergamo e Brescia, nel Cremasco, nell'alto Mantovano e nei comuni lecchesi della Val San Martino), il lombardo alpino (nel Canton Ticino e nel sud del Cantone dei Grigioni, nel nord Lombardia e Piemonte e in alcune zone del Trentino) e il lombardo meridionale, di transizione con l'emiliano (nelle province di Cremona e Mantova); nel basso Mantovano, nell'oltrepò Pavese e nel Casalasco (zona sud-est della Provincia di Cremona) si parlano dialetti emiliani, mentre in alcuni comuni Mantovani confinanati con la provincia di Verona si parlano dialetti di transizione con il veneto.

### Religione
Nel corso dei secoli le diocesi lombarde hanno dato i natali a 10 papi:
1. Giovanni XIV,
2. Alessandro II,
3. Urbano III,
4. Celestino IV,
5. Pio IV,
6. Gregorio XIV,
7. Innocenzo XI,
8. Pio XI,
9. Giovanni XXIII,
10. Paolo VI.

Le diocesi sono organizzate in un'unica regione ecclesiastica Lombarda. Le parrocchie sono 3.065 e la superficie è di 22898 km².
Le diocesi sono dieci:
- Arcidiocesi di Milano (4208 km², 1104 parrocchie);
- Diocesi di Brescia (4538 km², 469 parrocchie);
- Diocesi di Bergamo (2450 km², 390 parrocchie);
- Diocesi di Como (4244 km², 338 parrocchie);
- Diocesi di Cremona (1917 km², 224 parrocchie);
- Diocesi di Mantova (2080 km², 168 parrocchie);
- Diocesi di Lodi (894 km², 124 parrocchie);
- Diocesi di Pavia (782 km², 99 parrocchie);
- Diocesi di Vigevano (1509 km², 87 parrocchie);
- Diocesi di Crema (276 km², 62 parrocchie).

La zona di Voghera dipende dalla diocesi di Tortona (Regione ecclesiastica Liguria). Parte del comune di Menconico (Pavia) dipende dalla diocesi di Piacenza-Bobbio (Regione ecclesiastica Emilia-Romagna), la zona di Robbio (Pavia) dipende dall'arcidiocesi di Vercelli (Regione ecclesiastica Piemonte), la parrocchia di Gravellona Lomellina (Pavia) dipende dalla diocesi di Novara (Regione ecclesiastica Piemonte). I comuni del basso Lago di Garda fanno parte della diocesi di Verona (Regione ecclesiastica Triveneto).
La struttura delle diocesi lombarda è estremamente storica. Delle dieci diocesi, otto risalgono all'impero romano, solo Crema e Vigevano furono create nel Cinquecento per riflettere esigenze politiche, e non risulta che alcuna sede diocesana sia mai stata soppressa. La diocesi di Lugano fu creata nell'Ottocento per separare le parrocchie svizzere che dall'antichità erano state comasche o milanesi.
In Lombardia sono due i riti liturgici principali: il rito ambrosiano (utilizzato nell'arcidiocesi meneghina, ma usato anche nelle parrocchie della val Taleggio in provincia di Bergamo) e il rito romano. La diocesi milanese, comprendente all'incirca metà dei fedeli della regione, è la sede metropolitana, mentre le altre sono di essa suffraganee.

### Editoria

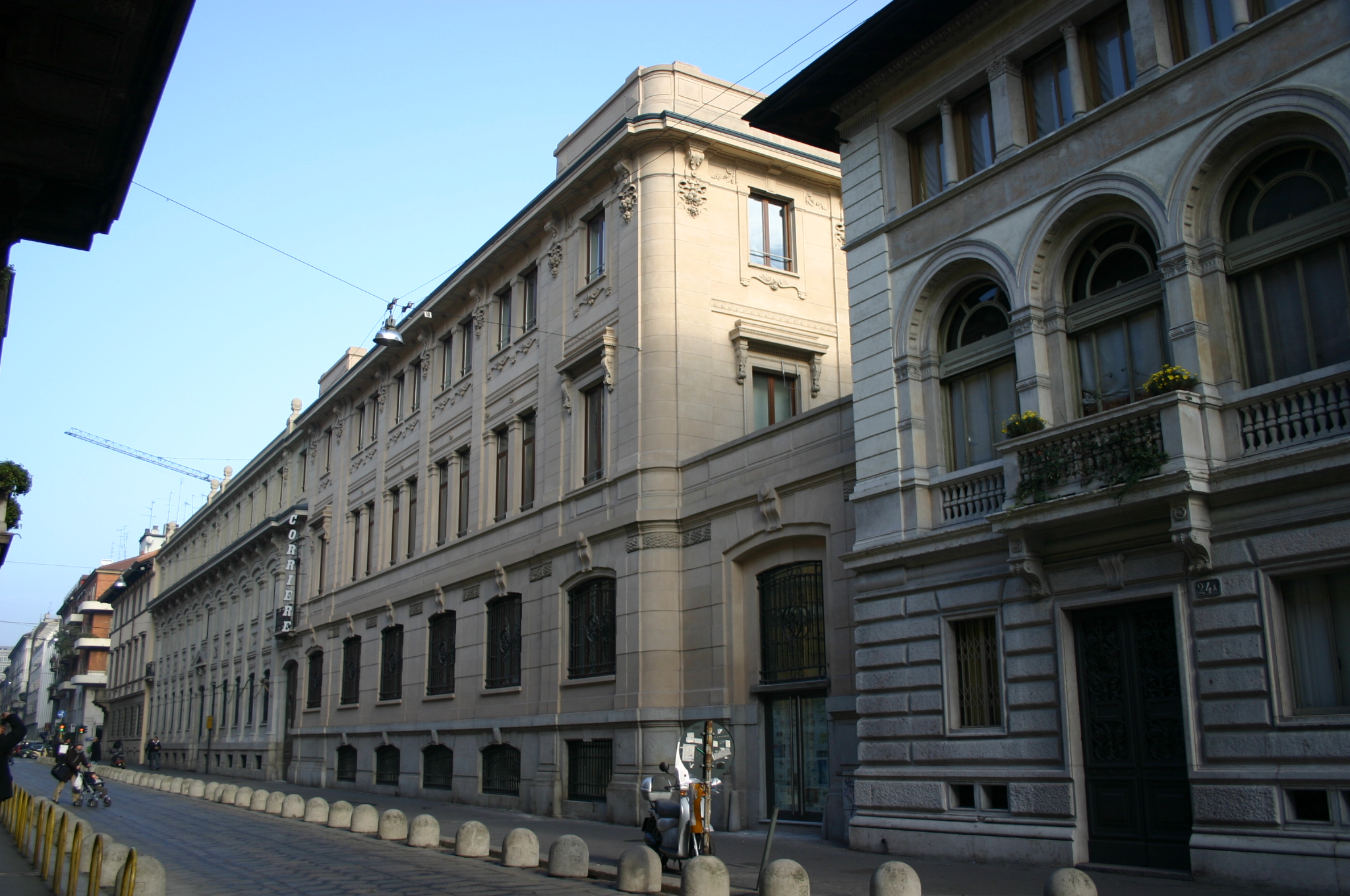
La storica sede del Corriere della Sera in via Solferino a Milano

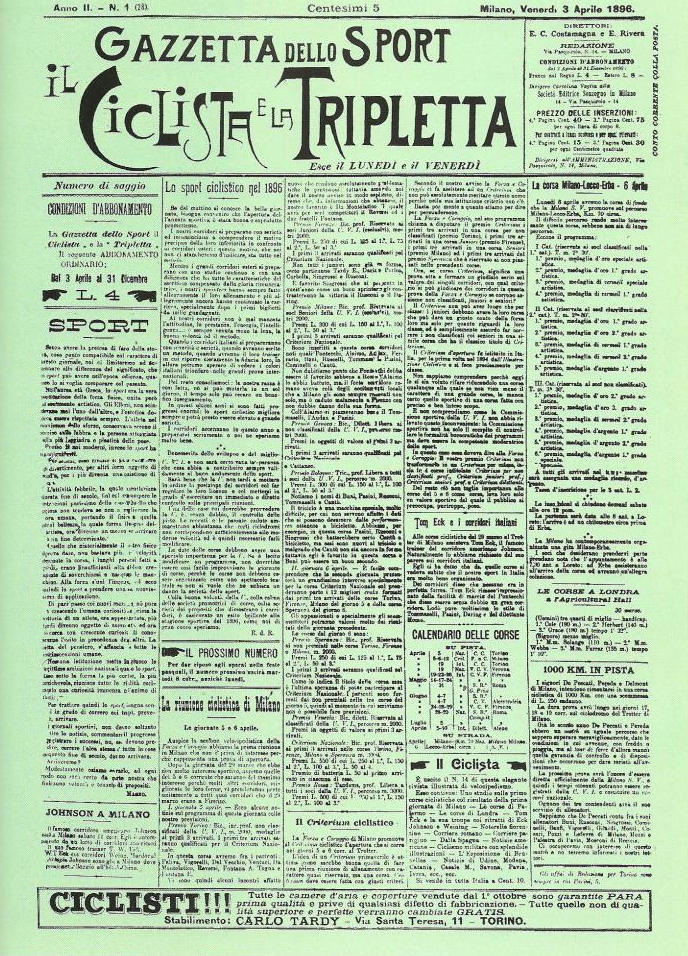
Il primo numero della Gazzetta dello Sport, uscito a Milano venerdì 3 aprile 1896

In Lombardia, nel 2009, sono stati venduti 945471 quotidiani (96 copie ogni mille abitanti). Di seguito un elenco dei principali quotidiani e giornali pubblicati nella Regione Lombardia.
Bergamo
- L'Eco di Bergamo[79]
- Il Nuovo Giornale di Bergamo[80]
- Bergamo&Sport[81]

Brescia
- Giornale di Brescia[82]
- Bresciaoggi[83]
- La Voce del Popolo (settimanale)[84]

Como
- La Provincia[85]
- Il Corriere di Como[86]

Cremona
- La Provincia[87]

Lecco
- La Provincia[88]
- Gazzetta di Lecco[89]
- Giornale di Lecco[90]

Lodi
- Il Cittadino[91]

Mantova
- La Gazzetta di Mantova[92]
- La Voce di Mantova[93]

Milano
- Corriere della Sera[94]
- Il Giorno[95]
- Il Giornale[96]
- Libero[97]
- Il Foglio[98]
- Avvenire[99]
- Il Sole 24 ore[100]
- Milano Finanza[101]
- La Gazzetta dello Sport[102]

Monza e Brianza
- Giornale di Monza[103]
- Il Cittadino di Monza e Brianza[104]

Pavia
- La Provincia Pavese[105]

Sondrio
- La Gazzetta di Sondrio[106]
- La Provincia[107]

Varese
- La Prealpina[108]
- La Provincia[109]

#### Case editrici

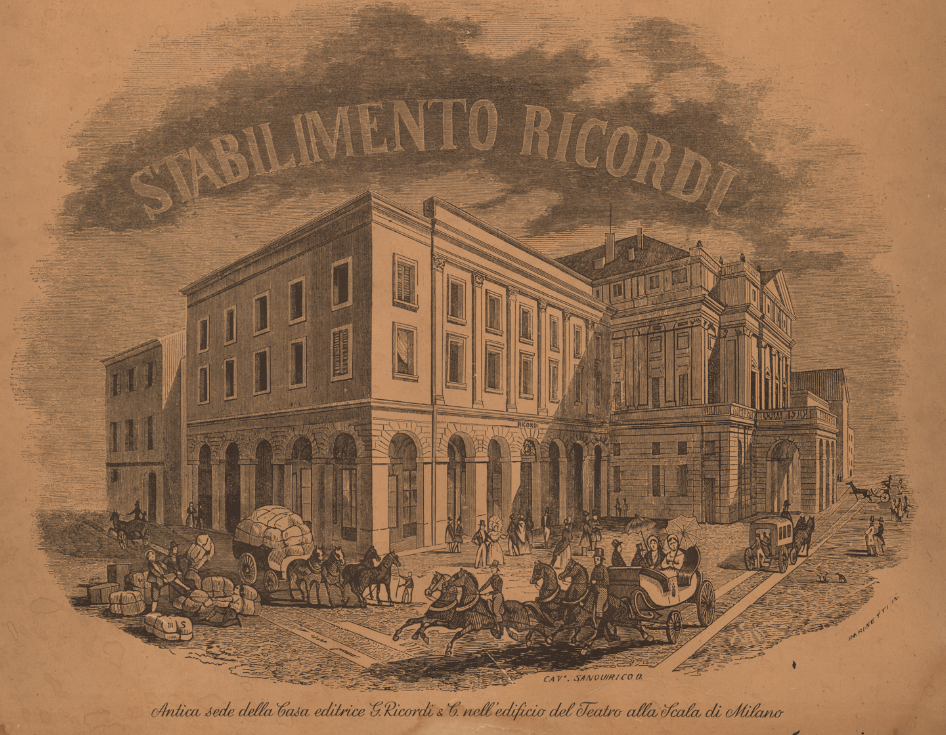
Antica sede della casa editrice G. Ricordi & C. nell'edificio adiacente al Teatro alla Scala di Milano, che si intravede sulla destra

La Regione Lombardia vanta sul proprio territorio la presenza di diverse case editrici nelle seguenti città e province:
Milano
- Adelphi editore[110]
- Alpha Test[111]
- Arnoldo Mondadori Editore[112]
- Editoriale Domus
- Edizioni Bignami
- Edizioni San Paolo[113]
- Feltrinelli
- FrancoAngeli
- Garzanti
- Giuffrè Editore
- Hoepli
- Jaca Book
- Longanesi
- Gruppo Editoriale Mauri Spagnol
- Mursia
- RCS MediaGroup[114]
- Ricordi[115]
- SugarCo Edizioni[116]

Brescia
- Editrice La Scuola[117]
- Edizioni l'Obliquo[118]
- Editrice Morcelliana[119]
- Editrice Queriniana[120]
- Grafo Edizioni[121]
- Gruppo Editoriale Delfo[122]
- Paideia Editrice[123]
- Sardini Editrice[124]
- Vannini Editrice[125]

Bergamo
- Istituto Italiano Edizioni Atlas[126]

Cremona
- ADEA Edizioni[127]
- Edizioni dei Soncino[128]

Pavia
- Bonomi Editore[129]
- Edizioni OMP

## Politica

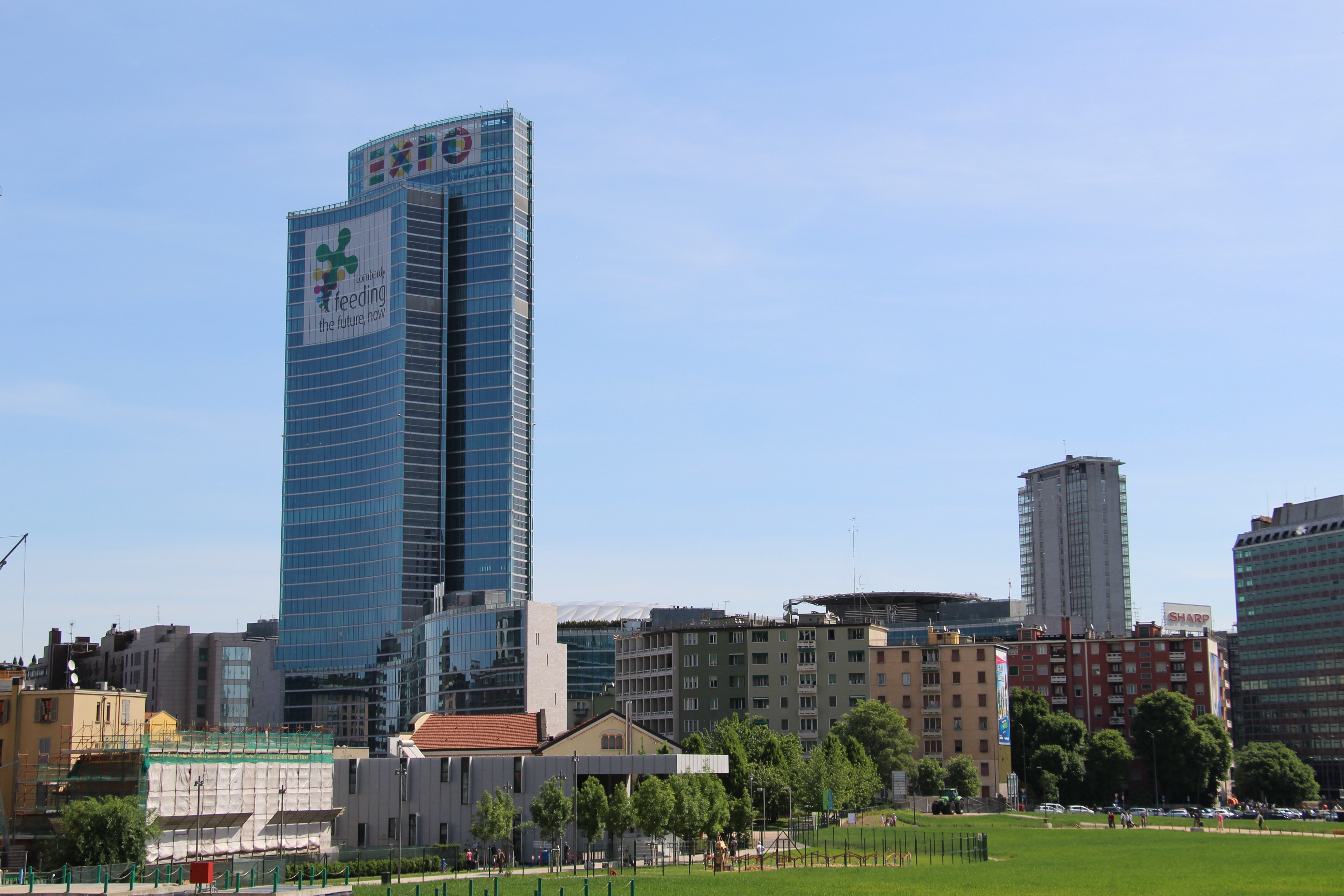
Palazzo Lombardia, sede della regione, visto da piazza Gae Aulenti, a Milano

Come le altre regioni d'Italia a statuto ordinario, la regione è stata prevista sin dal 1948 dagli articoli 114 e 115 della Costituzione della Repubblica Italiana, ma solo con la legge n. 281 del 16 maggio 1970 avente per oggetto "Provvedimenti finanziari per l'attuazione delle Regioni a statuto ordinario", con cui si è dato avvio al processo di decentramento amministrativo previsto dall'articolo 5 e dall'articolo 118 della Costituzione, attuò le proprie funzioni. L'ente è composto da giunta e consiglio regionali.
Il 22 ottobre del 2017 si è tenuto un referendum consultivo riguardante la possibilità per la regione di richiedere allo Stato l'attribuzione di ulteriori forme e condizioni particolari di autonomia, con le relative risorse, ai sensi e per gli effetti di cui all'articolo 116, terzo comma, della Costituzione e con riferimento a ogni materia legislativa per cui tale procedimento sia ammesso in base all'articolo richiamato: questo voto, il primo in Italia con modalità digitale, ha visto la partecipazione al voto di 3.017.707 elettori (pari al 38,34% degli aventi diritto) e il SÌ ha vinto con una percentuale del 95,29%.

### Suddivisione amministrativa
La regione è suddivisa in dodici enti di area vasta (11 province e 1 città metropolitana) e 1506 comuni, essendo quindi quella con più enti locali in Italia. La provincia più estesa è quella di Brescia, la più piccola quella di Monza e della Brianza.
Appartiene alla regione anche l'exclave di Campione d'Italia, comune interamente circondato dal territorio svizzero e facente parte della provincia di Como.

I comuni della Lombardia

| Provincia o Città metropolitana | Popolazione (ab.) | Superficie (km²) | Densità (ab./km²) | Comuni (n.) | Mappa |
| ------------------------------- | ----------------- | ---------------- | ----------------- | ----------- | ----- |
| Bergamo                         | 1116344           | 2755             | 403               | 243         |       |
| Brescia                         | 1268226           | 4786             | 265               | 206         |       |
| Como                            | 598367            | 1279             | 468               | 147         |       |
| Cremona                         | 354410            | 1770             | 200               | 113         |       |
| Lecco                           | 333946            | 806              | 414               | 84          |       |
| Lodi                            | 230796            | 783              | 294               | 61          |       |
| Mantova                         | 407554            | 2341             | 174               | 64          |       |
| Milano                          | 3253579           | 1576             | 2061              | 134         |       |
| Monza e Brianza                 | 881083            | 405              | 2172              | 55          |       |
| Pavia                           | 543522            | 2969             | 183               | 186         |       |
| Sondrio                         | 179196            | 3196             | 56                | 77          |       |
| Varese                          | 882469            | 1198             | 736               | 138         |       |

### Istruzione
Nell'anno scolastico 2017/2019, i dati diffusi dal MIUR relativi alla scuola statale indicano che gli alunni lombardi frequentanti la Scuola dell'infanzia sono 248537, quelli frequentanti la Scuola Primaria sono 472011, quelli frequentanti la Scuola Secondaria di I Grado sono 287820 e quelli frequentanti la Scuola Secondaria di II Grado sono 393735.
Nel 2013, il 2,4% del PIL regionale è stato utilizzato per la formazione e l'istruzione (-1,2 punti percentuali rispetto all'incidenza di questa spesa sul PIL italiano). Nel 2014, il 12,9% dei giovani in età 18-24 anni ha abbandonato prematuramente gli studi, senza aver concluso almeno due anni di scuola secondaria di II grado. La percentuale è inferiore di 2,1 punti percentuali rispetto al dato italiano
In Lombardia, nel 2019, il 33% della popolazione in età 30-34 anni è laureata (5,4 punti percentuali in più rispetto alla percentuale italiana).

### Sanità

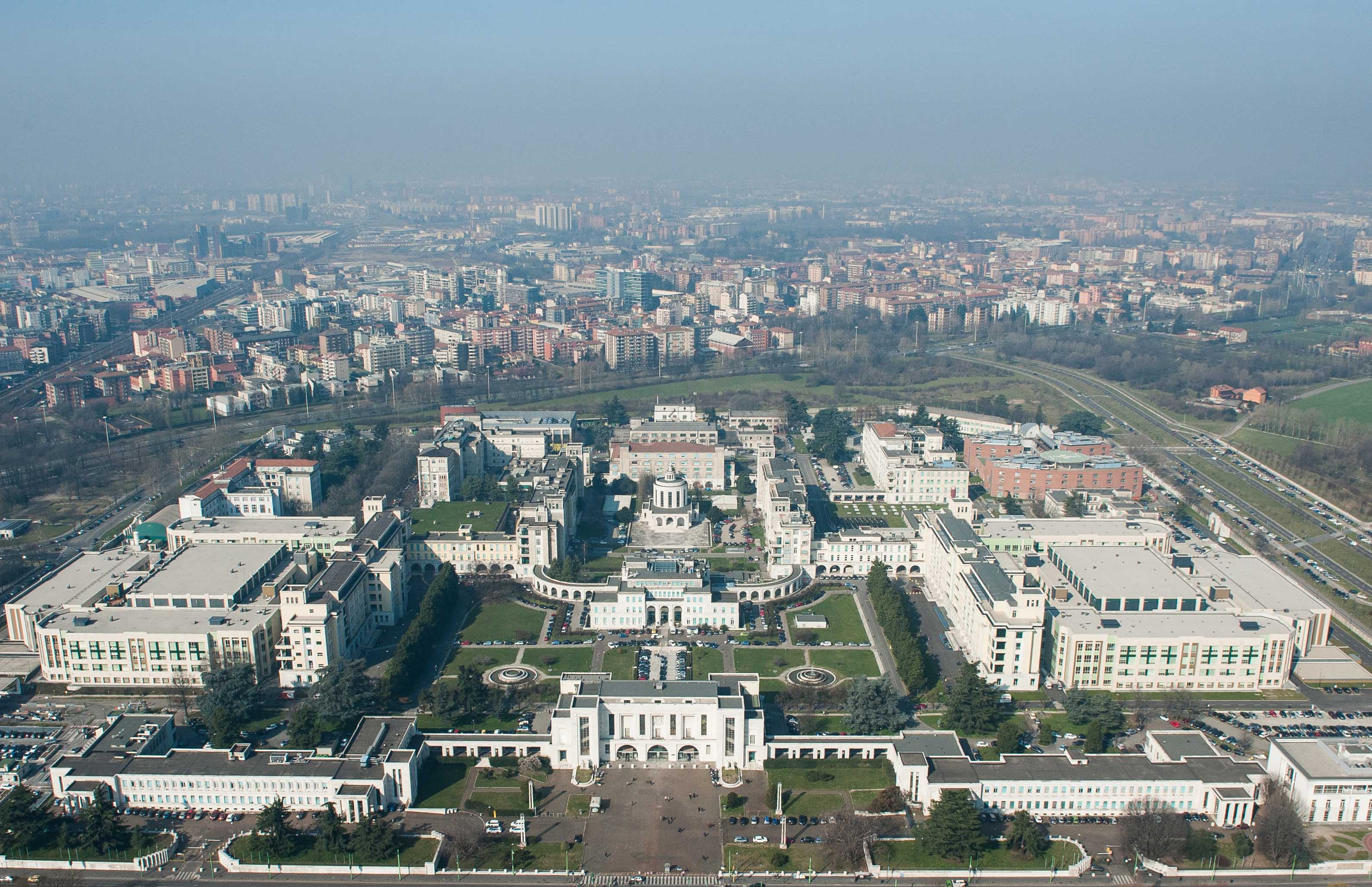
Vista dall'alto dell'Ospedale Niguarda Ca' Granda di Milano

Nel 2014, la spesa sanitaria pubblica in Lombardia è stata di 18402000000 € (1842 euro pro capite). Nella regione si contano 206 strutture ospedaliere pubbliche e private e 39.011 posti letto dell'attività ospedaliera. Nel 2010 in Lombardia lavoravano 20578 medici e 51756 ausiliari.

### Simboli

Il gonfalone della regione

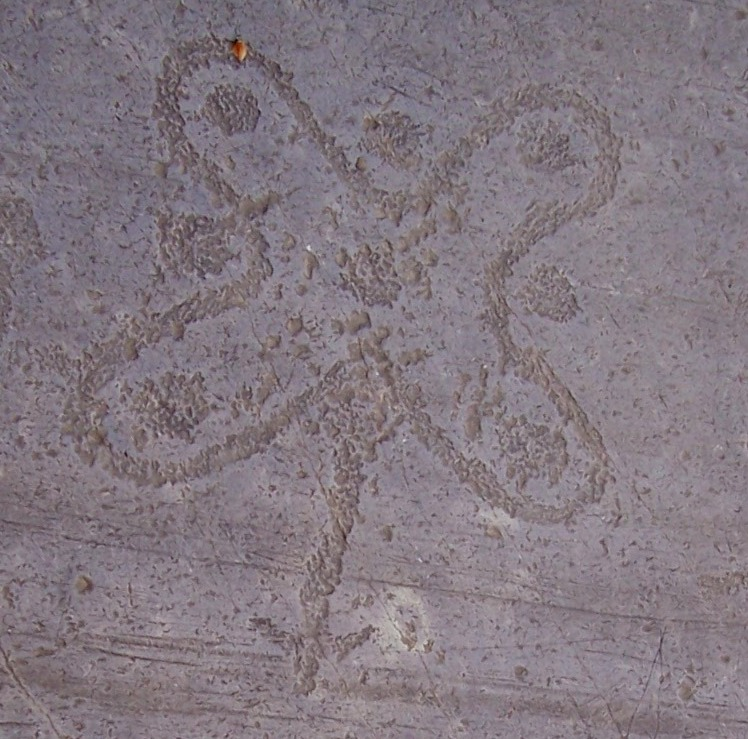
Una delle rose camune raffigurate nelle incisioni rupestri della Val Camonica, in provincia di Brescia

La bandiera regionale

Il Regno longobardo (Regnum Langobardorum in latino) alla sua massima estensione (in azzurro), dopo le conquiste di Astolfo (751). In arancione, i territori controllati dall'Impero bizantino

I simboli della Lombardia sono, ai sensi dello statuto d'autonomia della regione, la bandiera, lo stemma, il gonfalone e la festa del 29 maggio.
Lo stemma ufficiale della Lombardia è costituito da una rosa camuna, antico simbolo solare comune ad alcuni popoli protoceltici, presente in 94 delle circa 140000 incisioni rupestri della Val Camonica, in provincia di Brescia. Queste incisioni sono state realizzate dal Mesolitico (VIII-VI millennio a.C. circa) all'Età del ferro (I millennio a.C.) da diversi antichi popoli, tra cui i Camuni. Le incisioni realizzate da questi ultimi, tra cui figura l'omonima rosa, sono state eseguite durante l'Età del ferro.
La rosa camuna sullo stemma della regione è in argento, a simboleggiare la luce. Sullo sfondo, il colore verde rappresenta la Pianura Padana. Adottato ufficialmente insieme con il gonfalone con la legge regionale n. 85 del 12 giugno 1975, lo stemma è stato introdotto su proposta dell'allora assessore alla cultura Sandro Fontana ed è stato disegnato nello stesso anno da Pino Tovaglia, Bob Noorda, Roberto Sambonet e Bruno Munari
Il gonfalone è costituito da una riproduzione del Carroccio, grande carro a quattro ruote recante le insegne cittadine attorno al quale si raccoglievano e combattevano le milizie dei comuni medievali dell'Italia settentrionale, di cui rappresentava l'autonomia, e dallo stemma della regione. Le dimensioni della gonfalone della Lombardia sono di 3x2 m e i nastri e la cravatta sono nei colori nazionali.
La Regione Lombardia dal 29 gennaio 2019 ha adottato lo stemma con la rosa camuna quale bandiera ufficiale, attestando in tal modo la prassi invalsa negli uffici pubblici e nelle manifestazioni.
La festa regionale della Lombardia, che è stata istituita con la legge regionale n. 15 del 26 novembre 2013, si celebra il 29 maggio in ricordo della vittoria della Lega Lombarda sulle truppe imperiali di Federico Barbarossa nella battaglia di Legnano, scontro armato avvenuto il 29 maggio del 1176 nei dintorni della città omonima con cui venne posta la fine al disegno egemonico dell'imperatore germanico sui comuni medievali del Nord Italia. Dopo la decisiva sconfitta di Legnano, l'imperatore accettò un armistizio di sei anni (la cosiddetta "tregua di Venezia"), fino alla pace di Costanza, in seguito alla quale i comuni medievali dell'Italia settentrionale accettarono di restare fedeli all'Impero in cambio della piena giurisdizione locale sui loro territori.

## Economia

I quattro motori dell'Europa (in blu chiaro) rispetto all'Unione europea: la Lombardia, il Baden-Württemberg, la Catalogna e l'Alvernia-Rodano-Alpi

La Lombardia è la prima regione d'Italia per importanza economica, contribuendo a circa un quinto (21,69% nel 2014) del prodotto interno lordo nazionale. Inoltre ospita molte delle maggiori attività industriali, commerciali e finanziarie del Paese, e il suo reddito pro capite supera del 27,9% il corrispondente valore calcolato a parità di potere d'acquisto standard per l'Unione europea.
La Lombardia, insieme al Baden-Württemberg (Germania), alla Catalogna (Spagna) e all'Alvernia-Rodano-Alpi (Francia), compone il gruppo definitosi quattro motori dell'Europa. Inoltre è parte del cuore economico d'Europa e della cosiddetta Banana blu. Milano è, unitamente a Londra, Amburgo, Francoforte, Monaco di Baviera e Parigi, una delle sei capitali economiche europee.

### Macro-economia

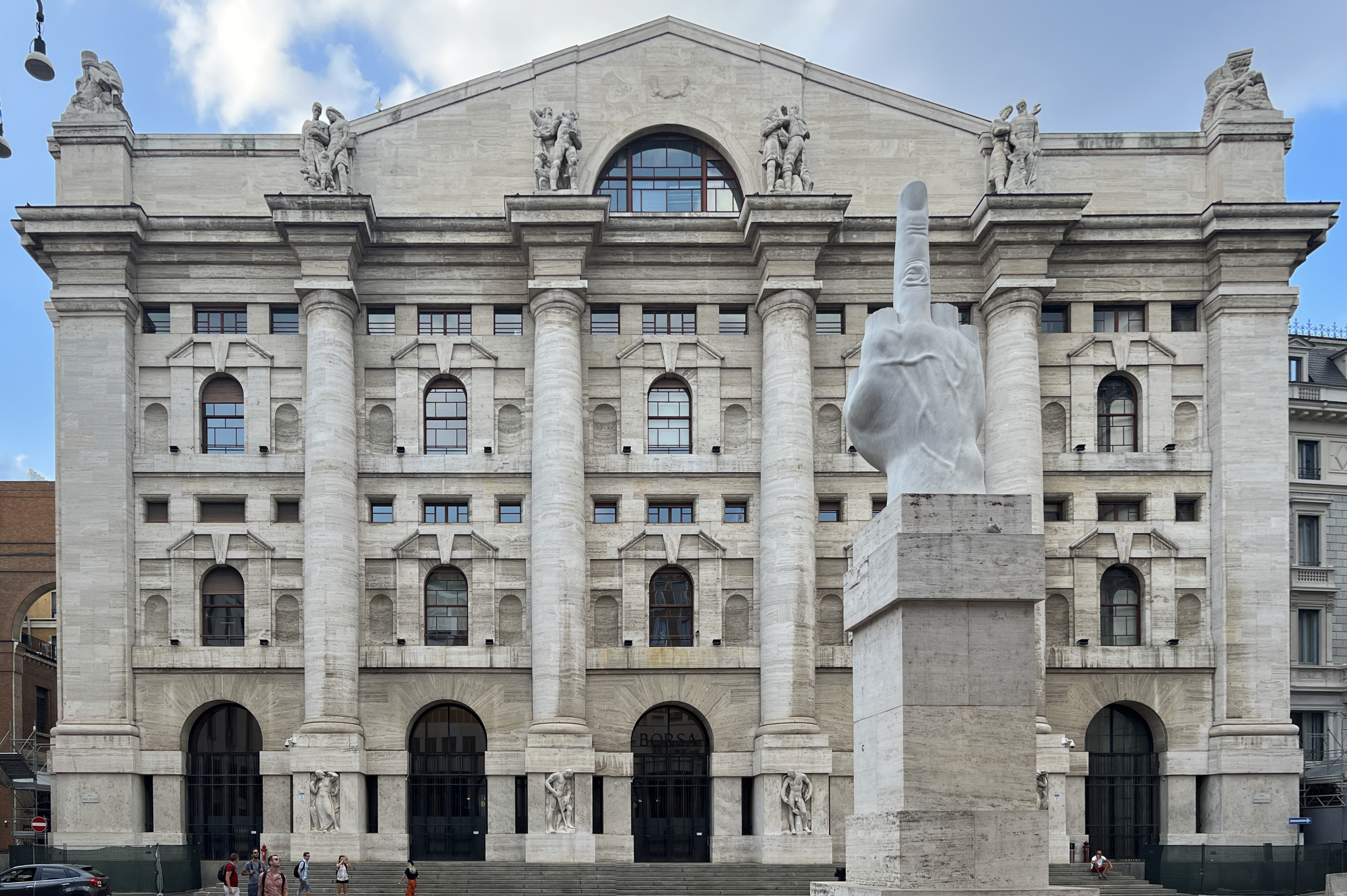
Palazzo Mezzanotte di Milano, sede della Borsa Italiana

Il PIL ai prezzi correnti (2014) della Lombardia ammonta a 350.024,68 milioni di euro, circa il 21,7% del PIL italiano che corrisponde a 1613859,1 € milioni. È la seconda regione d'Europa per PIL e la 61ª per PIL pro-capite.
Il PIL pro-capite della regione nel 2014 è stato di 35044,17 € contro i 26548,49 della media italiana. L'andamento del Pil regionale negli ultimi anni ha seguito la dinamica innescata dalla grande recessione, che è incominciata nel 2007: in crescita fino al 2008, nel 2009 ha registrato una forte caduta, parzialmente recuperata tra 2010 e 2011 per poi diminuire nuovamente dal 2012.
Gli occupati effettivi in Lombardia, nel 2018, sono il 67% della forza lavoro: il 65,8% impiegato nei servizi, il 32,4% nell'industria (comprese le costruzioni) e il rimanente 1,9% nell'agricoltura; il tasso di disoccupazione, nel 2018, si attesta al 6% ed è uno tra i più bassi d'Italia.
In Lombardia, nel 2015, l'importo annuo pensionistico totale è stato di 39959 € milioni di euro.
In Lombardia l'entità dei depositi in banca al 31 dicembre 2016 è di 308084 € milioni e si contano 5881 sportelli bancari. Infine, nel 2013, sono state autorizzate 109310822 ore di CIG ordinaria, 113.102.850 ore di CIG straordinaria e 47620186 ore di CIG in deroga.

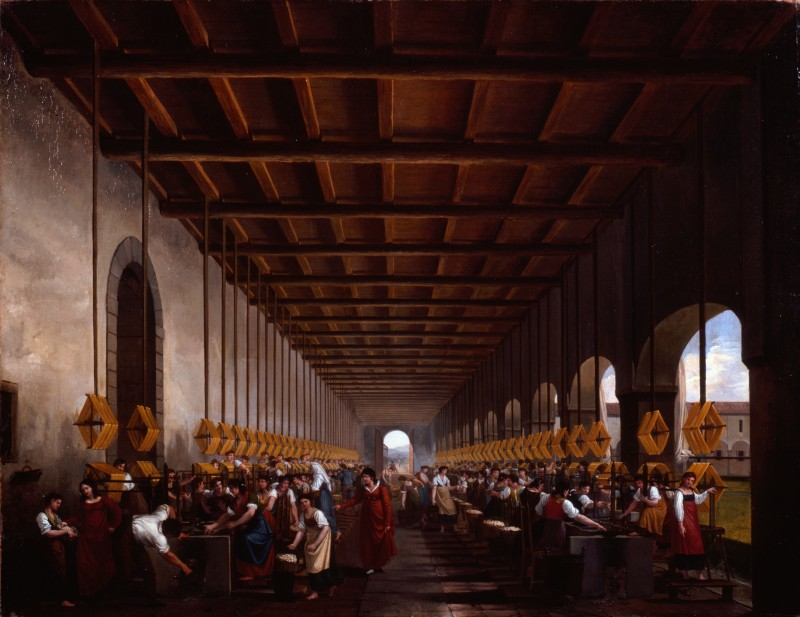
Pietro Ronzoni - Filanda nel bergamasco (1820 ca.)

### Macro-settori economici

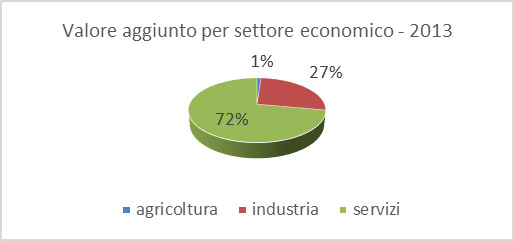
Suddivisione del PIL regionale della Lombardia in settore primario (agricoltura), secondario (industria) e terziario (servizi)

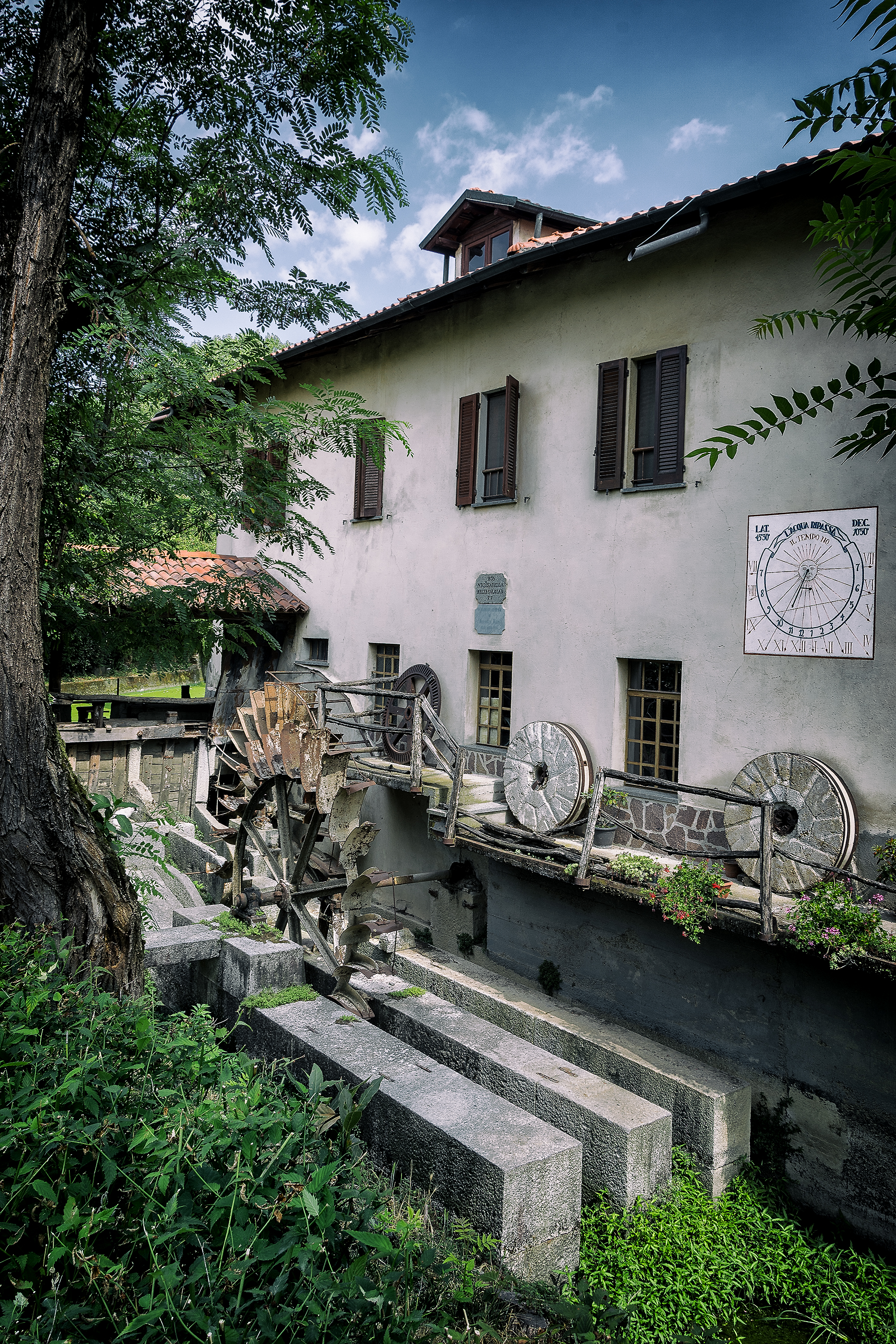
Scorcio del mulino Meraviglia di San Vittore Olona, mulino ad acqua sul fiume Olona

L'economia della Lombardia è caratterizzata da una grande varietà di settori in cui essa è sviluppata. Si va dai settori tradizionali, come l'agricoltura e l'allevamento, all'industria pesante e leggera, ma anche il terziario ha avuto un forte sviluppo negli ultimi decenni.
L'agricoltura lombarda è stata la base dello sviluppo economico della regione. Per prima è stata investita dal processo di meccanizzazione e ristrutturazione. La meccanizzazione, grazie all'utilizzo di macchinari sempre più complessi, ha portato a un incremento della produzione agricola mentre la ristrutturazione del territorio, attraverso la costruzione e ammodernamento di canali e la bonifica delle zone paludose ha permesso di migliorare la qualità della produzione agricola. Tuttavia la produzione agricola copre solo il 60% del fabbisogno della regione.
L'agricoltura della regione verte principalmente sulla produzione di cereali (mais, riso, frumento), ortaggi, frutta (pere e meloni) e vino. Molto sviluppata è la produzione di foraggio, usato per l'allevamento di bovini e suini.
In Lombardia, come in altre regioni d'Italia, a cavallo della fine del XIX e inizi del XX secolo ebbe impulso la meccanizzazione dell'attività molitoria.

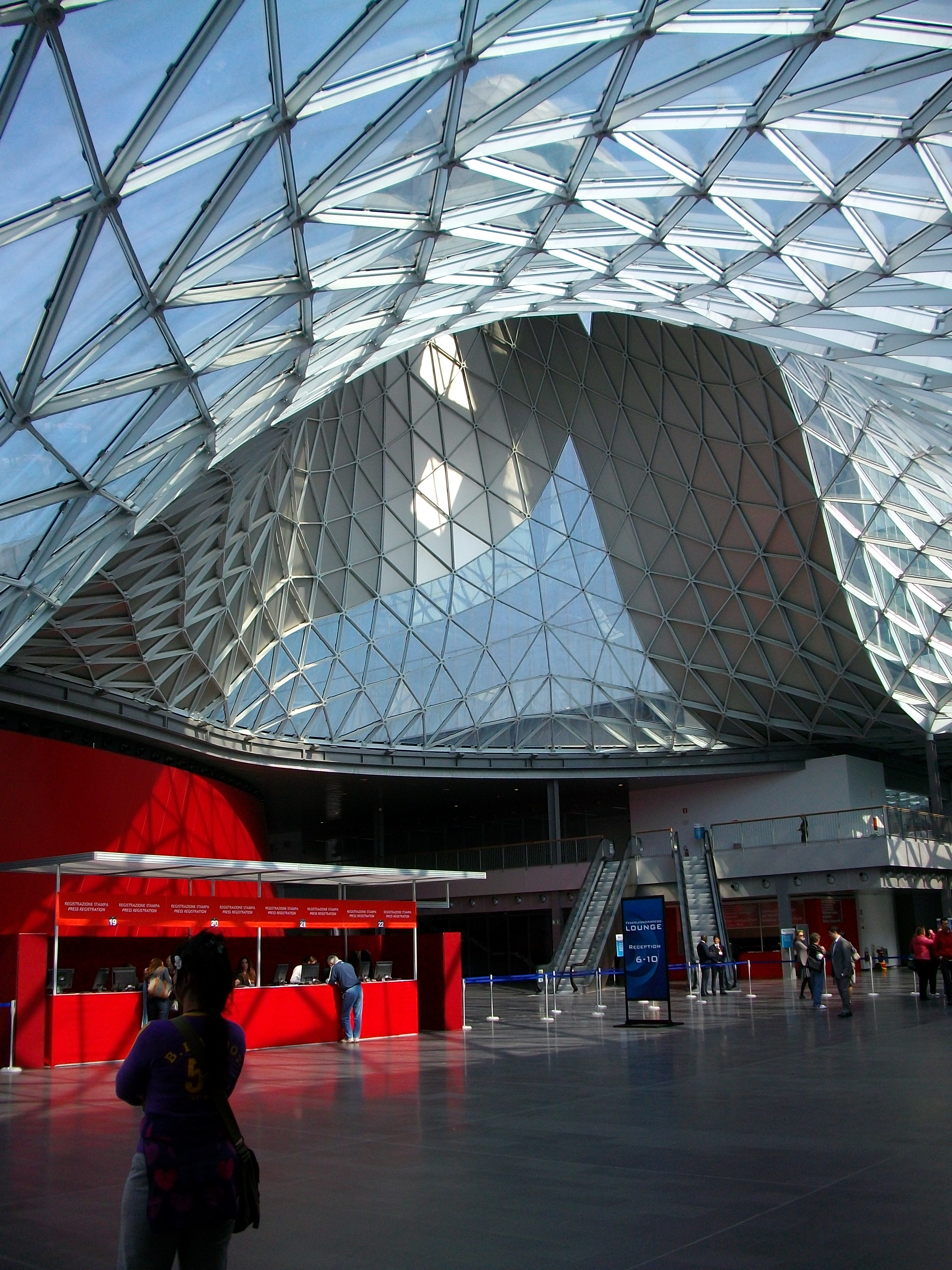
Un padiglione della Fiera di Milano

L'allevamento è una voce economica rilevante in Lombardia. Nel 2015 si contavano infatti 1430000 bovini e bufalini, 103000 caprini, 55000 equini, 4046000 suini e 113000 ovini. Nei laghi e nei bacini artificiali lombardi, infine, sono state pescate, nel 2009, 980,3 tonnellate di pesce.
L'industria è dominata da imprese di piccole e medie dimensioni, perlopiù a conduzione familiare, ma anche da grandi aziende. È fiorente in molti settori, particolarmente in quelli meccanico, elettronico, metallurgico, tessile, chimico e petrolchimico, farmaceutico, alimentare, editoriale, calzaturiero e del mobile. A Milano e provincia sono concentrate circa il 26% delle imprese dell'industria lombarda. Secondo uno studio del 2016 commissionato da Fondazione Edison e Confindustria, basato sul valore aggiunto del comparto industriale, delle 6 province (NUTS3) più industrializzate in Europa, ben tre sono Lombarde: Monza e Brianza (6ª), Bergamo (2ª) e Brescia, prima con un valore aggiunto dal comparto industriale che supera i 10 Miliardi di euro.
Nel terziario, rilevante è il peso del commercio e della finanza. A Milano hanno sede anche la Borsa Italiana, tra le principali piazze finanziarie europee, e la Fiera di Milano, che a oggi è il più grande spazio espositivo d'Europa. Importanti sono anche le attività bancarie, dei trasporti, della comunicazione e dei servizi alle imprese. Il turismo (delle città d'arte, delle montagne e dei laghi) ha un peso significativo.
Per quanto riguarda il commercio e la distribuzione di beni di consumo alla popolazione, la Lombardia conta 1656 supermercati, più di qualunque altra regione italiana, a cui vanno aggiunti 398 grandi magazzini, 164 ipermercati e 613 minimercati.

### Dati economici
|                                              | 2019    | 2020    | 2021    | 2022    |
| -------------------------------------------- | ------- | ------- | ------- | ------- |
| Prodotto Interno lordo (Miliardi di euro)    | 397,959 | 372,986 | 414,200 | 439,986 |
| PIL ai prezzi di mercato per abitante (Euro) | 39 700  | 37 300  | 41 600  | 44 200  |

|                       | 2019 | 2020 | 2021 | 2022 | 2023 | 2024 |
| --------------------- | ---- | ---- | ---- | ---- | ---- | ---- |
| Lombardia             | 5,7% | 5,3% | 6%   | 4,9% | 4,1% | 3,7% |
| Varese                | 5,5% | 5,3% | 6,6% | 4,8% | 3,7% | 3,7% |
| Como                  | 6,7% | 5,7% | 7,6% | 6,6% | 5,4% | 5,6% |
| Sondrio               | 5,5% | 5,7% | 6,6% | 6,6% | 6,4% | 6,8% |
| Milano                | 5,9% | 6,6% | 6%   | 5,5% | 4,8% | 4,7% |
| Bergamo               | 3,6% | 3,1% | 3,5% | 3,4% | 2,9% | 1,5% |
| Brescia               | 4,8% | 4,5% | 5%   | 4,1% | 3,4% | 2,9% |
| Pavia                 | 6,7% | 5,7% | 7,1% | 6,1% | 4,8% | 3,7% |
| Cremona               | 5%   | 5,8% | 5,1% | 5,4% | 2,7% | 1,9% |
| Mantova               | 6,4% | 4,8% | 4,7% | 4,4% | 4,8% | 3,6% |
| Lecco                 | 5,4% | 5,4% | 5,5% | 2,9% | 3,1% | 3,2% |
| Lodi                  | 7,3% | 6,3% | 5,4% | 5,2% | 4,1% | 2,6% |
| Monza e della Brianza | 7%   | 5,1% | 6,7% | 4,3% | 2,9% | 3,4% |

| | Valore aggiunto (dati grezzi) milioni di euro in Lombardia | % settore su totale regionale in Lombardia | % settore su totale nazionale in Italia |
| --- | ---------------------------------------------------------- | ------------------------------------------ | --------------------------------------- |
| T: totale attività economiche | 313.054,11                                                 | 100,0%                                     | 100%                                    |
| A: agricoltura, silvicoltura e pesca | 3.488,27                                                   | 1,1%                                       | 2,3%                                    |
| BTF: attività estrattiva, attività manifatturiere, fornitura di energia elettrica, gas, vapore e aria condizionata, fornitura di acqua, reti fognarie, attività di trattamento dei rifiuti e risanamento, costruzioni | 83.945,42                                                  | 26,8%                                      | 23,6%                                   |
| F: costruzioni | 14.352,72                                                  | 4,6%                                       | 5,1%                                    |
| GTU: servizi | 225.620,42                                                 | 72,1%                                      | 74,1%                                   |

### Energia

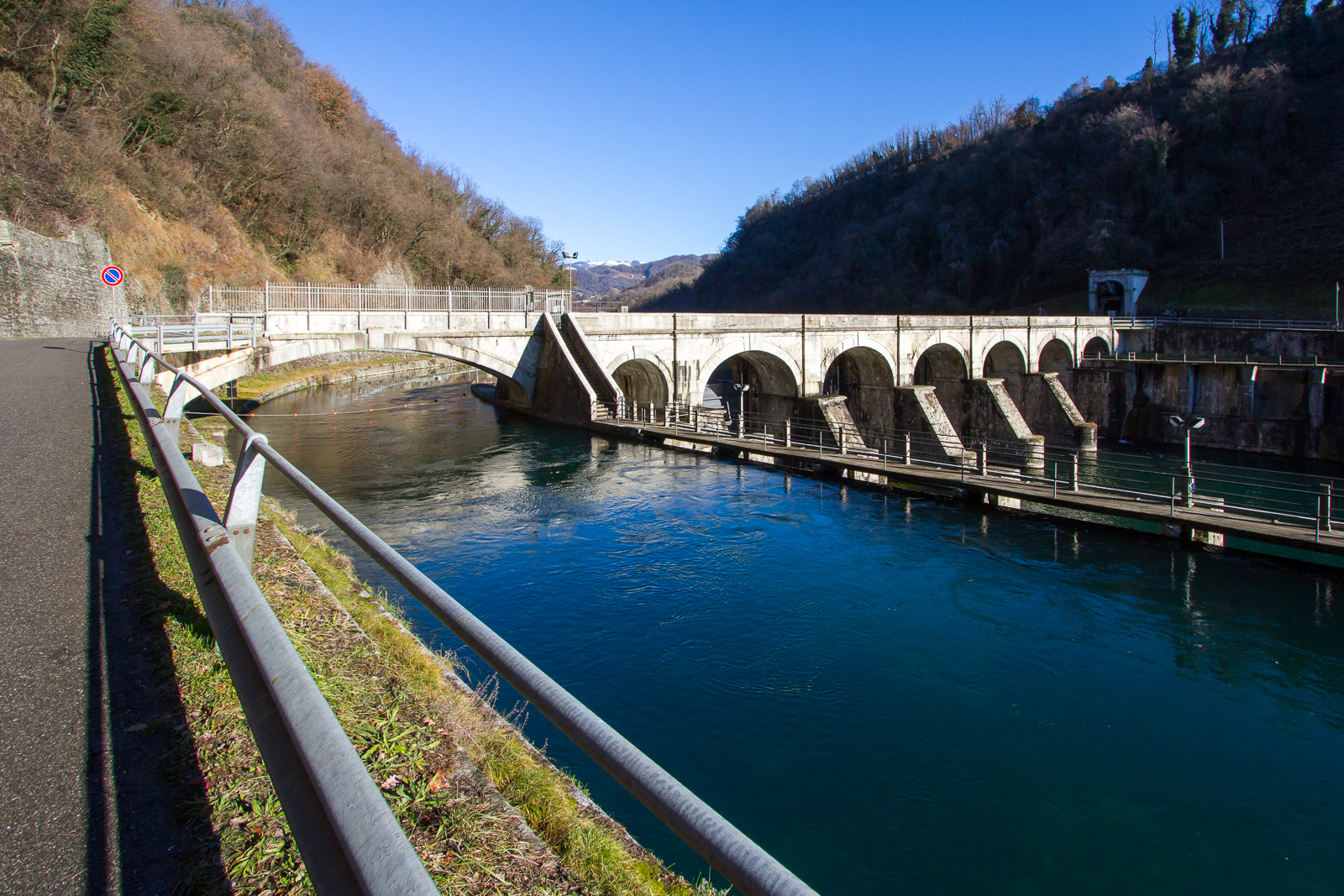
Centrale idroelettrica Semenza a Robbiate, in provincia di Lecco, lungo il fiume Adda

In Lombardia, nel 2015, il consumo di energia elettrica per abitante è ammontato a 6374 Wh. Nello stesso anno, la produzione lorda di energia ha raggiunto i 41 GWh ogni 10000 abitanti e il 26% dei consumi di elettricità è stato coperto da energia proveniente da fonti rinnovabili. Gli impianti idroelettrici sono 488, quelli termoelettrici 1056, quelli eolici 7 e quelli fotovoltaici 94202. La lunghezza delle linee elettriche nella regione nel 2014 è di 3867,8 km, di cui 2190,8 km a 220 kV e 1677 km a 380 kV.

### Turismo

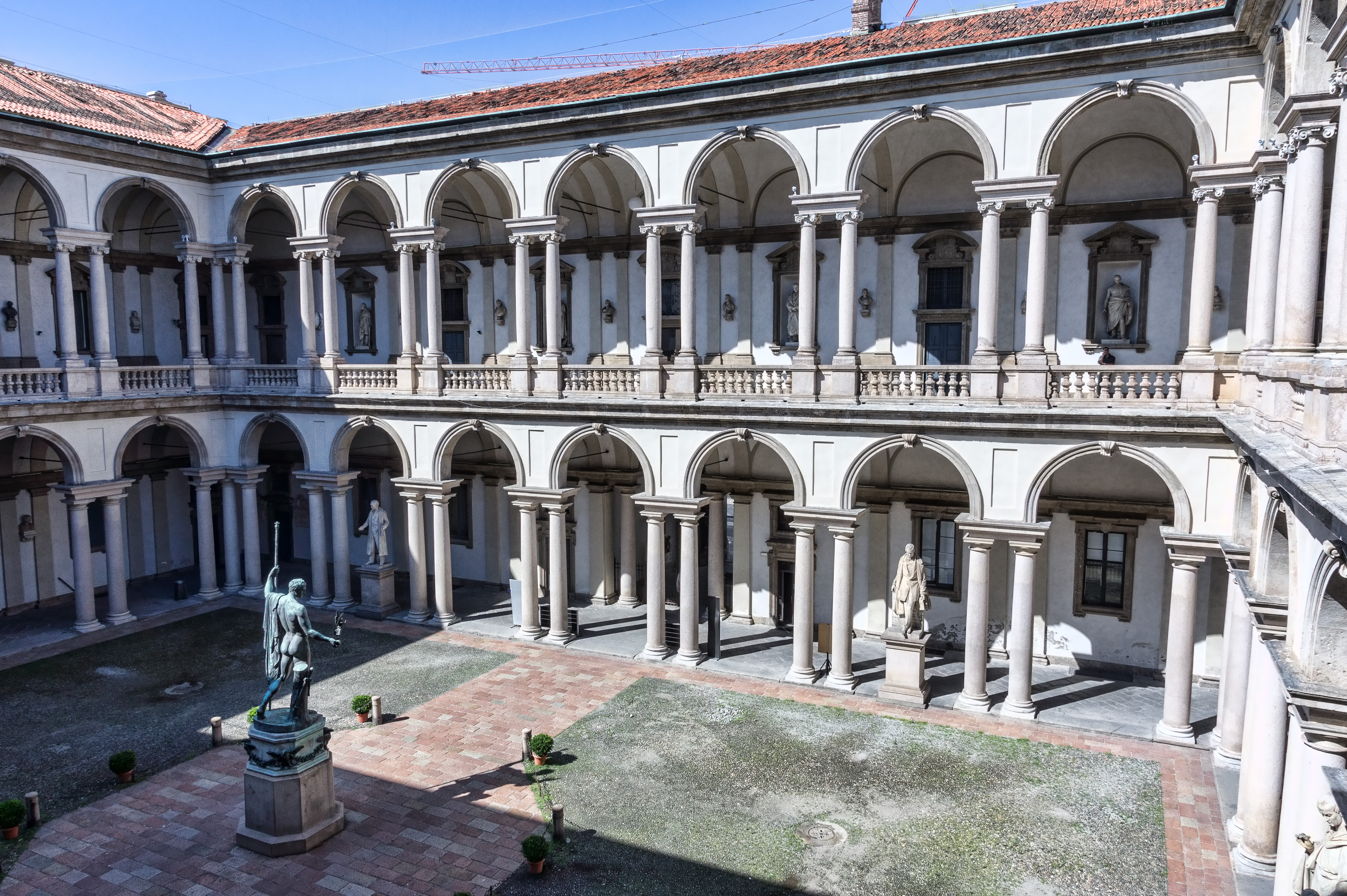
La Pinacoteca di Brera a Milano, uno tra i musei più visitati della Lombardia

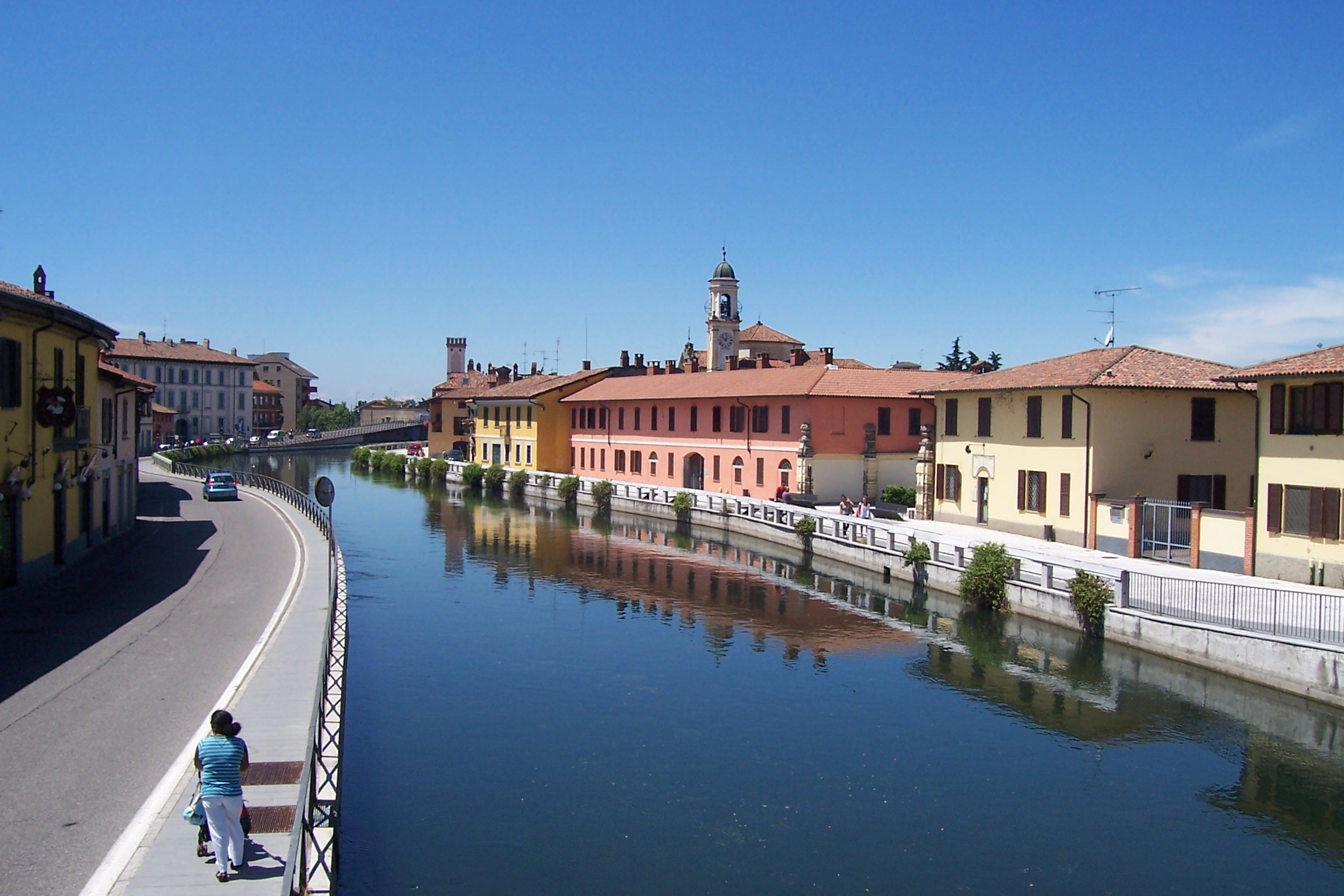
Il Naviglio Grande a Gaggiano, comune della città metropolitana di Milano. Per esso è attivo il servizio di navigazione turistica del Naviglio Grande

Nella più dinamica e trafficata delle regioni italiane non è possibile, sulla base delle cifre, distinguere il turista in senso stretto da quello che viaggia per affari. Nel 2014 si sono registrati 14091530 arrivi e 34293526 presenze. I non residenti hanno contribuito al 51,8% degli arrivi e al 57,4% delle presenze.
Tra le bellezze naturali vanno annoverati al primo posto i laghi prealpini sulle cui sponde ville patrizie, orti, giardini, terrazze e borghi antichi si alternano a fitti nuclei di seconde case. Le località rivierasche sono collegate da rotte di navigazione di linea. Villa d'Este a Cernobbio e altre ville del comasco ospitano personaggi di fama mondiale: magnati della finanza, star del cinema, scrittori, capi di Stato, cantanti e stilisti.
Altri importanti flussi turistici interessano le vallate alpine (in particolare la Valtellina) e le numerose città storico-artistiche, ricche di monumenti e di testimonianze del Medioevo e del Rinascimento.

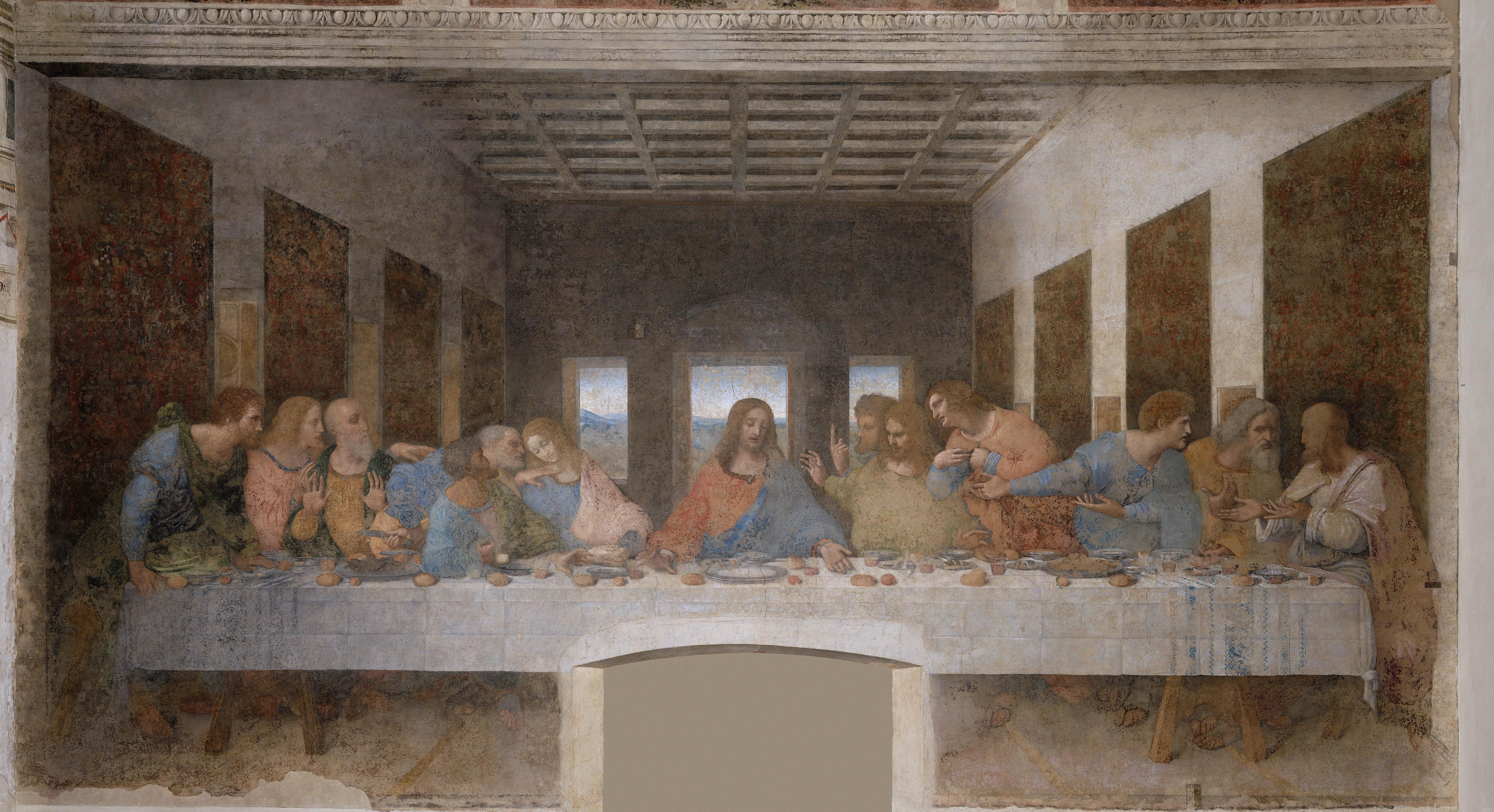
LUltima Cena di Leonardo da Vinci, conservata all'interno della chiesa di Santa Maria delle Grazie a Milano

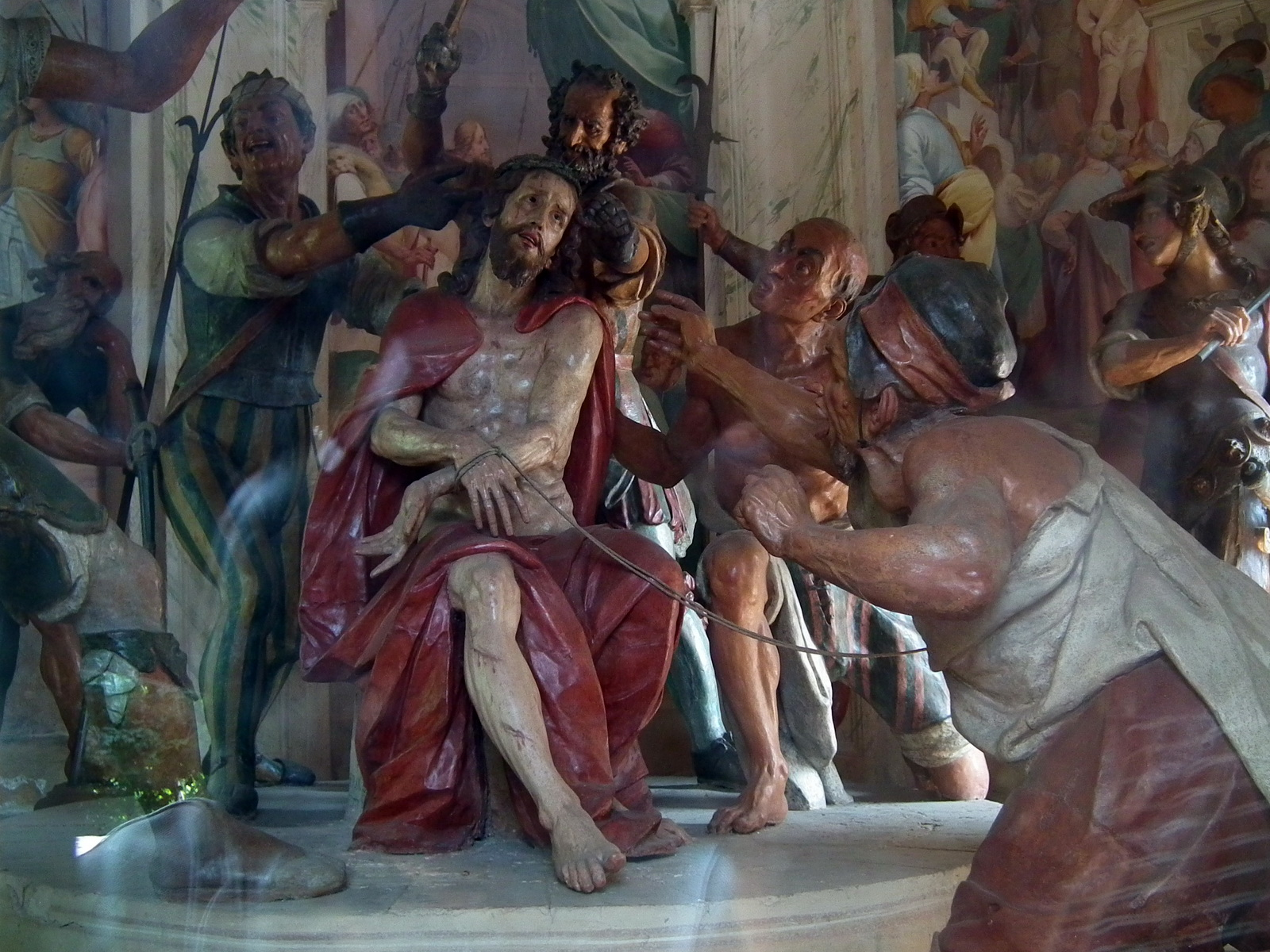
Statue del Sacro Monte di Varese

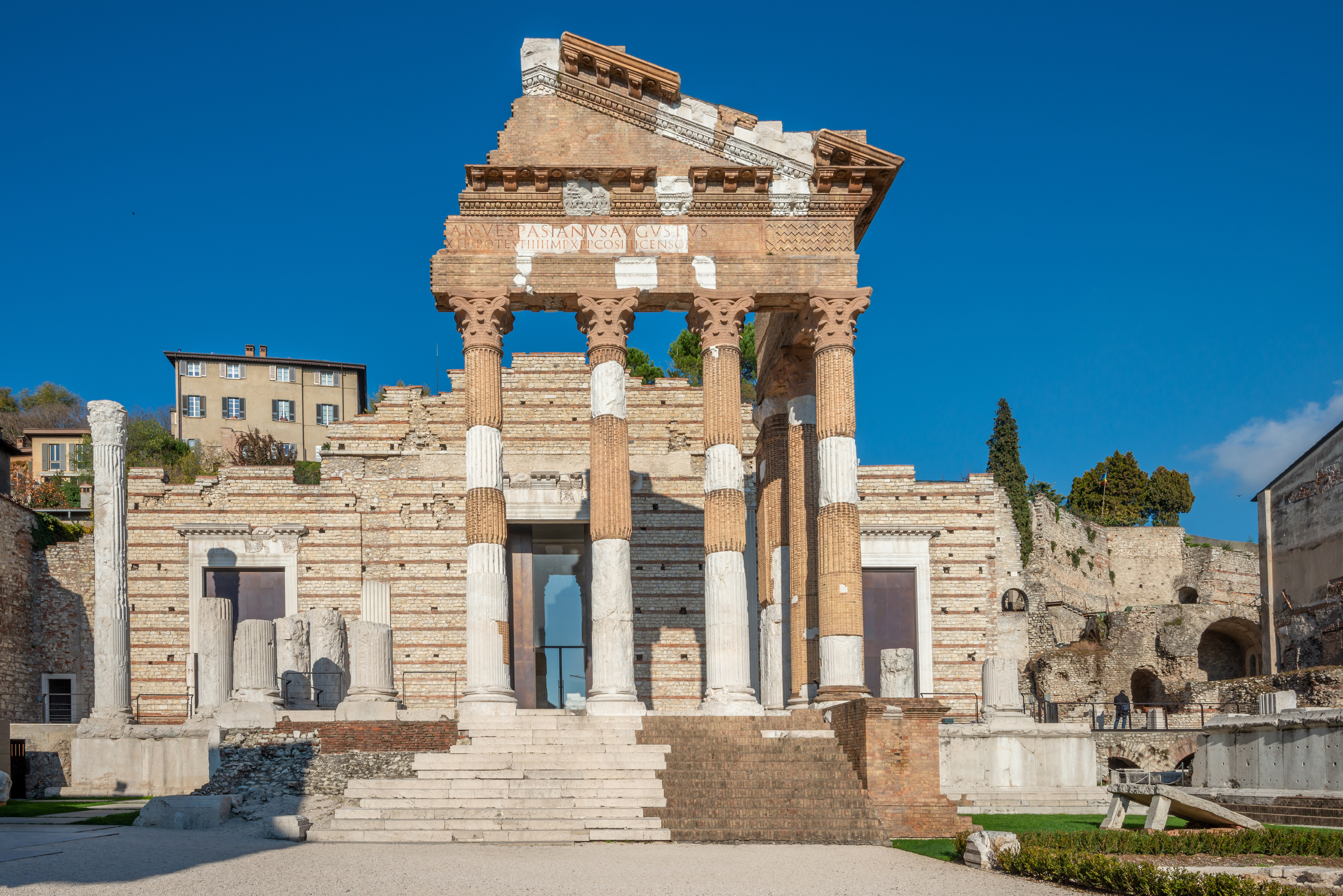
Il Capitolium nel foro romano di Brescia

Tra i luoghi maggiormente visitati bisogna ricordare la Pinacoteca di Brera (336981 visitatori), l'Ultima Cena di Leonardo da Vinci (330.071), il Museo Archeologico di Sirmione con le Grotte di Catullo (216612), il Castello Scaligero (202066), Certosa di Pavia (200 000 circa) e Villa Carlotta (170260).
Rilevanti dal punto di vista turistico sono anche i dieci patrimoni mondiali dell'umanità riconosciuti dall'UNESCO presenti in Lombardia, che la portano a essere la regione italiana con il maggiore numero di siti di questo tipo:
- Incisioni rupestri della Val Camonica[N 9] - 1979:
- Chiesa di Santa Maria delle Grazie (Milano) - 1980.
- Crespi d'Adda - 1995.
- Mura veneziane di Bergamo - 2017
- Sacri Monti del Piemonte e della Lombardia - 2003:
  - Sacro Monte del Rosario (Varese);
  - Sacro Monte della Beata Vergine del Soccorso (Ossuccio).
- Monte San Giorgio[189] - 2003.
- Mantova e Sabbioneta - 2008:
  - Mantova;
  - Sabbioneta.
- Ferrovia retica nel paesaggio dell'Albula e del Bernina[190] - 2008.
- Longobardi in Italia: i luoghi del potere (568-774)[N 10] - 2011:
  - Brescia:[191]
    - Foro romano di Brescia con il Palazzo Maggi Gambara;
    - Complesso monastico longobardo di San Salvatore-Santa Giulia con la Basilica di San Salvatore, il Coro delle monache, le chiese di Santa Giulia e di Santa Maria in Solario, le Domus dell'Ortaglia e il Museo di Santa Giulia.

  - Castelseprio e Gornate Olona:
    - Parco archeologico di Castelseprio con la Torre di Torba;
    - Chiesa di Santa Maria foris portas.
- Siti palafitticoli preistorici attorno alle Alpi[N 11] - 2011:La Certosa di Pavia

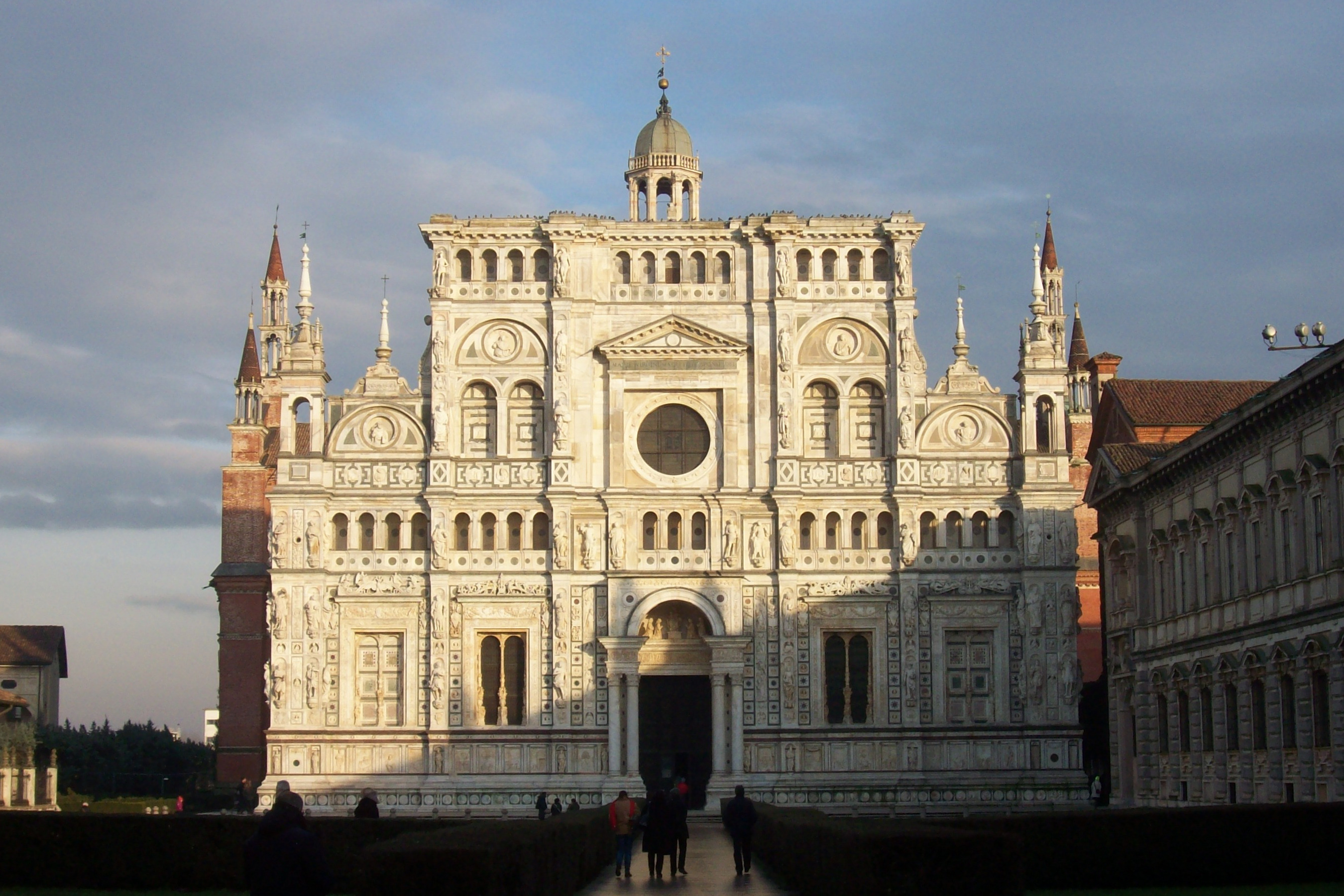
La Certosa di Pavia

## Infrastrutture e trasporti

### Aeroporti

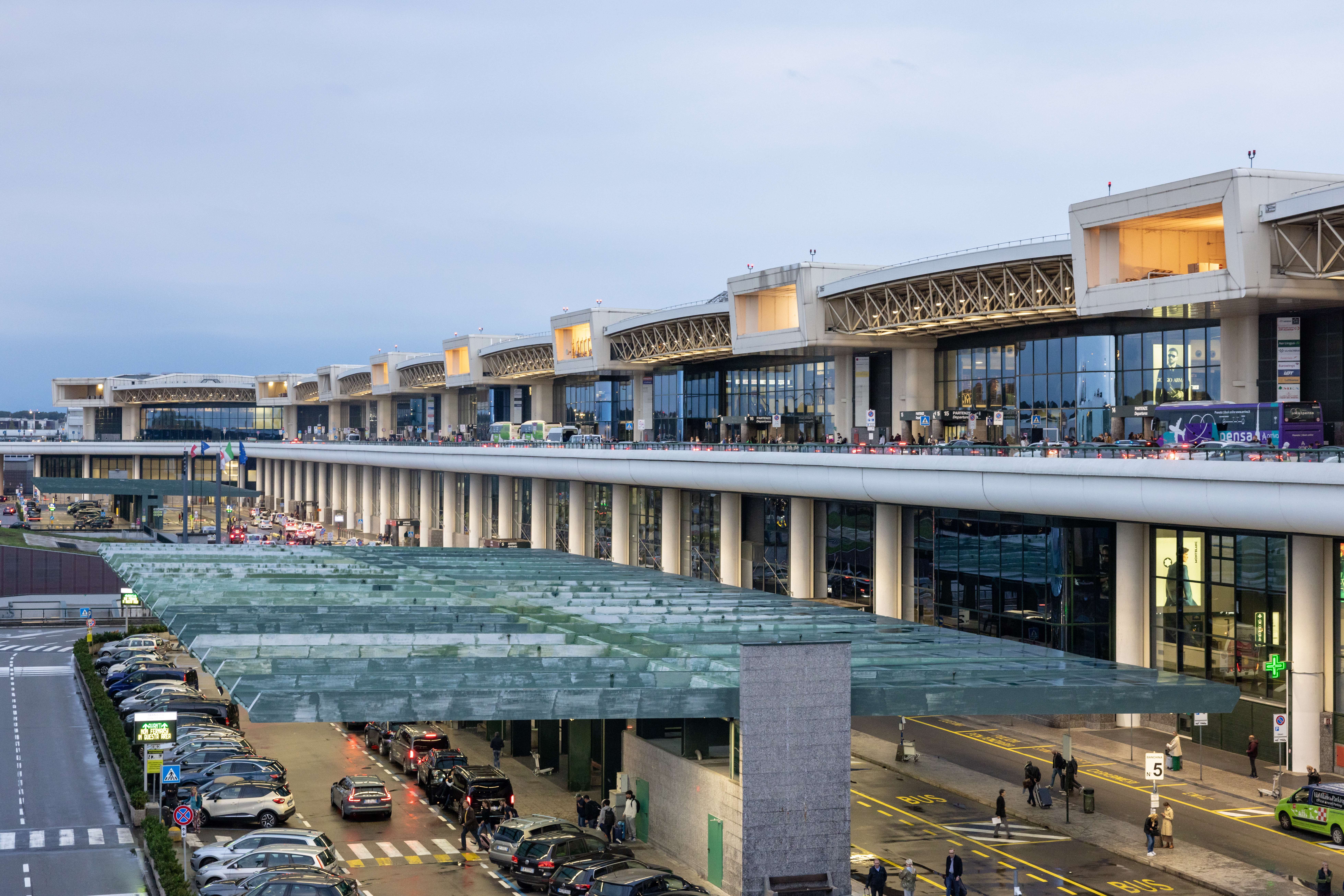
Aeroporto di Milano-Malpensa

Il sistema aeroportuale regionale si sviluppa principalmente lungo la fascia pedemontana e si compone dei quattro aeroporti Milano-Malpensa, Milano-Linate, Bergamo-Orio al Serio e Brescia-Montichiari. L'aeroporto intercontinentale di Malpensa ha un ruolo preminente e gestisce la maggior parte del traffico merci e passeggeri della regione. L'aeroporto di Linate svolge invece il compito di aeroporto cittadino del capoluogo, mentre quello di Orio al Serio è la base dei collegamenti low-cost nazionali e internazionali e di diversi corrieri merci. L'aeroporto di Montichiari ha invece il maggiore movimento di voli cargo e charter ed è posizionato nei pressi dell'aeroporto di Brescia-Ghedi adibito a uso militare e sede del 6º Stormo dell'Aeronautica Militare.

### Strade
La rete autostradale della Lombardia si estende per 700 km a cui si aggiungono circa 1000 km di strade statali. L'autostrada A4 attraversa tutto il territorio regionale per 155 km da est a ovest collegando tra loro le città di Brescia, Bergamo, Monza e Milano, caratterizzata da un traffico particolarmente intenso durante tutto il corso dell'anno è affiancata dalla BreBeMi, che collega Brescia alla tangenziale Est Esterna di Milano passando per Treviglio, anziché per Bergamo. Il sistema tangenziale di Milano è il più esteso d'Italia, lungo complessivamente 74,4 km si compone di tre tangenziali: Ovest, Est e Nord, da Milano inoltre si diramano la A1, la A7, la A35 e l'autostrada dei Laghi (A8 e A9) che collega la Lombardia con la Svizzera. Nella regione sono anche presenti le autostrade A21, A21 racc, A22, A36, le tangenziali di Pavia A53 e A54, il sistema tangenziale di Bergamo, la tangenziale Sud di Brescia, la tangenziale ovest di Brescia, il sistema tangenziale di Varese e la tangenziale di Como.

### Ferrovie

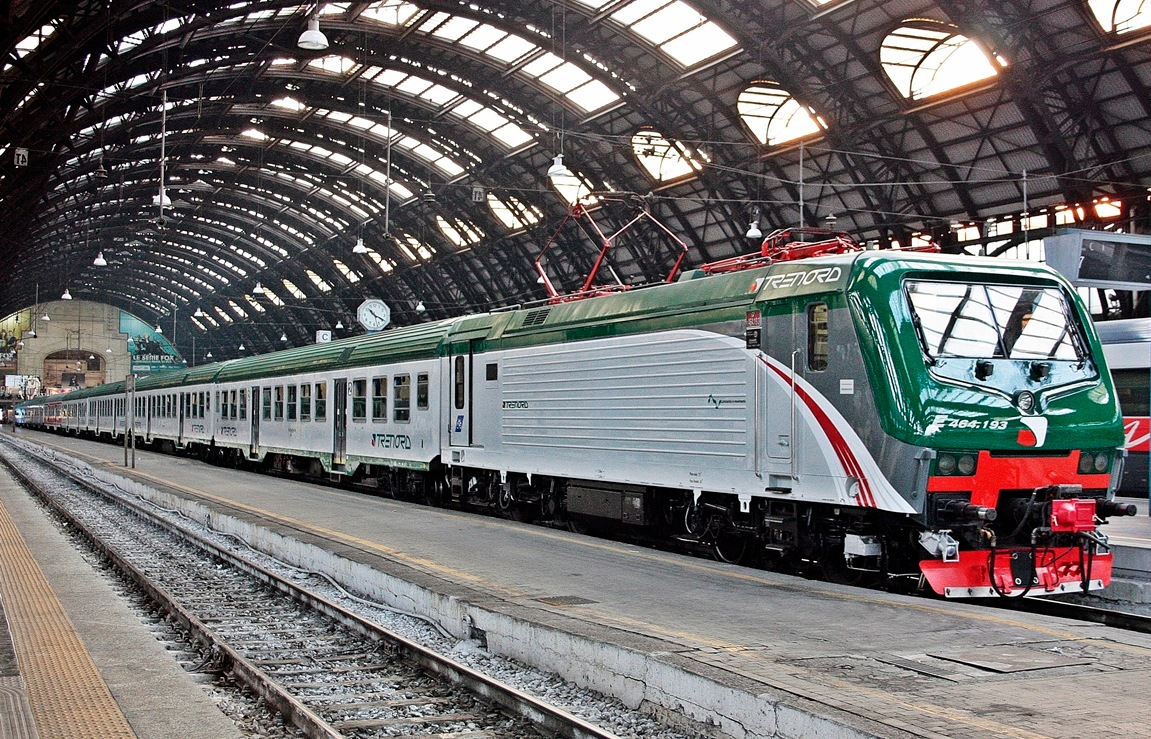
Locomotiva FS E.464 di Trenord alla stazione di Milano Centrale.

La rete ferroviaria lombarda dispone di 428 stazioni e si estende per circa 2000 km. La rete è gestita prevalentemente da RFI; 320 km di linee ferroviarie sono in concessione a Ferrovienord, mentre le linee Parma-Suzzara e Suzzara-Ferrara, pur ricadendo parzialmente in territorio lombardo (55 km e 11 stazioni), sono in concessione a Ferrovie Emilia-Romagna.
Il servizio ferroviario di carattere nazionale e internazionale è assicurato prevalentemente da Trenitalia e in misura minore da Italo, TGV e Deutsche Bahn. Il territorio regionale dispone di tre linee ad alta velocità: la Torino-Milano, la Milano-Bologna e la Milano-Brescia.
Il servizio regionale è di competenza di Trenord, una società nata il 3 maggio 2011 e partecipata pariteticamente dal Gruppo FNM e da Trenitalia, che opera sia sulla rete RFI sia su quella Ferrovienord, che hanno come principale nodo di interconnessione il passante ferroviario di Milano. Sulla rete FER opera la società Trenitalia Tper.

### Trasporto pubblico locale

#### Area milanese
La società che gestisce il trasporto pubblico a Milano e nei comuni vicini è l'ATM.
All'interno dell'area metropolitana milanese è presente una rete di trasporti su ferro basata su due sistemi interconnessi tra loro:
- la rete della metropolitana di Milano (5 linee: M1, M2, M3, M4, M5)
- la rete suburbana delle "linee S" (12 linee: S1, S2, S3, S4, S5, S6, S7, S8, S9, S11, S12, S13).

#### Area bresciana

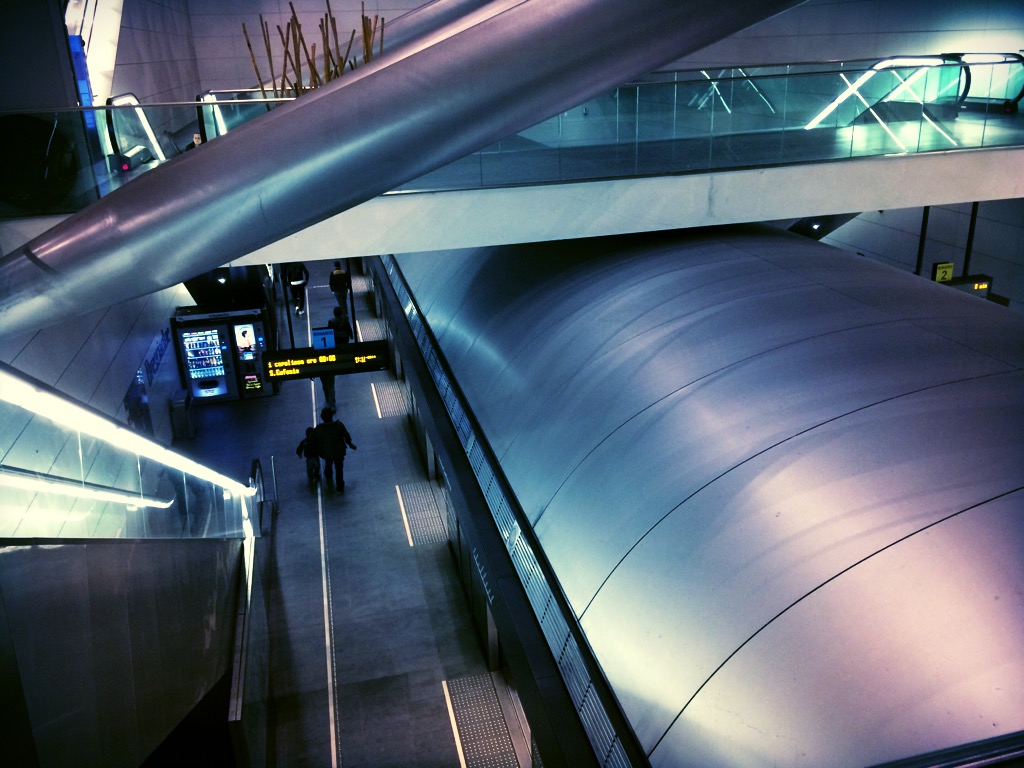
Stazione della metropolitana di Brescia

La società che gestisce il trasporto pubblico nella città e nell'Hinterland di Brescia è Brescia Trasporti; la medesima società si occupa anche del trasposto pubblico urbano nel comune di Desenzano del Garda.
È attiva la metropolitana di Brescia, che attraversa la città da sud-est a nord.

#### Area bergamasca

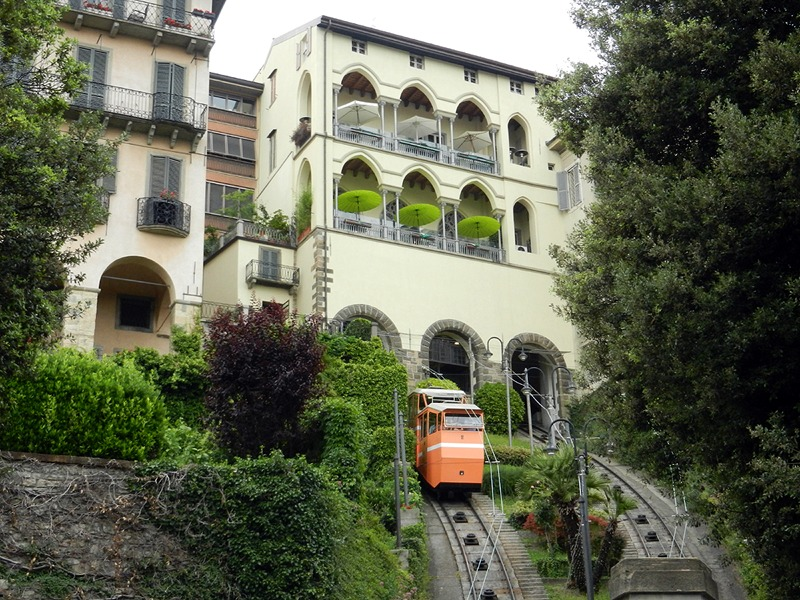
Vettura in transito sulla funicolare di Bergamo Alta

La società che gestisce il trasporto pubblico locale su gomma è l'ATB, mentre quello su ferro, relativo alla metrotranvia Bergamo – Albino, è esercitato da Tramvie Elettriche Bergamasche.
Nella città sono inoltre attive le funicolari di Bergamo Alta, Bergamo-San Vigilio e San Pellegrino-Vetta.

#### Area varesina
La società che gestisce il trasporto pubblico locale su gomma è CTPI (Consorzio Trasporti Pubblici Insubria), mentre la funicolare Vellone-Sacro Monte è gestita da AVT.

#### Area comasca
La società che gestisce il trasporto pubblico locale su gomma si chiama ASF. La funicolare Como-Brunate è gestita da ATM.

### Metropolitane

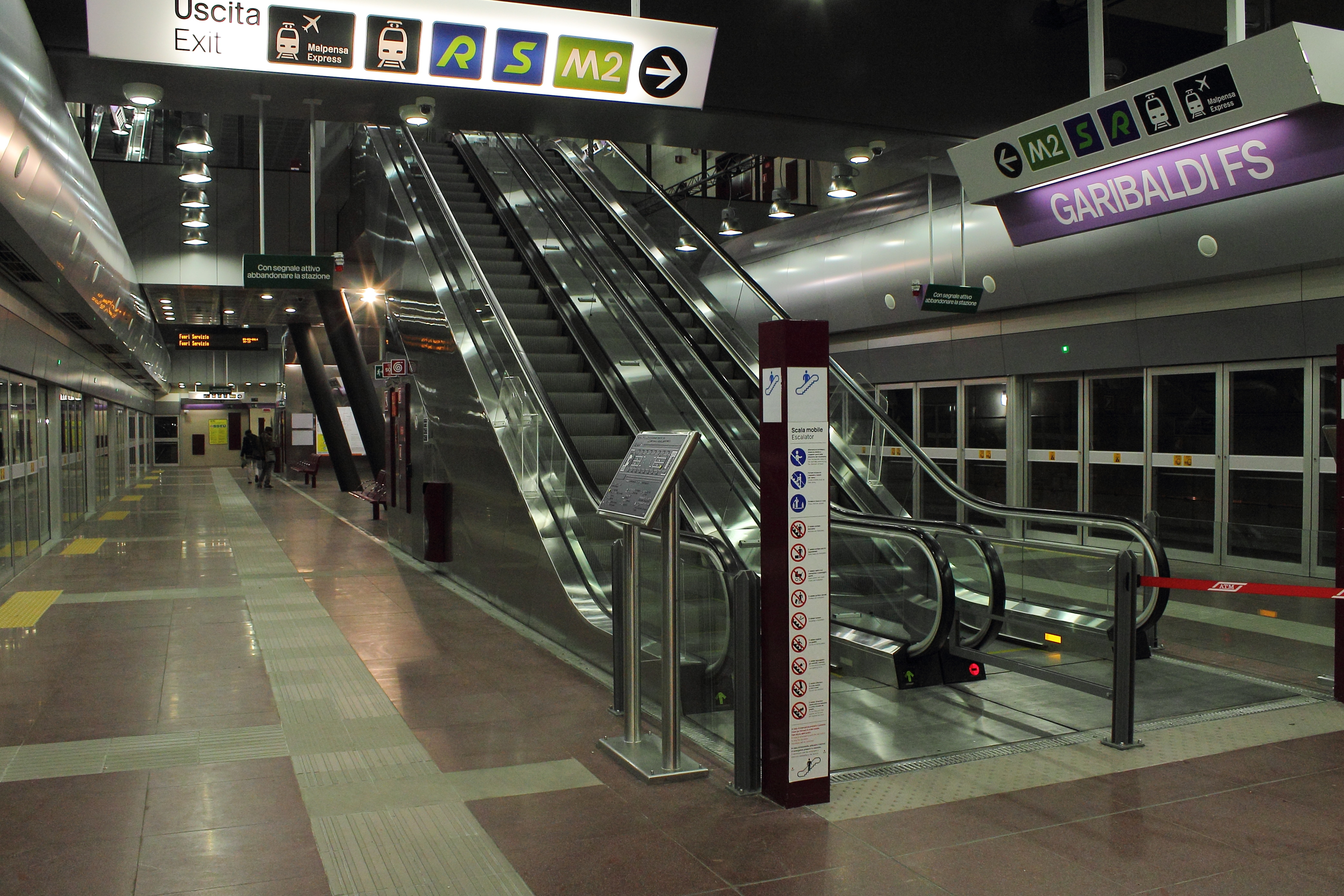
Stazione Garibaldi della Metropolitana di Milano

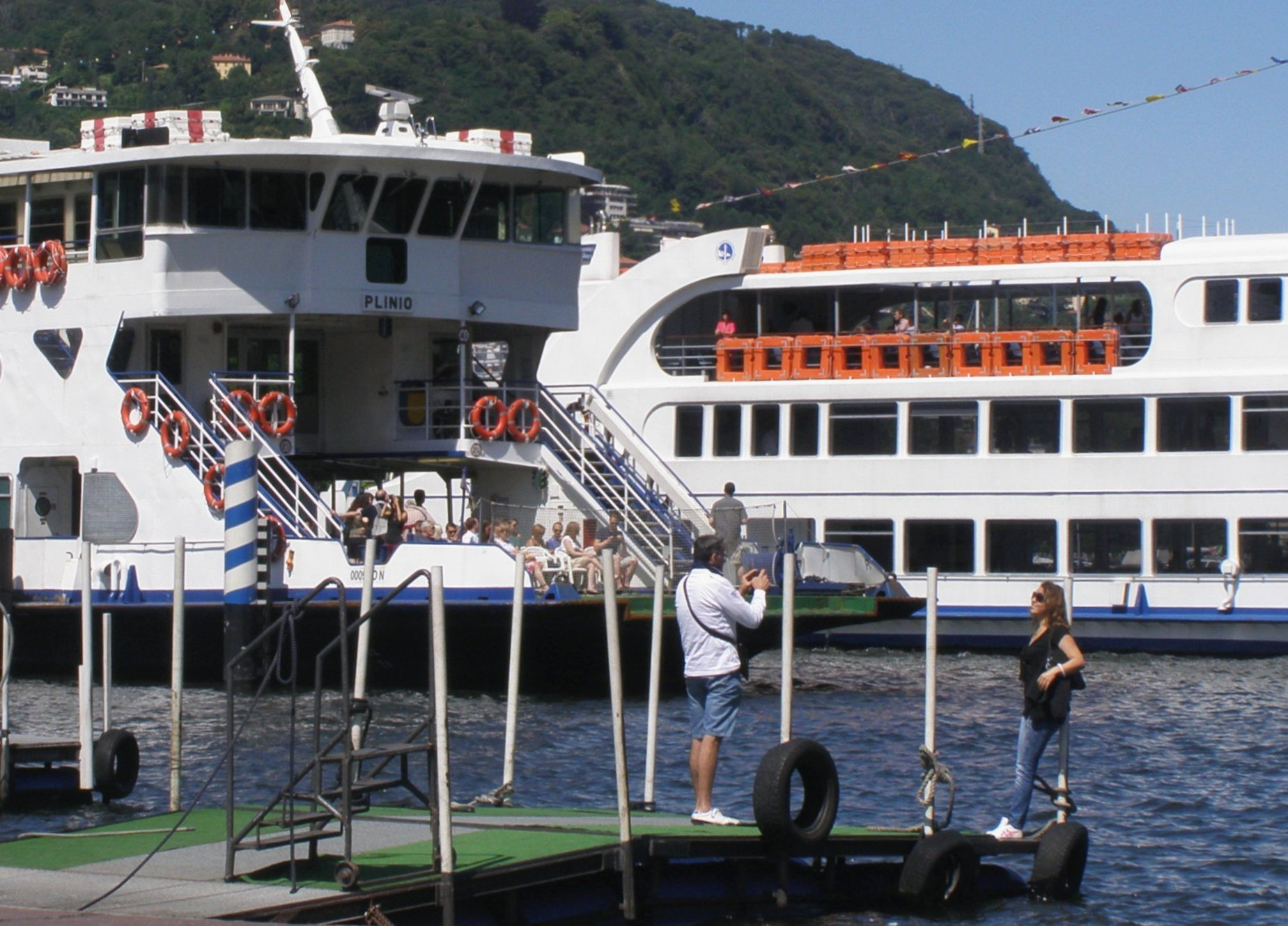
Motonavi di linea sul lago di Como

Le città di Milano e Brescia dispongono di una metropolitana. A Milano è presente la più estesa rete di metropolitane in Italia, con 5 linee in esercizio (M1, M2, M3, M4 e M5).
| Comune  | Linee | Stazioni | Lunghezza (km) | Note            |
| ------- | ----- | -------- | -------------- | --------------- |
| Milano  | 5     | 134      | 111,8          | [ 208 ]         |
| Brescia | 1     | 17       | 13,7           | [ 209 ] [ 210 ] |

### Navigazione
La regione possiede un sistema navale che si sviluppa sui laghi, lungo i fiumi e i navigli. Il sistema idroviario più importante della Lombardia si inserisce in quello padano-veneto che permette la navigazione da Casale Monferrato fino a Venezia lungo il fiume Po. In questo sistema idroviario i porti più importanti della Lombardia sono quelli di Cremona e Mantova.
La navigazione sui laghi ha funzione prevalentemente turistica, e si svolge regolarmente su rotte di linea. Le rotte di navigazione di linea contano 460 km e vengono frequentate da oltre 10 milioni di viaggiatori annui. I collegamenti sono gestiti dalla Gestione governativa navigazione laghi.

## Ambiente

Le aree protette della Lombardia

La Lombardia è stata la prima regione italiana a legiferare sulle aree protette di livello regionale (1983) introducendo concetti innovativi nella tutela del territorio, istituendo parchi fluviali (il primo in Europa fu il Parco naturale lombardo della Valle del Ticino nel 1974, nel 2022 incluso dall'UNESCO nella Rete mondiale di riserve della biosfera) parchi agricoli e parchi locali; tutte idee e approcci usati anche nella legislazione nazionale (legge n. 394 del 6 dicembre 1991). Il sistema delle aree protette lombardo consta di 24 parchi regionali (su 26 parchi individuati dalla legge n. 86/83), 65 riserve e 30 monumenti naturali, oltre alla presenza del Parco nazionale dello Stelvio. In totale le aree protette ricoprono più del 29% del territorio regionale.
La flora e la fauna vivono principalmente nelle zone di montagna dove, a differenza della pianura, la presenza dell'uomo è meno evidente. Basta una passeggiata lungo i sentieri delle montagne della Lombardia per vedere liberi lupi, stambecchi, cervi, caprioli, camosci, lepri, volpi, tassi, galli forcelli, francolini di monte, ermellini e marmotte.
Inoltre la Lombardia condivide con la Svizzera il sito del Monte San Giorgio, inserito nel patrimonio mondiale dell'umanità per l'eccezionale valore paleontologico dei depositi fossiliferi che si trovano nelle rocce della montagna.

## Cultura
(Alessandro Manzoni, I promessi sposi)

### Letteratura

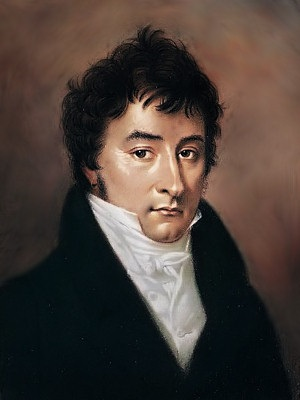
Carlo Porta

I primi testi scritti in lingua lombarda volgare risalgono al XIII secolo. Si tratta principalmente di opere di tipo didascalico-religioso; un esempio è il Sermon Divin di Pietro da Barsegapè, che narra la passione di Cristo. Molto importante è il contributo alla letteratura lombarda di Bonvesin de la Riva, che scrisse, tra le altre opere, il Libro delle Tre Scritture, il De magnalibus urbis Mediolani ("Le meraviglie di Milano"), e un galateo, il De quinquaginta curialitatibus ad mensam ("Cinquanta cortesie da tavola").
Dal XV secolo il prestigio del toscano letterario incominciò a soppiantare l'uso dei volgari settentrionali che erano stati usati, pur influenzati dal volgare fiorentino, anche in ambito cancelleresco e amministrativo. Nonostante ciò, a partire da questo secolo, cominciarono a esserci le prime avvisaglie di una letteratura lombarda vera e propria, con componimenti letterari in lingua lombarda sia nella parte occidentale della regione sia in quella orientale.
Il XVII secolo vide affermarsi anche la figura del drammaturgo Carlo Maria Maggi, che creò, tra l'altro, la maschera milanese di Meneghino. Sempre nel XVII secolo nacquero le prime bosinade, poesie popolari d'occasione scritte su fogli volanti e affisse nelle piazze oppure lette (o anche cantate) in pubblico; ebbero un gran successo e una diffusione capillare fino ai primi decenni del XX secolo. La letteratura milanese nel XVIII secolo ebbe un forte sviluppo: emersero alcuni nomi di rilievo, tra cui il celebre poeta Giuseppe Parini, che scrisse alcuni componimenti in lingua lombarda.
L'inizio del XIX secolo fu dominato dalla figura di Carlo Porta, riconosciuto da molti come il più importante autore della letteratura lombarda, anche inserito tra i più grandi poeti della letteratura nazionale italiana. Con lui si raggiunsero alcune delle più alte vette dell'espressività letteraria in lingua lombarda, che emersero chiaramente in opere come La Ninetta del Verzee, Desgrazzi de Giovannin Bongee, La guerra di pret e Lament del Marchionn de gamb avert. La produzione poetica milanese assunse dimensioni così importanti che nel 1815 lo studioso Francesco Cherubini diede alle stampe un'antologia della letteratura lombarda in quattro volumi, che comprendeva testi scritti dal XVII secolo ai suoi giorni.

### Arte

#### Dalla Preistoria all'epoca classica

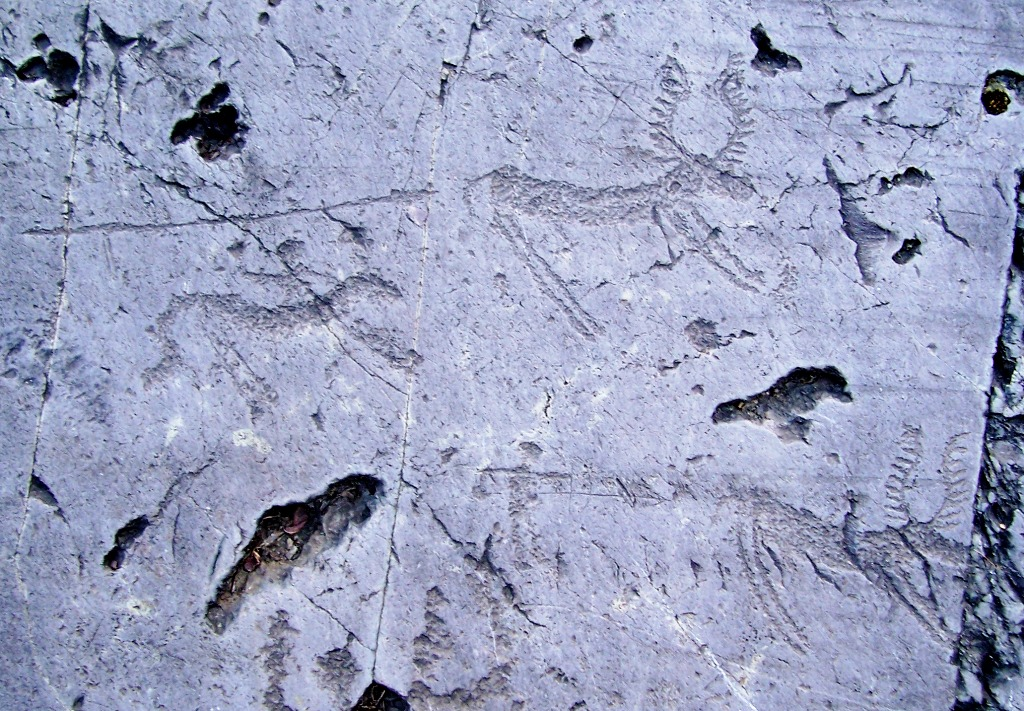
Incisioni rupestri della Val Camonica, in provincia di Brescia: scena di caccia al cervo

Le prime testimonianze artistiche in Lombardia risalgono al periodo Mesolitico quando, alla conclusione della glaciazione Würmiana, ha inizio il ciclo istoriativo delle incisioni rupestri della Val Camonica, che proseguì e si ampliò successivamente nel Neolitico e nell'Età del rame per concludersi solo in epoca romana e medievale. Il ciclo camuno è considerato una delle più importanti testimonianze della preistoria a livello mondiale ed è per questo inserito nella lista dei patrimoni mondiali dell'umanità.
Sono inoltre stati ritrovati ulteriori reperti della presenza di popolazioni preistoriche sul territorio lombardo, anch'essi inseriti nel patrimonio mondiale dell'umanità con il sito seriale degli "Antichi insediamenti sulle Alpi", con diverse località che si trovano in Lombardia.
I Celti hanno lasciato testimonianze sparse per i musei archeologici della regione, mentre la presenza Etrusca è attestata nella zona di Mantova. In seguito alla conquista romana l'evoluzione artistica della regione virò verso gli stilemi dei conquistatori dal periodo tardo repubblicano all'epoca imperiale romana: resti monumentali di quest'epoca storica si possono vedere a Brescia (Brixia) e Milano (Mediolanum).

#### Dalla tarda antichità all'epoca moderna

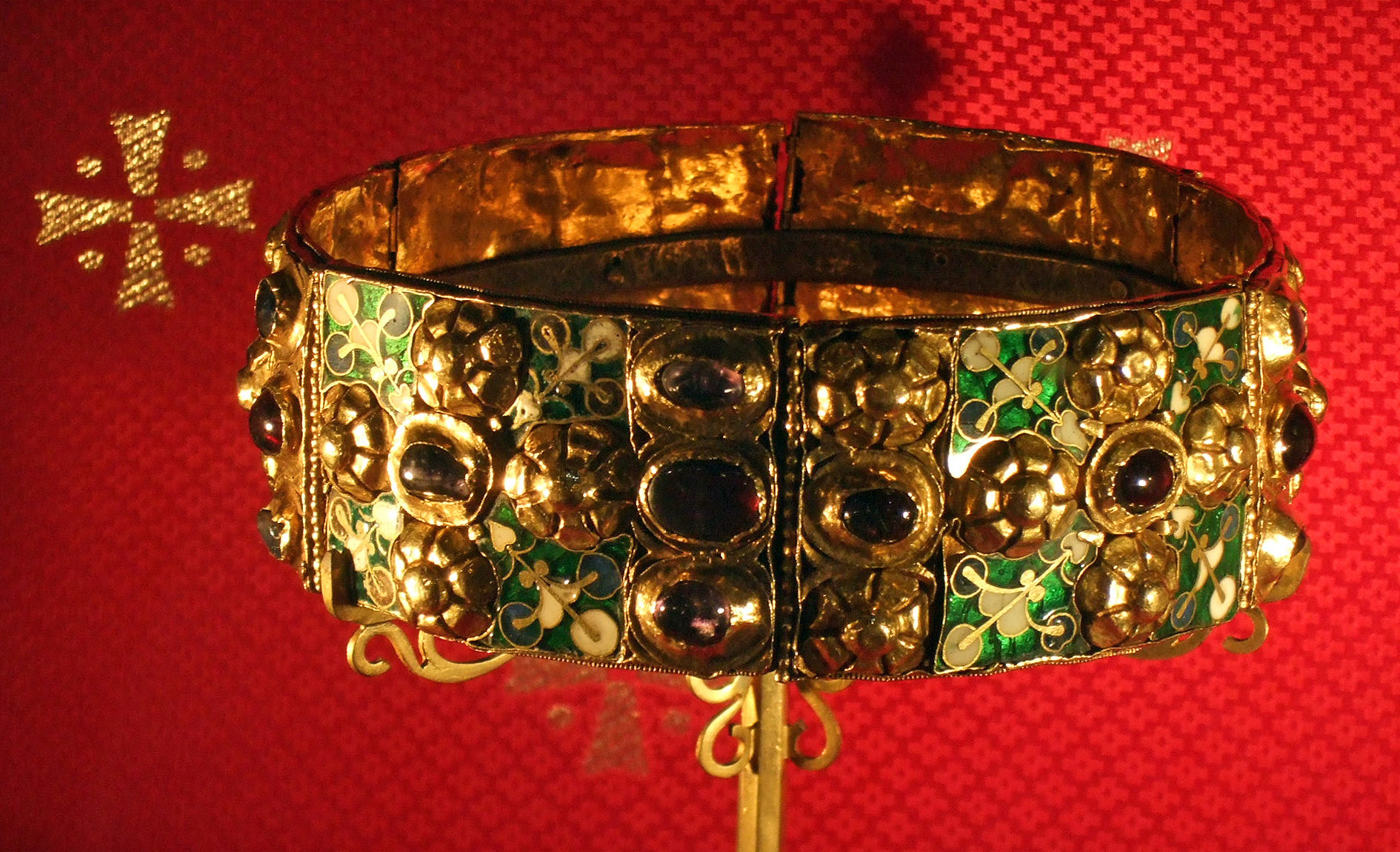
La Corona ferrea, custodita nel Duomo di Monza

Nel periodo tardo antico il territorio lombardo acquisì importanza, con Milano capitale dell'Impero d'Occidente, e di conseguenza aumentò anche la produzione artistica di cui restano testimonianze soprattutto nell'architettura sacra con la costruzione di chiese paleocristiane, in particolare a Milano.
Il successivo periodo altomedievale, coevo e successivo alle invasioni barbariche, sarà di capitale importanza per lo sviluppo dell'arte regionale: gli stilemi dell'arte barbarica introdotti dalle nuove popolazioni portarono infatti un apporto decisivo, fondendosi con modelli tardo antichi (che vengono mantenuti con continuità) nonché grazie a influenze bizantine, per la creazione di un'arte propriamente lombarda. All'uscita dal periodo altomedievale si inizierà infatti a parlare di stili artistici propri della Lombardia come ad esempio per il Romanico lombardo.

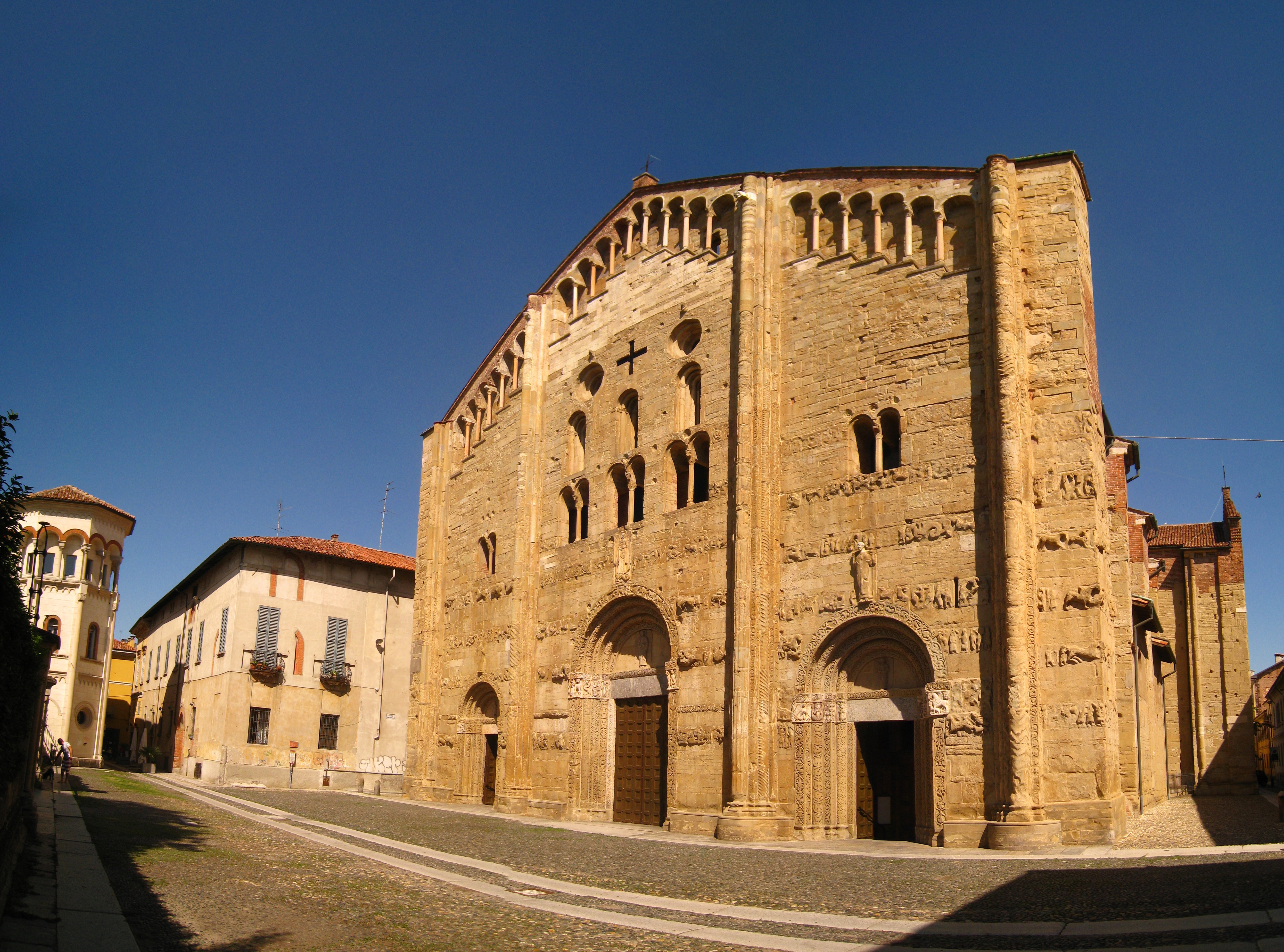
La basilica di San Michele Maggiore a Pavia.

Notevoli esempi dello stile romanico lombardo sono opera dei Maestri comacini, in particolare nelle basiliche di Sant'Ambrogio e di San Michele Maggiore e nelle chiese di Sant'Abbondio e di Santa Maria del Tiglio, nel comasco. L'apporto più importante tra il VI e l'VIII secolo venne dai Longobardi che, occupando buona parte dell'Italia, stabilirono la loro capitale a Pavia e fecero della Lombardia il fulcro del loro regno portando con loro la propria arte, di cui restano sia testimonianze significative (in particolare a Brescia, a Monza, a Pavia e a Castelseprio) sia una sostanziale influenza per gli sviluppi artistici successivi.
Nell'area lombarda il periodo carolingio vede una sostanziale continuità artistica con il precedente periodo longobardo. Alla minore produzione di edifici monumentali propria di questi secoli fanno da contraltare numerosi manufatti minori di grande valore, quali la Croce di Agilulfo, la Croce di Desiderio e l'Evangeliario di Teodolinda. Sempre in Lombardia si conservano anche alcune delle massime espressioni della scultura longobarda, come la Lastra con pavone nel Museo di Santa Giulia a Brescia o il Pluteo di Teodote nei Musei Civici di Pavia. I secoli successivi, come già accennato, furono caratterizzati da stili artistici propri della Lombardia come il Romanico lombardo, il Gotico lombardo, il Rinascimento lombardo e il Seicento lombardo. Non vanno infine dimenticati, soprattutto durante il rinascimento, gli apporti e gli stimoli lasciati nell'arte locale da alcuni grandi maestri del rinascimento che operarono a Milano presso la corte sfrozesca, come il Filarete, Donato Bramante e Leonardo da Vinci e a Mantova presso i Gonzaga, come Andrea Mantegna e Giulio Romano.

#### Età contemporanea

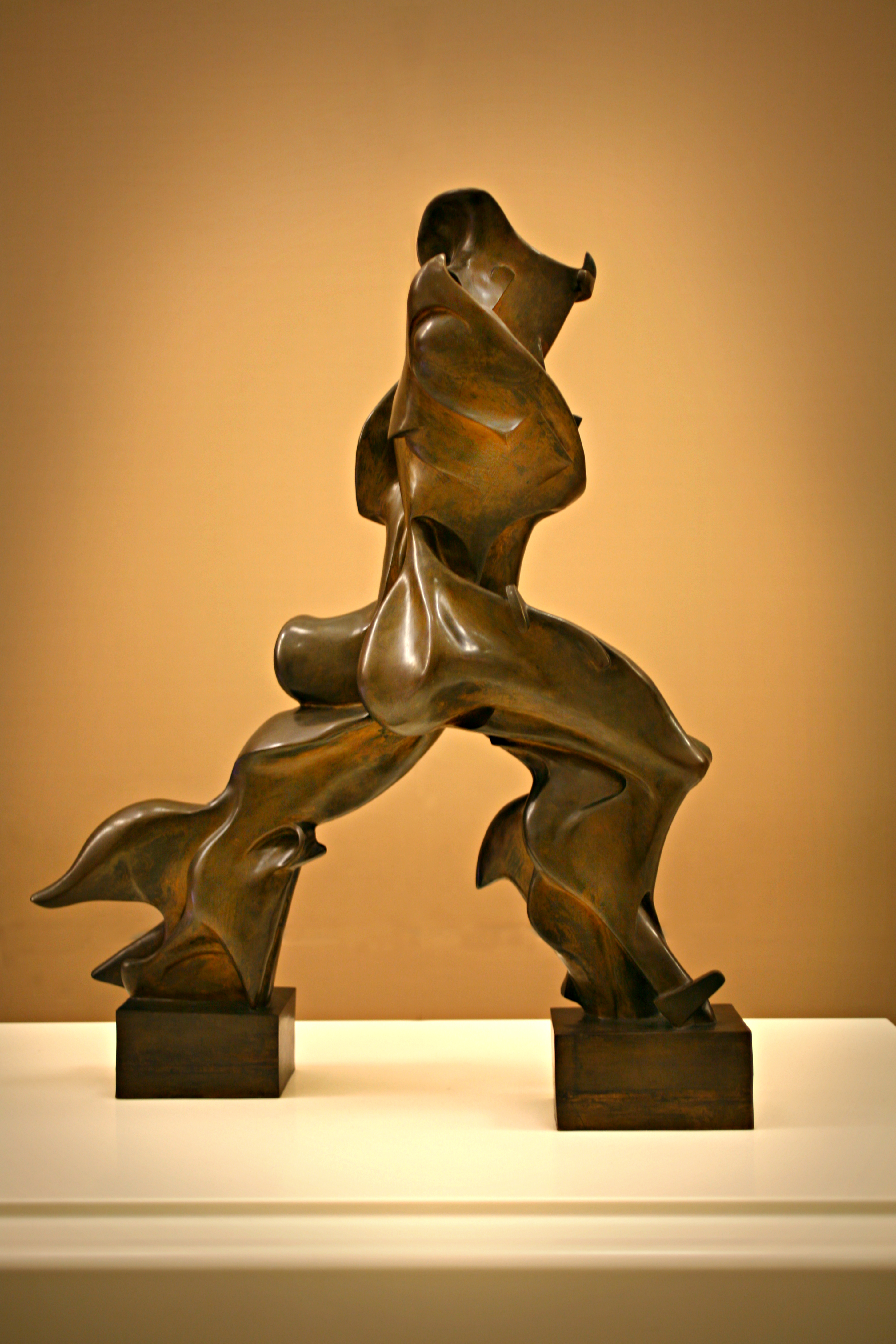
Umberto Boccioni, Forme uniche della continuità nello spazio, esemplare del 1949 esposto al Museo del Novecento di Milano

Nel febbraio 1910 i pittori Umberto Boccioni, Carlo Carrà, Giacomo Balla, Gino Severini e Luigi Russolo firmarono a Milano il Manifesto dei pittori futuristi e nell'aprile dello stesso anno il Manifesto tecnico della pittura futurista, che contribuirono, insieme con altri manifesti firmati in altre città italiane, a fondare il movimento artistico del Futurismo. Alla morte di Umberto Boccioni nel 1916, Carrà e Severini si ritrovarono in una fase di evoluzione verso la pittura cubista, di conseguenza il gruppo milanese si sciolse spostando la sede del movimento da Milano a Roma, con la conseguente nascita del "secondo Futurismo".
La Lombardia ha dato i natali a un altro importante movimento artistico del XX secolo, il Novecento, che nacque a Milano alla fine del 1922. Venne incominciato da un gruppo di artisti composto da Mario Sironi, Achille Funi, Leonardo Dudreville, Anselmo Bucci, Emilio Malerba, Pietro Marussig e Ubaldo Oppi che, alla Galleria Pesaro di Milano, si unirono nel nuovo movimento battezzato Novecento dal Bucci. Questi artisti, che si sentivano traduttori dello spirito del Novecento, provenivano da esperienze e correnti artistiche differenti, ma legate da un senso comune di "ritorno all'ordine" nell'arte dopo le sperimentazioni avanguardistiche soprattutto del Futurismo: in tale senso questo movimento artistico adottò anche la denominazione di Neoclassicismo semplificato. Il movimento Novecento si manifestò anche in letteratura con Massimo Bontempelli e soprattutto in architettura con i celebri architetti Giovanni Muzio, Giò Ponti, Paolo Mezzanotte e altri. Alcune delle opere dei maggiori artisti lombardi del XX secolo sono esposte al Museo del Novecento a Milano.

## Tradizioni

### Tradizioni e folclore

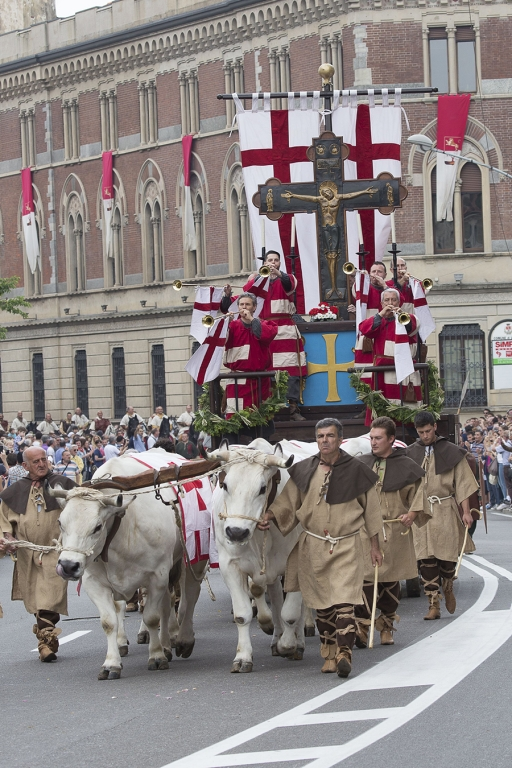
Il Carroccio durante la sfilata storica del Palio di Legnano 2015, nella città metropolitana di Milano

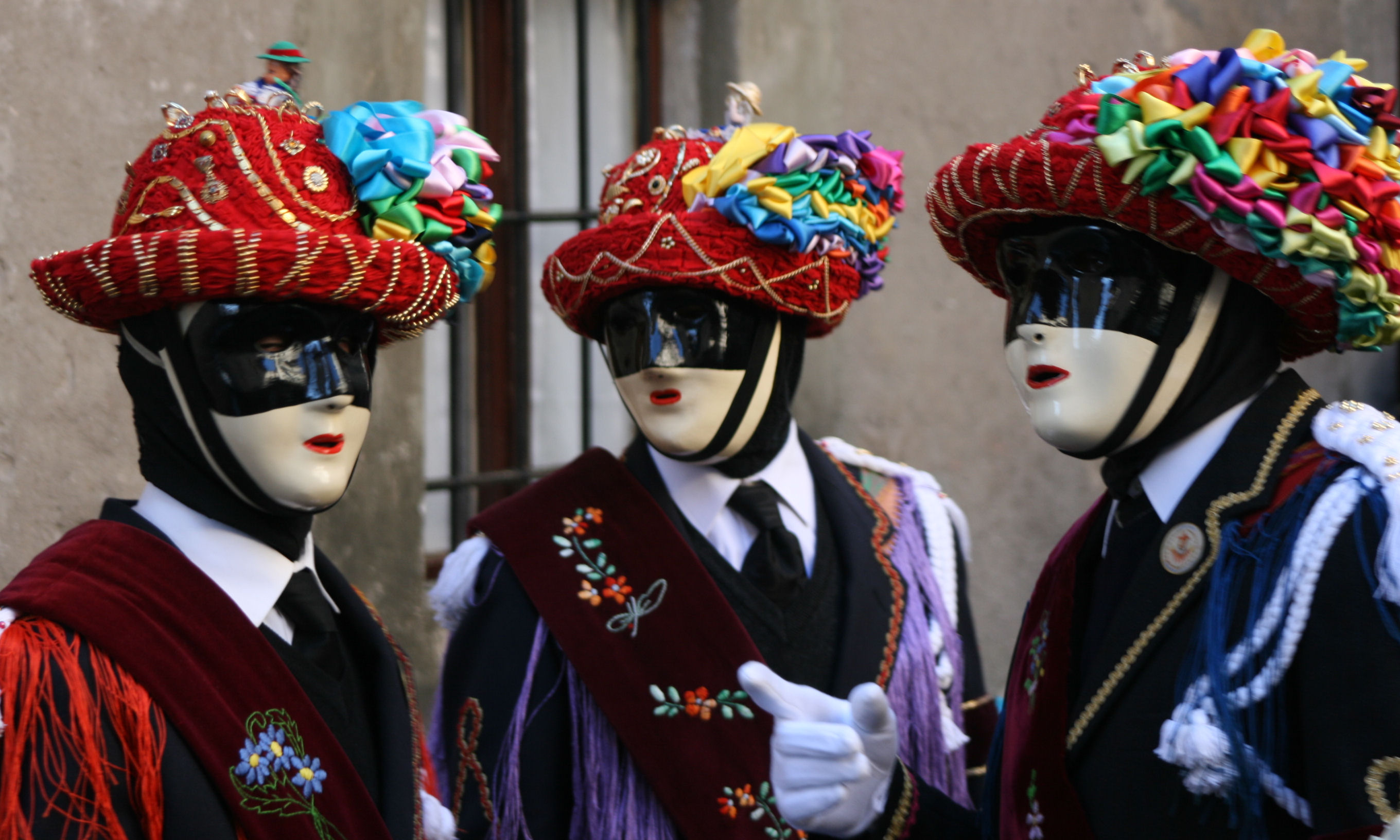
Tipiche maschere del Carnevale di Bagolino, in provincia di Brescia

Le feste e gli incontri tradizionali in Lombardia sono molto numerosi: città e paesi propongono infatti calendari ricchi di manifestazioni, alcune delle quali di origine antichissima.
La fiera degli Oh Bej! Oh Bej! si tiene a Milano il 7 e l'8 dicembre di ogni anno e ricorda la nomina di Sant'Ambrogio a vescovo della città.
Il Carnevale Ambrosiano si celebra nell'arcidiocesi di Milano e nei territori di alcune delle diocesi vicine. Dura fino al primo sabato di quaresima.
Il carnevale di Bagolino, di antichissima tradizione, si celebra a Bagolino, antico borgo che conserva le caratteristiche architettoniche medievali e situato nella Valle del Caffaro, in provincia di Brescia.
Il palio di Legnano si tiene nell'omonima città e nella città metropolitana di Milano, l'ultima domenica di maggio. Esso è la rievocazione storica con cui si celebra la vittoria del Lega Lombarda sull'imperatore Federico Barbarossa nella battaglia di Legnano del 29 maggio 1176. L'evento prevede un corteo storico tra le vie della città e infine una corsa ippica tra le otto contrade in cui è divisa Legnano.
La rievocazione storica del giuramento di Pontida si tiene a Pontida, in provincia di Bergamo, il 7 marzo e si ricorda il leggendario giuramento della Lega Lombarda che avrebbe dovuto essere il preludio della vittoriosa guerra dei comuni lombardi contro il Barbarossa.

### Cucina

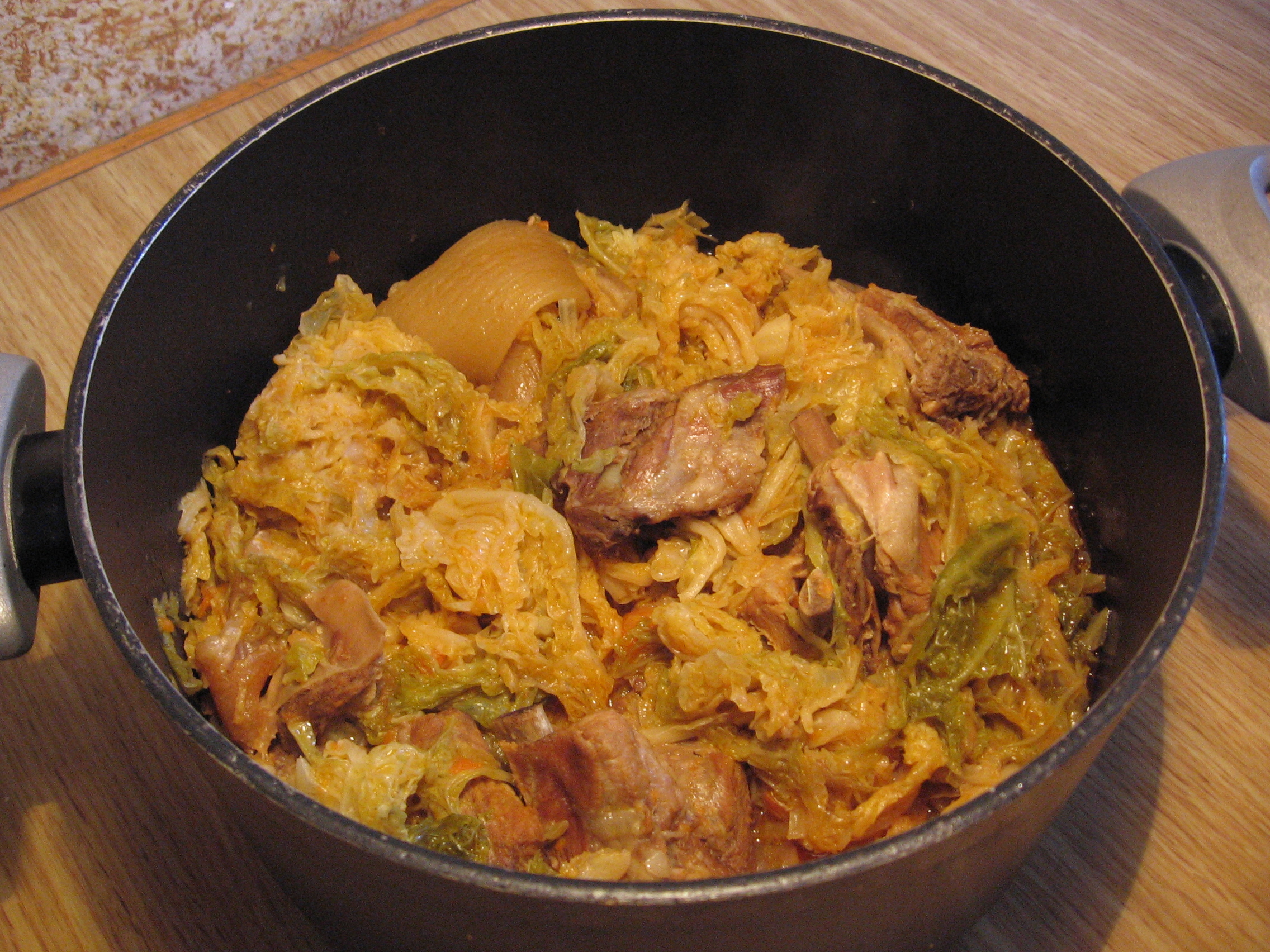
Una pentola di Cassœula. È una pietanza tipica della tradizione popolare, piatto forte di numerose sagre lombarde, sia invernali sia estive

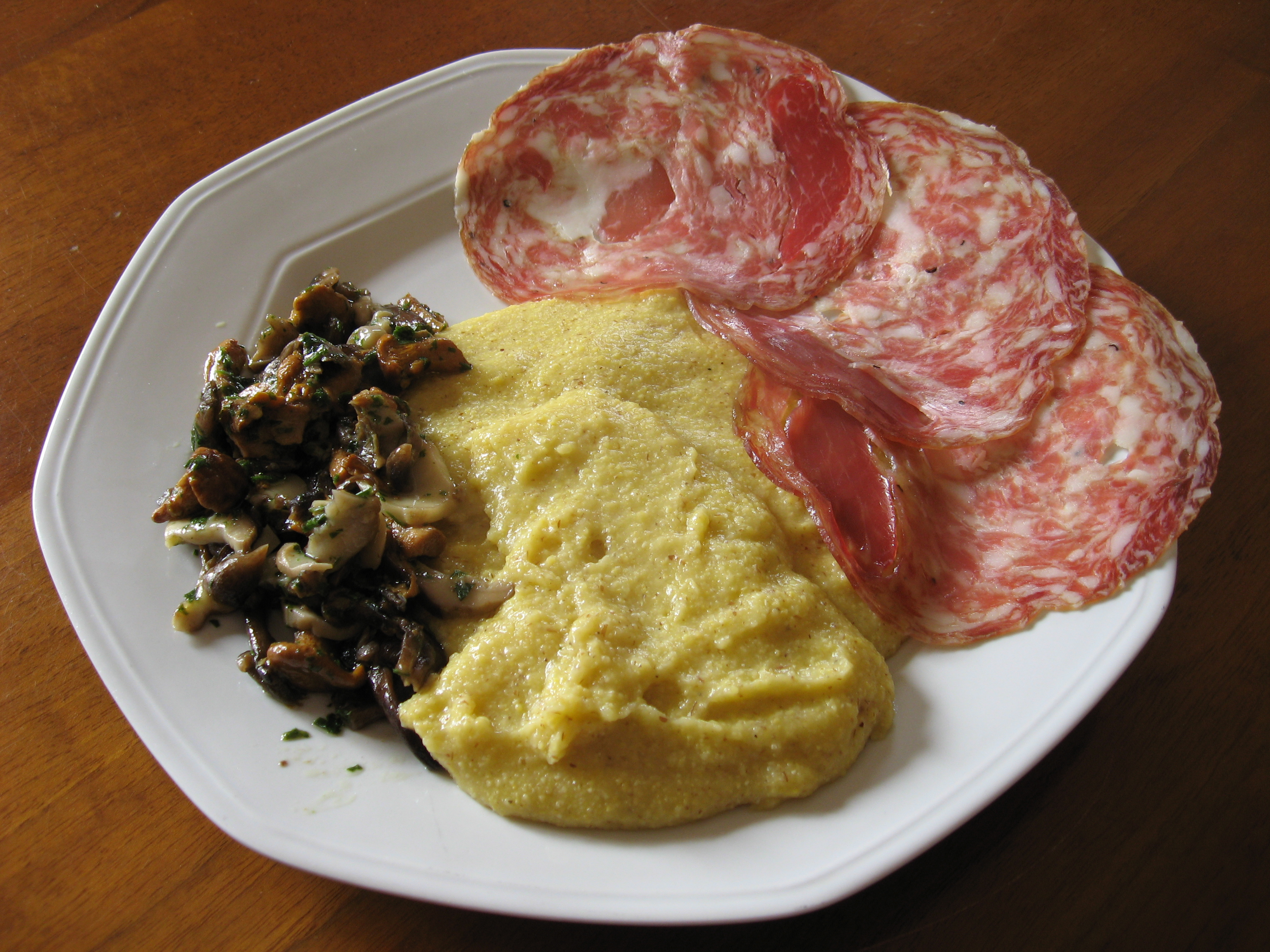
La polenta, uno dei piatti tipici della Lombardia

Per via delle diverse vicende storiche delle sue province e della varietà del suo territorio, la cucina lombarda presenta una tradizione culinaria molto variegata: se per i primi piatti la cucina lombarda spazia da risotti, a zuppe e pasta ripiena, in brodo o meno, a una variegata scelta di secondi piatti di carne si aggiungono piatti di pesce della tradizione dei numerosi laghi e fiumi lombardi.
In linea generale, la cucina delle varie provincie lombarde può essere accomunata dai seguenti tratti: prevalenza del riso e della pasta ripiena sulla pasta secca, del burro a posto dell'olio di oliva per la cottura, pietanze a cottura prolungata, così come il diffuso utilizzo di carne di maiale, latte e derivati, e di preparazioni a base di uova; a cui viene aggiunto il consumo di polenta, comune però a tutto il Nord Italia.
I prodotti enogastronomici dell'area lombarda spaziano dai salumi come la bresaola della Valtellina, il salame Milano, il salame di Varzi, i formaggi Grana Padano, gorgonzola e la crescenza, e i vini Franciacorta, quelli dell'Oltrepò Pavese e i rossi della Valtellina. Legate all'antica tradizione contadina lombarda sono la Cassœula (uno stufato di maiale e verze) e la busecca (trippa alla milanese).
Piatto simbolo della Lombardia è il risotto, annoverato fra i simboli della cucina italiana. Altri piatti tradizionali sono la cotoletta alla milanese, le varie versioni della polenta, la selvaggina, i brodi e le zuppe, così come il panettone, la mostarda, la colomba pasquale e il torrone. La grande diffusione di molti di questi prodotti li ha resi tipici della cultura enogastronomica italiana oltre che di quella lombarda.
Ogni paese lombardo ha sviluppato, nel corso del tempo, piatti tradizionali, legati soprattutto alla vita contadina e al frutto dei campi. Prodotti tipici e ricette tradizionali vengono oggi riscoperti e valorizzati sia dai singoli paesi sia dai più noti cuochi contemporanei.
Milano

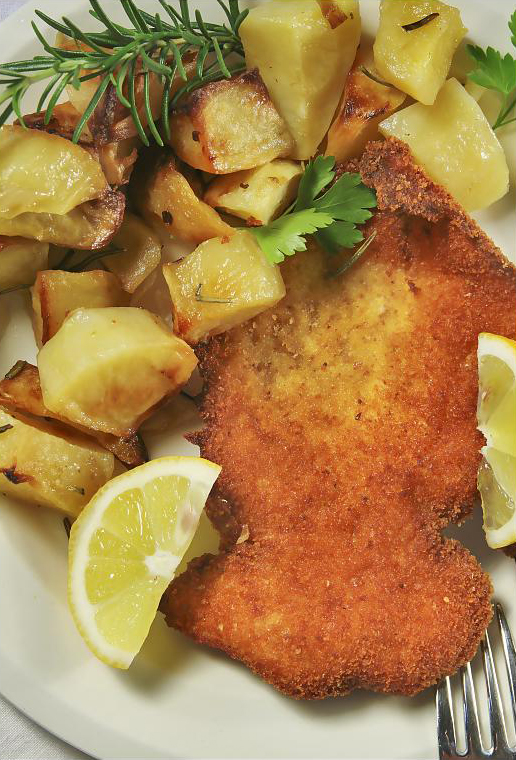
La cotoletta alla milanese

Le specialità più note della città sono il risotto alla milanese (che spesso funge da accompagnamento all'ossobuco alla milanese), la cotoletta alla milanese e il salame Milano. Dolce tipici di Milano sono il panettone e la colomba.
Bergamo
Tra i primi piatti bergamaschi ricordiamo i casoncelli, gli scarpinocc di Parre e le foiade, pasta simile a lasagnette condite in vari modi. I secondi piatti sono spesso associati alla polenta, di volta in volta accompagnata da altri prodotti come la salsiccia, gli uccelli, il formaggio e le verdure. Ottimi i vini prodotti tra Almenno San Salvatore e Sarnico.
Brescia
Tipiche della provincia di Brescia sono la polenta e osei (polenta con uccelli), lo spiedo bresciano, il Manzo all'Olio di Rovato, la Tinca al forno e le minestre, come la zuppa di mariconde, preparate con farina e mollica di pane, la zuppa con i brofadei, cubetti di farina e granoturco e la minestra con i casoncelli. Per quanto riguarda i vini, sono noti soprattutto quelli della Franciacorta e della zona del lago di Garda (in primis Lugana e Chiaretto della Valtenesi), il cocktail pirlo e il tipico dolce natalizio, il Bossolà.
Como e Lecco
La gastronomia delle zone lacustri è basata essenzialmente sui pesci d'acqua dolce come gli agoni essiccati ("missoltini"), anche se non mancano piatti di origine montanara preparati utilizzando selvaggina e polenta. Tipica del comasco è la polenta concia (polenta con formaggio fuso e burro). In queste zone sono prodotti i vini IGT delle Terre Lariane.
Cremona
Luogo caratterizzato dalla produzione del torrone e della mostarda, ma nella sua tradizione gastronomica compare anche della pasta ripiena, i marubini, che possono essere serviti in brodo o asciutti.
Lodi
Nel lodigiano si produce il vino San Colombano. Frittate, zuppe, risotti e insaccati di maiale rappresentano le specialità della gastronomia lodigiana, che è caratterizzata da numerose ricette tipiche che si basano sull'impiego dei formaggi locali e soprattutto del burro.
Mantova
La cucina mantovana è nota per i tortelli di zucca, il riso alla pilota (con la salamella di maiale), la torta sbrisolona e il vino Lambrusco Mantovano.
Monza
La cucina monzese-brianzola è legata alla tradizione contadina della Brianza. La luganega (salsiccia monzese) viene utilizzata soprattutto nel risotto alla monzese (risotto allo zafferano con salsiccia e vino rosso), e la torta paesana o torta di latte (al cioccolato con uvette e pinoli).
Pavia
Il piatto più famoso di questa città è la zuppa alla pavese, che è preparata con brodo, uova, carne e formaggio. Sono molto apprezzate anche le rane, che vengono preparate nel risotto (la provincia di Pavia con i suoi oltre 85.000 ettari di risaia è la prima in Italia e in Europa per la produzione di riso), in umido o fritte. Tipico della zona è anche il risotto alla Certosina, legato ai monaci della Certosa di Pavia, e il risotto con pasta di salame e bonarda. La provincia è nota anche per gli insaccati, ricordiamo il salame di Varzi e per i vini dell'Oltrepò Pavese. Altri piatti tipici sono lo stufato alla pavese e gli agnolotti pavesi. Un dolce tipico di Pavia è la torta Paradiso.
Sondrio

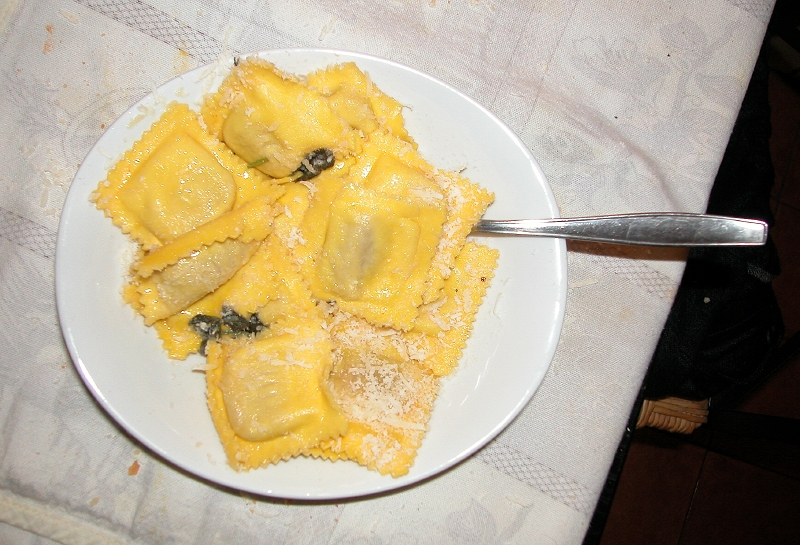
Tortelli di zucca

La cucina di Sondrio è nota per i pizzoccheri, spesse, larghe e corte tagliatelle di grano saraceno e grano duro servite con burro sferzato all'aglio, casera, bitto, patate e per quanto riguarda le verdure influisce molto la zona di residenza e la stagionalità dei prodotti (la scelta resta principalmente tra verze, bietole o fagiolini).
La bresaola della Valtellina, insieme alla brisaola chiavennasca è tra i salumi più noti a livello nazionale. Tipica della Valtellina è la salsiccia "cacciatore", che si distingue per una forma rigonfia e per una stagionatura molto breve.
Ricorre con frequenza l'uso della polenta, con la particolare variante della polenta in fiur, una polenta a base di grano saraceno cotta con la panna e insaporita con formaggio magro.
Tra i vini prodotti lo sforzato della Valtellina e il Valtellina Superiore (nelle sottozone Inferno, Sassella, Grumello, Margella e Valgella), entrambi ottenuti da uva Nebbiolo.
Tra i piatti tipici vi sono i taroz, gli sciatt, i chiscioi e i pizzocheri bianchi della Val Chiavenna.
Varese
In questa zona, grazie alla vicinanza dei laghi, sono diffusi soprattutto piatti a base di pesce, come il risotto con il pesce persico o con l'anguilla di lago. Un altro piatto tipico sono i bruscitti, a base di carne di manzo, con semi di finocchio e vino rosso, che sono diffusi anche nell'Altomilanese e nel Piemonte orientale (Verbano-Cusio-Ossola).

## Sport

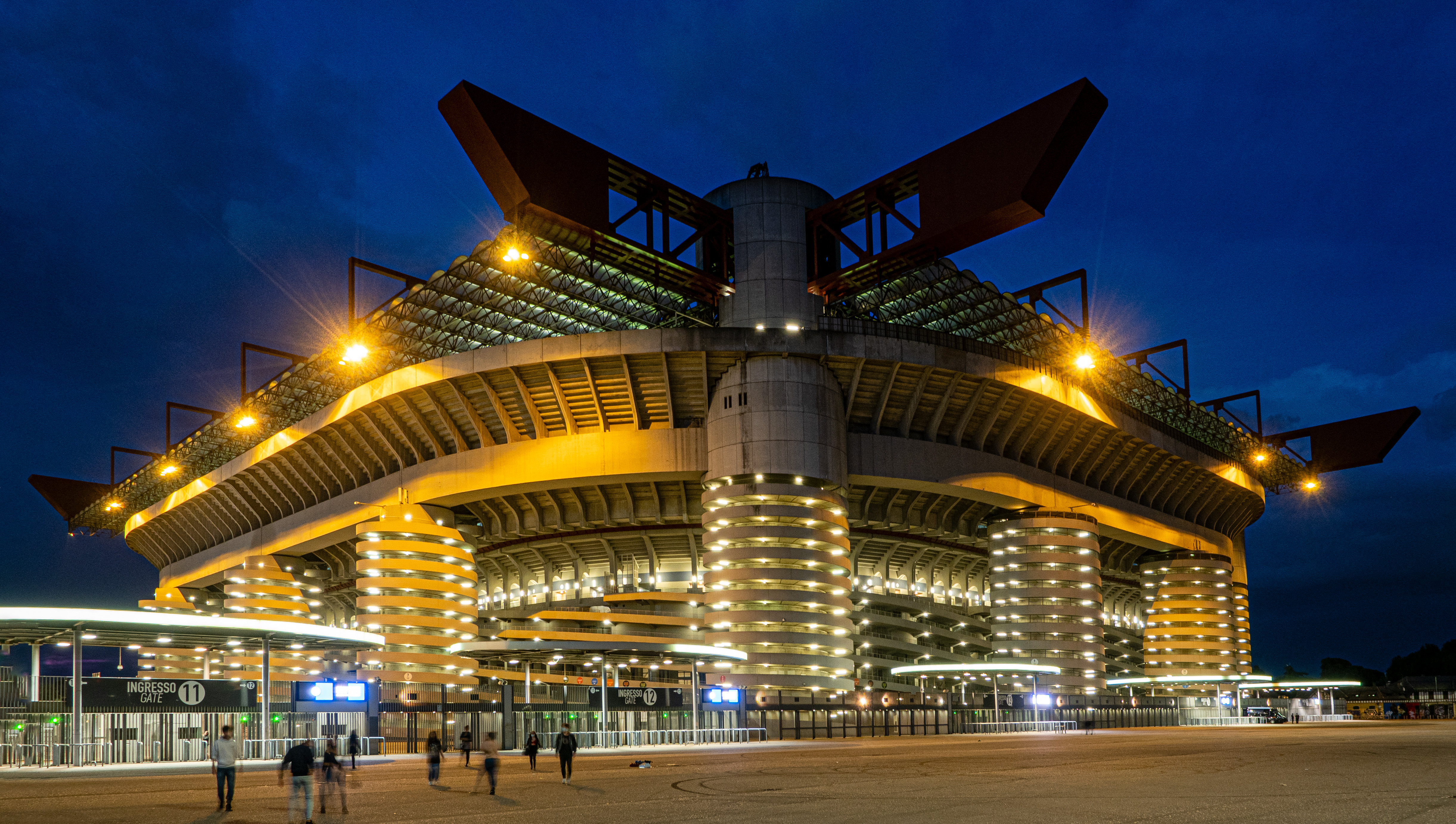
Lo stadio Giuseppe Meazza di Milano, che ospita le partite casalinghe dell'Inter e del Milan

La Lombardia è una regione molto attiva dal punto di vista sportivo. Alla capillare presenza di impianti sportivi sul suo territorio, si accompagna anche la rilevanza a livello nazionale e internazionale di molte società sportive.
Alcune squadre lombarde sono tra le più titolate al mondo nel calcio e nella pallacanestro (Inter, Milan, Atalanta, Olimpia Milano, Pallacanestro Varese, Pallacanestro Brescia, Pallacanestro Cantù). Le società sportive professionistiche sono 22: diciassette nel calcio e cinque nella pallacanestro.

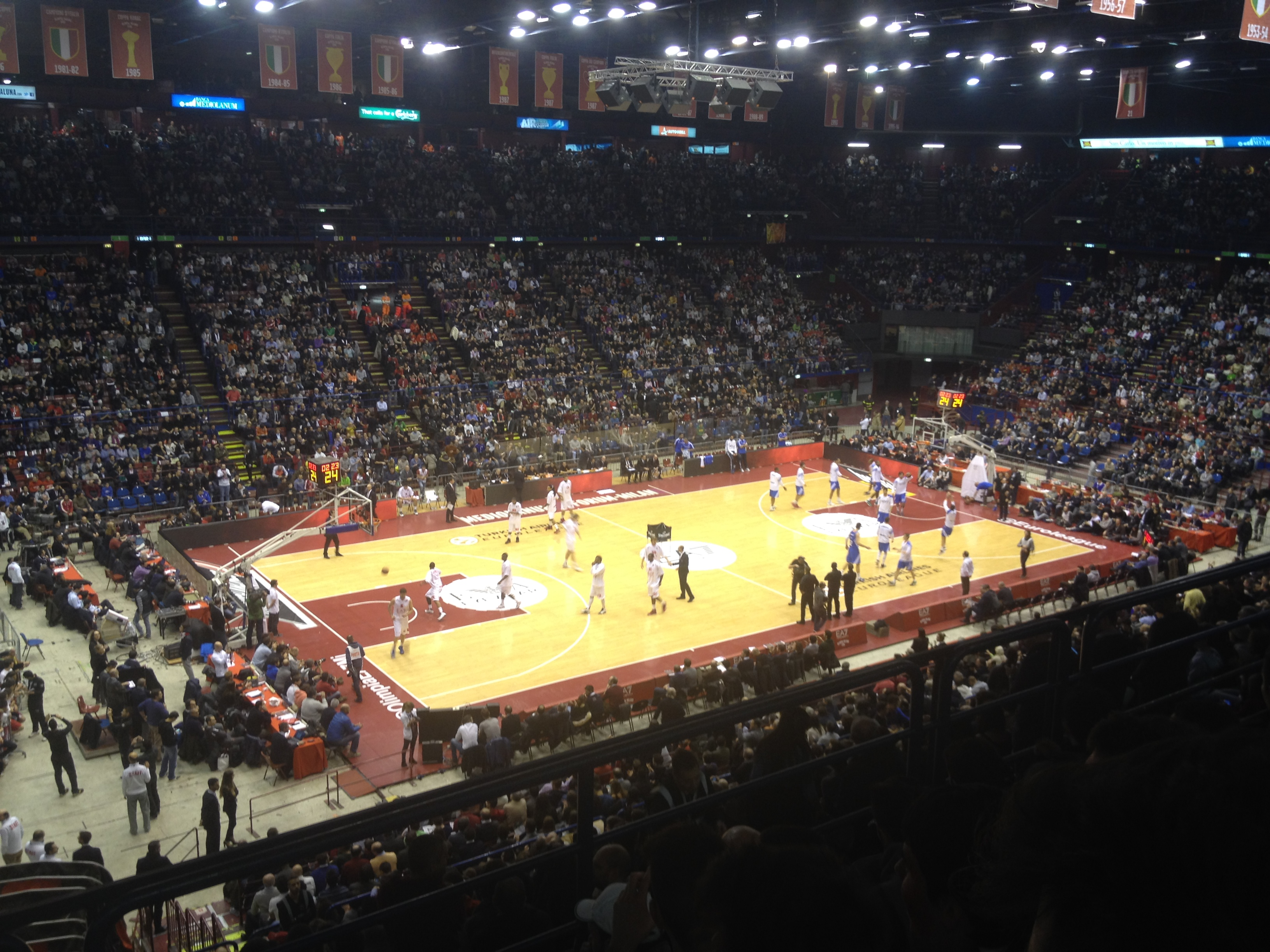
Il Forum di Milano, che ospita le partite casalinghe dell'Olimpia Milano

Numerose discipline sportive sono praticate a livello nazionale e internazionale, come il ciclismo (la regione ha ospitato i campionati del mondo di ciclismo su strada 2008 a Varese), il Campionato mondiale di Formula 1 (il Gran Premio d'Italia, che si disputa all'autodromo nazionale di Monza dal 1950, eccetto il 1980, quando si è corso a Imola), il rugby, l'hockey su ghiaccio, la pallavolo e la pallanuoto. Inoltre in Lombardia viene anche disputato il Torneo di Milano di tennis. Anche la ginnastica artistica è molto praticata (in Lombardia è presente una palestra federale, che ha partecipato alle Olimpiadi). Nel 2007 la regione ha ospitato i campionati mondiali di handbike a Parabiago (MI).

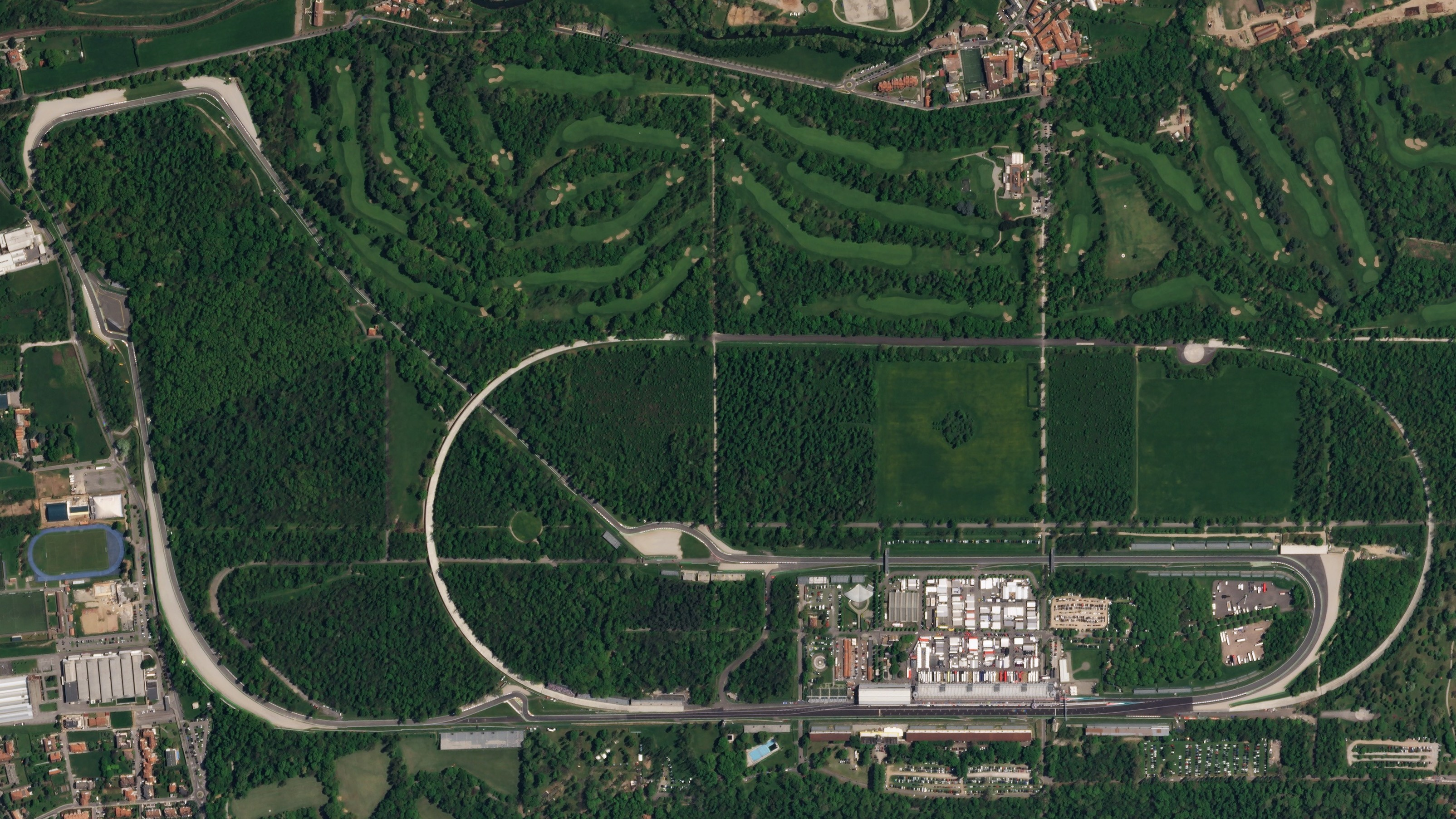
Vista satellitare dell'autodromo nazionale di Monza

Diffuso e praticato è lo sci alpino nelle numerose stazioni sciistiche della regione, quali Bormio, Livigno, Foppolo, Madesimo, Ponte di Legno, Aprica, Colere, Selvino, Chiesa Valmalenco, Santa Caterina Valfurva.
Ogni anno a Bormio si tiene la discesa libera sulla pista Stelvio valida come prova di Coppa del Mondo di Sci alpino.
Da punto di vista ciclistico vi si tiene annualmente il Giro di Lombardia e il Trittico Lombardo e vengono ospitate spesso tappe del Giro d'Italia che tradizionalmente (salvo eccezioni) si chiude con una passerella milanese.

## Grattacieli in Lombardia

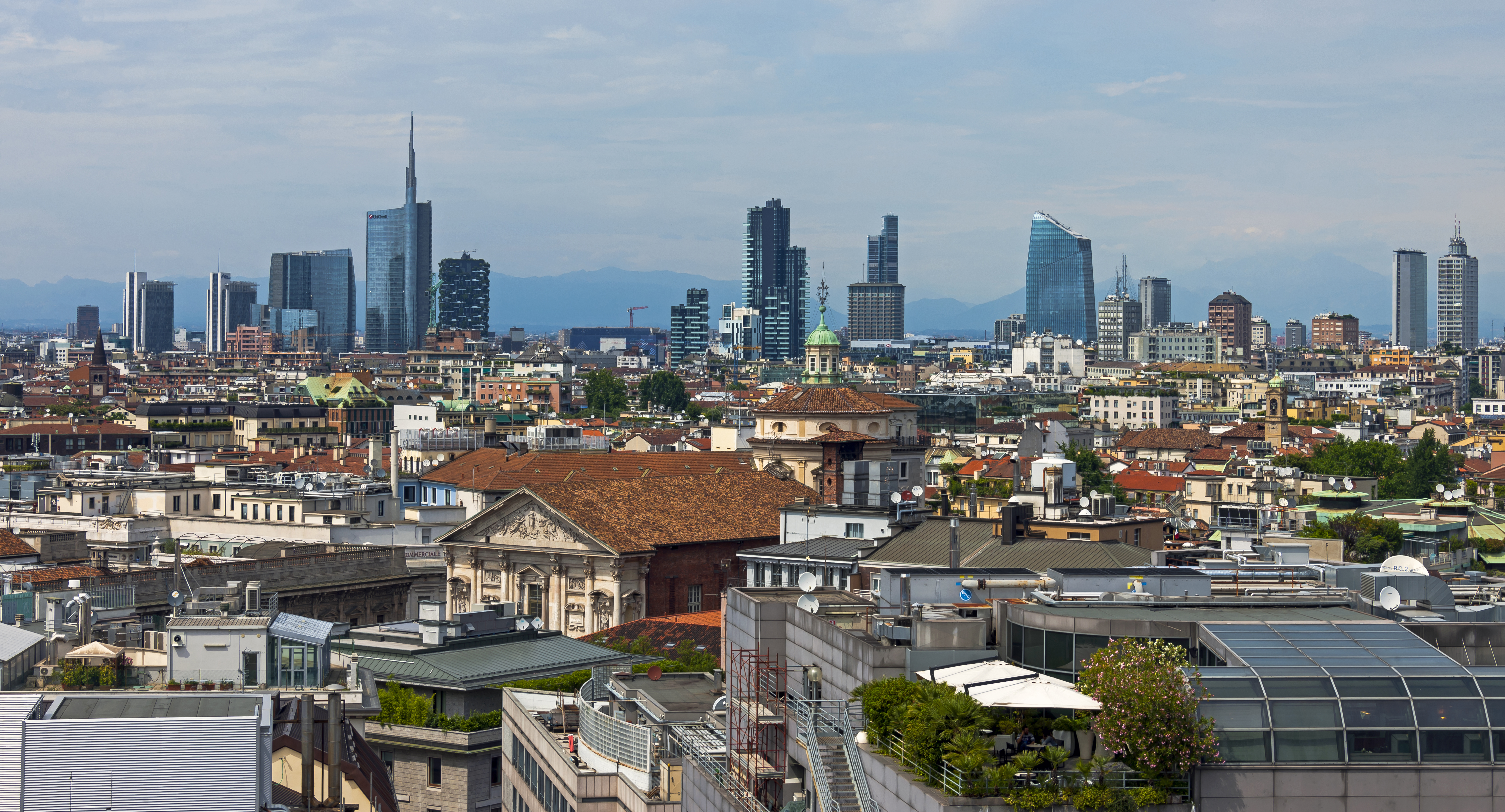
Skyline del distretto di Porta Nuova a Milano

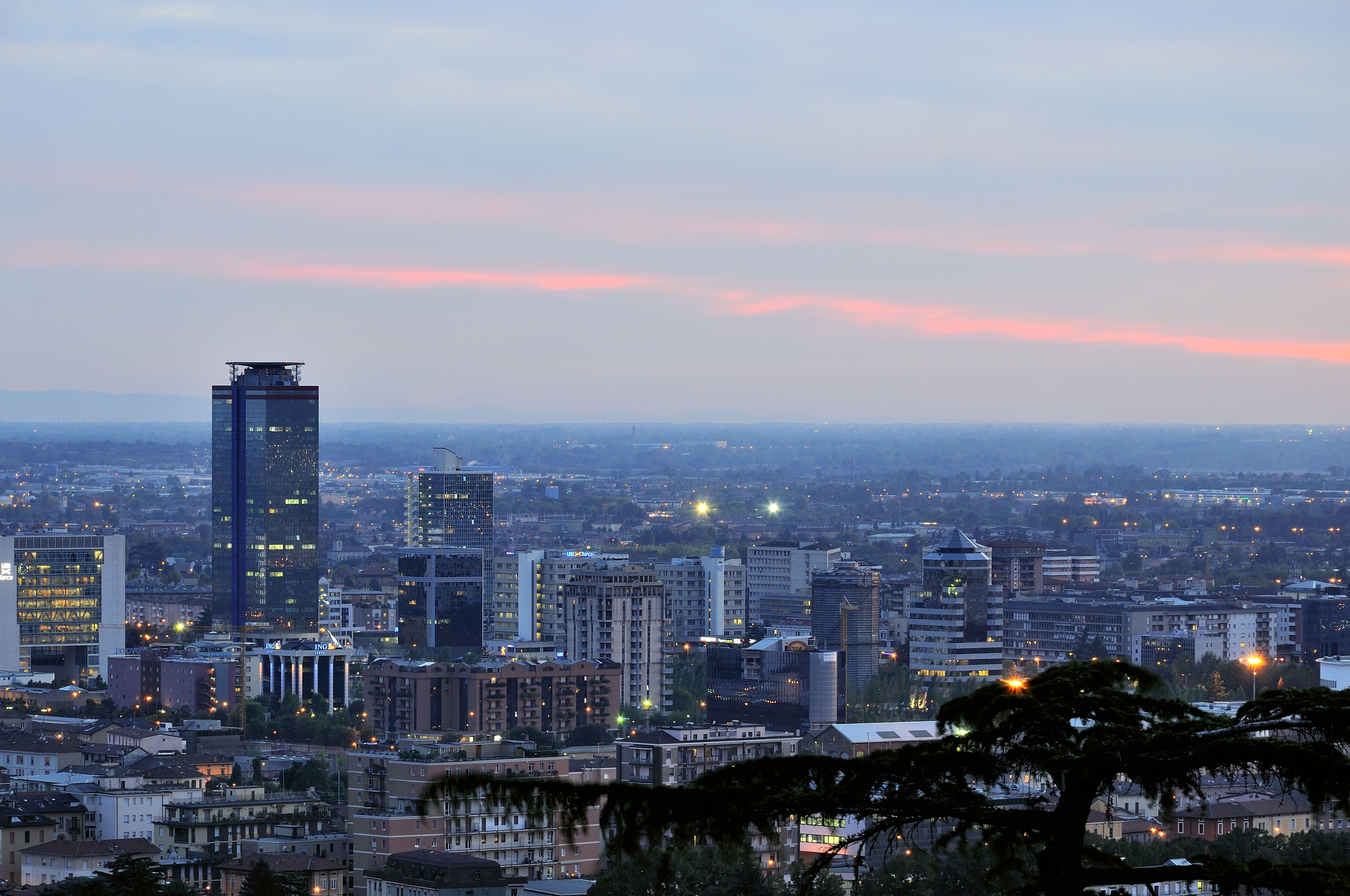
Skyline di Brescia Due, centro direzionale di Brescia.

Le città di Milano e Brescia sono luoghi che storicamente più si sono sviluppati in verticale. Il primo grattacielo d'Italia, il Torrione INA, è stato inaugurato a Brescia nel 1932 e all'epoca della sua costruzione era il grattacielo in cemento armato più alto d'Europa. Nel 1960 fu completato a Milano il Grattacielo Pirelli, divenuto ben presto uno dei simboli dell'architettura italiana del XX secolo e detentore per 35 anni del primato di grattacielo più alto d'Italia. Ad oggi, la Torre Unicredit con i suoi 231 metri di altezza alla guglia è il grattacielo più alto d'Italia.
| Grattacielo                 | Altezza | Città   |
| --------------------------- | ------- | ------- |
| Torre Unicredit             | 231 m   | Milano  |
| Torre Isozaki               | 209 m   | Milano  |
| Torre Generali              | 192 m   | Milano  |
| Torre Pwc                   | 175 m   | Milano  |
| Palazzo Lombardia           | 161 m   | Milano  |
| Torre Solaria               | 143 m   | Milano  |
| Torre Diamante              | 140 m   | Milano  |
| Grattacielo Pirelli         | 127 m   | Milano  |
| Torre UnipolSai             | 125 m   | Milano  |
| Torre Gioia 22              | 121 m   | Milano  |
| Torre Breda                 | 117 m   | Milano  |
| Bosco Verticale Torre E     | 112 m   | Milano  |
| Crystal Palace              | 110 m   | Brescia |
| Torre Galfa                 | 109 m   | Milano  |
| Torre Velasca               | 106 m   | Milano  |
| Torre Hines - Cesar Pelli B | 105 m   | Milano  |
| Torre Garibaldi A           | 100 m   | Milano  |
| Torre Garibaldi B           | 100 m   | Milano  |
| Torre Unicredit B           | 100 m   | Milano  |
| Torre Aria                  | 100 m   | Milano  |

### Esplicative
1. 1 2 3 4  Condiviso con il Piemonte.
2. 1 2  Considerando l'intero asse fluviale Sarca/Mincio, condiviso con Trentino-Alto Adige e Veneto.
3. ↑  Condiviso con l'Emilia-Romagna.
4. ↑  Condiviso con la Svizzera.
5. ↑  Considerando l'intero bacino fluviale Sarca/Mincio.
6. ↑  Condiviso con il Trentino-Alto Adige.
7. ↑  Portata misurata a Rho.
8. ↑  Uniche limitate eccezioni sono la Val di Lei e la Val di Livigno, che appartengono ai bacini del Reno la prima e del Danubio la seconda.
9. ↑  Parchi del comprensorio: Parco nazionale delle incisioni rupestri di Naquane (Capo di Ponte); Parco archeologico comunale di Seradina-Bedolina (Capo di Ponte); Parco Archeologico Nazionale dei Massi di Cemmo (Capo di Ponte); Riserva naturale Incisioni rupestri di Ceto, Cimbergo e Paspardo (Capo di Ponte, Ceto, Cimbergo e Paspardo); Parco Comunale di Luine di Darfo-Boario Terme (Darfo Boario Terme); Parco archeologico di Asinino-Anvòia (Ossimo); Parco comunale di Sellero (Sellero); Parco Pluritematico "Coren de le Fate" (Sonico).
10. ↑  Patrimonio composto da sette diverse località, condiviso tra Friuli-Venezia Giulia (Cividale del Friuli), Lombardia (Brescia e Castelseprio), Umbria (Spoleto e Campello sul Clitunno), Campania (Benevento) e Puglia (Monte Sant'Angelo)
11. ↑  Patrimonio composto da 111 diversi siti, sparsi lungo tutto l'arco alpino negli stati di Austria, Francia, Germania, Italia, Slovenia e Svizzera; per quanto riguarda l'Italia i siti si trovano nelle regioni Friuli-Venezia Giulia, Lombardia, Piemonte, Trentino-Alto Adige, Veneto. Insediamenti lombardi del comprensorio: Lavagnone (Lonato del Garda e Desenzano del Garda); San Sivino, Gabbiano (Manerba del Garda); San Sivino, Gabbiano (Manerba del Garda); Lucone (Polpenazze del Garda); Lugana Vecchia (Sirmione); Lagazzi del Vho (Piadena); Bande - Corte Carpani (Cavriana); Castellaro Lagusello (Monzambano); Isolino Virginia-Camilla-Isola di San Biagio (Biandronno); Bodio centrale o delle Monete (Bodio Lomnago); Il Sabbione o settentrionale (Cadrezzate).
12. ↑  Bisogna comunque sottolineare come in origine il toponimo "Langobardia" indicasse un territorio decisamente più ampio dell'attuale regione: alla fine del periodo longobardo la Langobardia Maior era costituita da gran parte dell'Italia del Nord, escluse la Romagna, Venezia, il Trentino e parte del Piemonte occidentale. Ancora nell'XI secolo il territorio in cui si sviluppò il Romanico Lombardo era costituito dall'attuale Lombardia, dall'Emilia e da porzioni del Veneto e del Piemonte.

### Bibliografiche
1. ↑  Operativa dal 1970.
2. ↑   Altitudine media, su it.db-city.com. URL consultato il 14 aprile 2022 (archiviato il 7 settembre 2020).
3. 1 2   Dato ISTAT. - Popolazione residente al 31 maggio 2025 (dato provvisorio).
4. ↑   tuttitalia.it,  https://www.tuttitalia.it/lombardia/.
5. ↑   Istituto nazionale di statistica, CODICI STATISTICI DELLE UNITÀ AMMINISTRATIVE TERRITORIALI: COMUNI, CITTÀ METROPOLITANE, PROVINCE E REGIONI (XLS), su istat.it, 30 giugno 2023. URL consultato il 23 settembre 2023.
6. ↑  (EN) UNESCO Interactive Atlas of the World's Languages in Danger, su unesco.org. URL consultato il 30 novembre 2020 (archiviato il 29 maggio 2018).
«Location(s): the region of Lombardy (except the southernmost border areas) and the Novara province in Piedmont, Italy; Ticino Canton and the Mesolcina District and two districts south of St. Moritz in Graubünden (Grigioni), Switzerland»
7. ↑  (EN) UNESCO Interactive Atlas of the World's Languages in Danger, su unesco.org. URL consultato il 30 novembre 2020 (archiviato il 17 dicembre 2020).
«Location(s): Pavia, Voghera, and Mantua, and in Lunigiana district in Tuscany»
8. ↑   Sant'Ambrogio Patrono della Lombardia. (PDF), su archivio.diocesidicremona.it. URL consultato il 30 novembre 2017 (archiviato dall'url originale il 22 settembre 2017).
9. 1 2 3  (EN) Regional GDP per capita ranged from 31% to 626% of the EU average in 201, su ec.europa.eu. URL consultato l'11 giugno 2020 (archiviato dall'url originale il 2 settembre 2019).
10. ↑   Elenco Regioni a Statuto Ordinario, su intrage.it. URL consultato il 1º agosto 2012 (archiviato dall'url originale il 16 giugno 2012).
11. ↑   Dati istat comuni italiani al 31-12-2022 (PDF), su istat.it. URL consultato il 7 febbraio 2025.
12. ↑   Regioni d'Italia in ordine di superficie., su tuttitalia.it (archiviato dall'url originale il 15 febbraio 2019).
13. ↑   Etimologia del nome Lombardia sull'Enciclopedia Treccani, su treccani.it. URL consultato il 12 maggio 2013 (archiviato dall'url originale il 4 maggio 2013).
14. ↑  Leandro Alberti, Descrittione di tutta Italia di F. Leandro Alberti bolognese, nella quale si contiene il sito di essa, l'origine & le signorie delle città & de i castelli ..., per Giouan Maria Bonelli, Venezia, 1553.
15. ↑  vedi p. 615 in  M. Malte-Brun, Universal Geography, VII, Edinburgh, Adam Black, 1829.
16. ↑   Regolamento del processo civile per la Lombardia austriaca, su fondiantichi.unimo.it. URL consultato il 28 novembre 2017 (archiviato dall'url originale il 1º dicembre 2017).
17. ↑   "Cultura di Remedello" su MSN Encarta, su it.encarta.msn.com (archiviato dall'url originale il 13 marzo 2005).
18. ↑  Si vedano gli esempi del Buco del piombo (uomo di Neanderthal) e di Canzo (mesolitico), in provincia di Como.
19. ↑  Comolli e Goldstein, p. 116.
20. ↑   Pavia: Vestigia di una Civitas altomedievale, su academia.edu.
21. ↑  (EN) Piero Majocchi, Piero Majocchi, Pavia capitale del regno longobardo: strutture urbane e identità civica. URL consultato il 16 luglio 2021.
22. ↑  Comolli e Goldstein, p. 140.
23. ↑   Longobardi, in Treccani.it – Enciclopedie on line, Roma, Istituto dell'Enciclopedia Italiana. URL consultato l'8 novembre 2014.
24. ↑   Ermanno A. Arslan, Longobardi, in Enciclopedia dell'Arte Medievale, Treccani, 1996. URL consultato l'8 novembre 2014 (archiviato il 12 novembre 2014).
25. ↑   Lombardia, in Treccani.it – Enciclopedie on line, Roma, Istituto dell'Enciclopedia Italiana. URL consultato l'8 novembre 2014.
26. ↑   ITALICO, REGNO in "Enciclopedia Italiana", su www.treccani.it. URL consultato il 14 febbraio 2023.
27. ↑   I Gonzaga, su corriere.it. URL consultato il 31 marzo 2013 (archiviato dall'url originale il 13 aprile 2012).
28. ↑  Comolli e Goldstein, pp. 359-360.
29. ↑   Globalgeografia, su globalgeografia.com. URL consultato il 1º agosto 2012 (archiviato dall'url originale il 29 giugno 2012).
30. ↑   Territorio e popolazione, su regione.lombardia.it (archiviato dall'url originale il 21 settembre 2017).
31. ↑   Atlante Zanichelli 2011, Zanichelli Editore,  p. 6, ISBN 978-88-08-13962-7.
32. ↑   Origine del nome delle Alpi lombarde, su montagnadilombardia.com. URL consultato il 30 marzo 2013 (archiviato dall'url originale il 27 maggio 2013).
33. ↑   IReR Lombardia, Peculiarità del territorio lombardo (PDF), su irer.it. URL consultato il 4 gennaio 2012 (archiviato dall'url originale il 26 agosto 2012).
34. ↑   Lombardia, su lebellezzeditalia.it. URL consultato il 27 novembre 2017 (archiviato dall'url originale il 4 luglio 2017).
35. ↑   Lago di Garda, su lagodigarda.it. URL consultato il 1º agosto 2012 (archiviato dall'url originale il 9 ottobre 2012).
36. ↑   Lago Maggiore, su illagomaggiore.com. URL consultato il 1º agosto 2012 (archiviato dall'url originale il 14 agosto 2012).
37. ↑   Lago di Como, su lagodicomo.com. URL consultato il 1º agosto 2012 (archiviato dall'url originale il 20 agosto 2008).
38. ↑   Lago d'Iseo, su lagodiseo.org. URL consultato il 1º agosto 2012 (archiviato dall'url originale il 17 agosto 2012).
39. ↑   Lago di Lugano, su lakelugano.ch. URL consultato il 1º agosto 2012 (archiviato dall'url originale il 25 febbraio 2008).
40. ↑   Lago d'Idro, su lagodidro.it. URL consultato il 1º agosto 2012 (archiviato dall'url originale il 10 dicembre 2006).
41. ↑   Il Lago di Varese, su lagodivarese.it. URL consultato il 24 maggio 2013 (archiviato dall'url originale il 5 ottobre 2013).
42. 1 2   Mincio, in Treccani.it – Enciclopedie on line, Roma, Istituto dell'Enciclopedia Italiana. URL consultato il 15 dicembre 2014.
43. ↑   Contratti di fiume - Ricostruzione dei corsi d'acqua dell'ambito vallivo di Olona, Bozzente, Lura: riconnessione con l'Olona inferiore fino al Po (PDF), su contrattidifiume.it. URL consultato l'11 agosto 2014 (archiviato dall'url originale il 12 agosto 2014).
44. 1 2 3   Marco Astolfi e Delia Romano, Geoatlas 1, Italia ed Europa, Uomo e Ambiente, Bergamo, Atlas, 2007,  pp. 76-77, ISBN 978-88-268-1361-5.
45. 1 2   Media delle temperature della Lombardia, su ilmeteo.it. URL consultato il 14 dicembre 2016 (archiviato dall'url originale il 27 novembre 2016).
46. ↑   Clima Milano - Medie climatiche » ILMETEO.it, su ilmeteo.it. URL consultato il 26 aprile 2021.
47. ↑   Val Padana, la nebbia si dimezza, su cnr.it.
48. ↑   Marco Astolfi e Delia Romano, Geoatlas 1, Regioni d'Italia, Bergamo, Atlas, 2007,  p. 20, ISBN 978-88-268-1361-5.
49. ↑   Atlante Eolico, su atlanteeolico.rse-web.it (archiviato dall'url originale il 26 maggio 2012).
50. ↑  (EN) Progetto Bacino Padano - Aria / Qualità dell'Aria, su ARPA Lombardia. URL consultato il 26 aprile 2021 (archiviato dall'url originale il 26 aprile 2021).
51. ↑   Il clima dei laghi, su giovannipagano.eu. URL consultato il 26 aprile 2021.
52. ↑   Il lago di Garda e il suo microclima, su oliofelice.com. URL consultato il 9 maggio 2013 (archiviato dall'url originale il 27 ottobre 2013).
53. ↑   Servizio meteorologico dell'Aeronautica Militare Italiana - Osservazioni meteorologiche in Lombardia, su meteoam.it. URL consultato il 9 maggio 2013 (archiviato dall'url originale il 1º maggio 2013).
54. ↑  Cesare R. Perotti, Assetto tettonico ed evoluzione strutturale delle Prealpi bresciane dalla fine dell'orogenesi varisica ad oggi, in AAVV, Atti del "Convegno Una nuova geologia per la Lombardia", Milano, 6-7 novembre 2008, Regione Lombardia
55. ↑  Maria Iole Spalla, Gian Bartolomeo Siletto, L'evoluzione tettonica del Basamento Sudalpino Orobico:dalla convergenza Varisica a quella Alpina, in AAVV, Atti del "Convegno Una nuova geologia per la Lombardia", Milano, 6-7 novembre 2008, Regione Lombardia
56. ↑  vedi voce Calcare del Domaro in, Carta geologica d'Italia 1:50.000 - Catalogo delle formazioni, in Quaderno n. 7, Servizio Geologico nazionale
57. ↑  vedi p. 12 di Regione Emilia-Romagna, "Raccontare la Terra", Pendragon, 2006
58. ↑  Giovanni Comizzoli, Romano Gelati, Lodovico Dario Passeri, di Ardito Desio, Note illustrative della carta geologica d'Italia alla scala 1:100.000 foglio 45 e foglio 46 Milano e Treviglio, Servizio Geologico d'Italia, 1969
59. ↑   Geologia della Lombardia, su scintilena.com. URL consultato il 4 febbraio 2013 (archiviato dall'url originale l'11 novembre 2013).
60. ↑   Popolazione residente al 1º gennaio 2020 per età, sesso e stato civile (Dati provvisori) Regione: Lombardia, su demo.istat.it. URL consultato il 3 novembre 2020 (archiviato dall'url originale l'8 novembre 2020).
61. ↑   Demografia Regione Lombardia, su regione.lombardia.it. URL consultato il 10 luglio 2018 (archiviato dall'url originale il 21 settembre 2017).
62. 1 2   Densità abitativa della Lombardia e delle sue province (Dato ISTAT), su tuttitalia.it. URL consultato il 3 novembre 2020 (archiviato dall'url originale il 16 ottobre 2012).
63. ↑   Le province lombarde per popolazione, su tuttitalia.it. URL consultato il 3 novembre 2020 (archiviato dall'url originale il 13 agosto 2020).
64. ↑   Bilancio demografico anno 2019 e popolazione residente al 31 dicembre (dati provvisori) Regione: Lombardia, su demo.istat.it. URL consultato il 3 novembre 2020 (archiviato dall'url originale il 7 ottobre 2020).
65. ↑   Noi Italia (Dati Istat), su noi-italia2016.istat.it. URL consultato il 15 giugno 2016 (archiviato dall'url originale l'11 maggio 2016).
66. ↑   Noi Italia (Dati Istat). Nota: per scaricare i dati utilizzare l'icona in alto a destra., su noi-italia2016.istat.it. URL consultato il 15 giugno 2016 (archiviato dall'url originale l'11 maggio 2016).
67. ↑   Popolazione straniera residente al 1º gennaio 2016 - Elaborazioni Éupolis Lombardia su dati ISTAT, su demo.istat.it. URL consultato il 15 giugno 2016 (archiviato dall'url originale il 13 giugno 2016).
68. ↑   Popolazione Milano 2001-2019, su tuttitalia.it. URL consultato il 4 novembre 2020 (archiviato dall'url originale il 14 settembre 2020).
69. ↑   Cittadini stranieri Milano 2019, su tuttitalia.it. URL consultato il 4 novembre 2020 (archiviato dall'url originale il 14 settembre 2020).
70. ↑   La città infinita: da 90 anni Milano non si allarga eppure è sempre più grande, su ricerca.repubblica.it. URL consultato il 2 dicembre 2017 (archiviato dall'url originale il 3 dicembre 2017).
71. ↑   Dati Istat al 31 maggio 2025, su demo.istat.it. URL consultato l'8 agosto 2025.
72. ↑  (EN) Mary C. Jones e Claudia Soria, Assessing the effect of official recognition on the vitality of endangered languages: a case of study from Italy, in Policy and Planning for Endangered Languages, Cambridge, Regno Unito, Cambridge University Press, 2015,  p. 130. URL consultato il 31 agosto 2017 (archiviato dall'url originale il 20 aprile 2017).
«Lombard (Lumbard, ISO 639-9 lmo) is a cluster of essentially homogeneous varieties (Tamburelli 2014: 9) belonging to the Gallo-Italic group. It is spoken in the Italian region of Lombardy, in the Novara province of Piedmont, and in Switzerland. Mutual intelligibility between speakers of Lombard and monolingual Italian speakers has been reported as very low (Tamburelli 2014). Although some Lombard varieties, Milanese in particular, enjoy a rather long and prestigious literary tradition, Lombard is now mostly used in informal domains. According to Ethnologue, Piedmontese and Lombard are spoken by between 1,600,000 and 2,000,000 speakers and around 3,500,000 speakers respectively. These are very high figures for languages that have never been recognised officially nor systematically taught in school»
73. ↑  (EN) Ethnologue report for language lmo (archiviato dall'url originale il 17 luglio 2012).
74. ↑  Per un'analisi dettagliata delle parlate della Lombardia si veda:  Bernardino Biondelli, Saggi sui dialetti Gallo-Italici., su archive.org. URL consultato il 1º luglio 2012 (archiviato dall'url originale il 1º gennaio 2017).
75. ↑   Parrocchie e Diocesi nella Regione Ecclesiastica Lombardia, su chiesacattolica.it. URL consultato il 31 marzo 2013 (archiviato dall'url originale il 22 marzo 2013).
76. ↑  Crema corrispose al territorio ex cremonese conquistato da più di un secolo dalla Repubblica di Venezia, Vigevano riunificò una zona anticamente novarese che nei secoli si era parcellizzata per la potente influenza della vicinante Pavia.
77. ↑   Rito ambrosiano in Lombardia, su chiesadimilano.it. URL consultato il 1º agosto 2012 (archiviato dall'url originale il 17 febbraio 2012).
78. ↑  Calendario Atlante De Agostini 2012, p. 284.
79. ↑   L'Eco di Bergamo, su ecodibergamo.it. URL consultato il 12 maggio 2013 (archiviato dall'url originale il 15 maggio 2013).
80. ↑   Il Nuovo Giornale di Bergamo, su giornaledibergamo.com. URL consultato il 12 maggio 2013 (archiviato dall'url originale il 21 ottobre 2012).
81. ↑   Bergamo&Sport, su bergamoesport.it. URL consultato il 12 maggio 2013 (archiviato dall'url originale il 14 giugno 2013).
82. ↑   Il Giornale di Brescia, su giornaledibrescia.it. URL consultato il 12 maggio 2013 (archiviato dall'url originale il 7 maggio 2013).
83. ↑   Bresciaoggi, su bresciaoggi.it. URL consultato il 12 maggio 2013 (archiviato dall'url originale il 10 giugno 2007).
84. ↑   La Voce del Popolo, su lavocedelpopolo.it. URL consultato il 23 settembre 2017 (archiviato dall'url originale il 23 settembre 2017).
85. ↑   La Provincia di Como, su laprovinciadicomo.it. URL consultato il 12 maggio 2013 (archiviato dall'url originale l'11 maggio 2013).
86. ↑   Il Corriere di Como, su corrierecomo.it. URL consultato il 12 maggio 2013 (archiviato dall'url originale il 17 maggio 2013).
87. ↑   La Provincia di Cremona, su laprovinciacr.it. URL consultato il 12 maggio 2013 (archiviato dall'url originale il 12 maggio 2013).
88. ↑   La Provincia di Lecco, su laprovinciadilecco.it. URL consultato il 12 maggio 2013 (archiviato dall'url originale il 2 maggio 2013).
89. ↑   La Gazzetta di Lecco, su gvupielle.it. URL consultato il 12 maggio 2013 (archiviato dall'url originale il 20 settembre 2013).
90. ↑   Il Giornale di Lecco, su giornaledilecco.it. URL consultato il 12 maggio 2013 (archiviato dall'url originale il 18 maggio 2013).
91. ↑   Il Cittadino, su ilcittadino.it. URL consultato il 12 maggio 2013 (archiviato dall'url originale il 10 maggio 2013).
92. ↑   La Gazzetta di Mantova, su gazzettadimantova.gelocal.it. URL consultato il 12 maggio 2013 (archiviato dall'url originale l'11 maggio 2013).
93. ↑   La Voce di Mantova, su vocedimantova.it. URL consultato il 12 maggio 2013 (archiviato dall'url originale il 20 maggio 2013).
94. ↑   Il Corriere della Sera, su corriere.it. URL consultato il 12 maggio 2013 (archiviato dall'url originale l'11 maggio 2013).
95. ↑   Il Giorno, su ilgiorno.it. URL consultato il 12 maggio 2013 (archiviato dall'url originale il 15 maggio 2013).
96. ↑   Il Giornale, su ilgiornale.it. URL consultato il 12 maggio 2013 (archiviato dall'url originale il 12 maggio 2013).
97. ↑   Libero, su libero.it. URL consultato il 12 maggio 2013 (archiviato dall'url originale l'11 maggio 2013).
98. ↑   Il Foglio, su ilfoglio.it. URL consultato il 12 maggio 2013 (archiviato dall'url originale il 12 maggio 2013).
99. ↑   L'avvenire, su avvenire.it. URL consultato il 12 maggio 2013 (archiviato dall'url originale il 24 maggio 2013).
100. ↑   Il Sole 24 ore, su ilsole24ore.com. URL consultato il 12 maggio 2013 (archiviato dall'url originale l'11 maggio 2013).
101. ↑   Milano Finanza, su milanofinanza.it. URL consultato il 12 maggio 2013 (archiviato dall'url originale l'11 maggio 2013).
102. ↑   La Gazzetta dello Sport, su gazzetta.it. URL consultato il 12 maggio 2013 (archiviato dall'url originale il 27 luglio 2018).
103. ↑   Il Giornale di Monza, su giornaledimonza.it. URL consultato il 12 maggio 2013 (archiviato dall'url originale il 21 maggio 2013).
104. ↑   Il Cittadino di Monza e Brianza, su ilcittadinomb.it. URL consultato il 12 maggio 2013 (archiviato dall'url originale il 13 maggio 2013).
105. ↑   La Provincia Pavese, su laprovinciapavese.gelocal.it. URL consultato il 12 maggio 2013 (archiviato dall'url originale l'11 maggio 2013).
106. ↑   La Gazzetta di Sondrio, su gazzettadisondrio.it. URL consultato il 12 maggio 2013 (archiviato dall'url originale il 29 aprile 2013).
107. ↑   La Provincia di Sondrio, su laprovinciadisondrio.it. URL consultato il 12 maggio 2013 (archiviato dall'url originale il 13 maggio 2013).
108. ↑   La Prealpina, su prealpina.it. URL consultato il 12 maggio 2013 (archiviato dall'url originale il 10 maggio 2013).
109. ↑   La Provincia di Varese, su laprovinciadivarese.it. URL consultato il 12 maggio 2013 (archiviato dall'url originale il 2 maggio 2013).
110. ↑   Adelphi Editore, su adelphi.it. URL consultato il 31 luglio 2012 (archiviato dall'url originale il 29 luglio 2012).
111. ↑   Alpha Test, su alphatest.it. URL consultato il 29 luglio 2016 (archiviato dall'url originale il 29 luglio 2016).
112. ↑   Mondadori Editore, su gruppomondadori.it. URL consultato il 31 luglio 2012 (archiviato dall'url originale il 30 maggio 2012).
113. ↑   Edizioni San Paolo, su edizionisanpaolo.it. URL consultato il 29 luglio 2016 (archiviato dall'url originale il 26 agosto 2016).
114. ↑   RCS Media Group, su rcsmediagroup.it. URL consultato il 31 luglio 2012 (archiviato dall'url originale il 13 marzo 2014).
115. ↑   Casa Ricordi, su ricordi.it. URL consultato il 29 luglio 2016 (archiviato dall'url originale il 25 luglio 2016).
116. ↑   SugarCo Edizioni, su sugarcoedizioni.it. URL consultato il 29 luglio 2016 (archiviato dall'url originale il 14 agosto 2016).
117. ↑   Editrice la Scuola, su lascuola.it. URL consultato il 29 luglio 2016 (archiviato dall'url originale il 28 luglio 2016).
118. ↑   Sito internet Edizioni l'Obliquo, su edizionilobliquo.it. URL consultato il 25 aprile 2018 (archiviato dall'url originale il 25 agosto 2017).
119. ↑   Editrice Morcelliana, su morcelliana.net. URL consultato il 29 luglio 2016 (archiviato dall'url originale il 19 maggio 2017).
120. ↑   Editrice Queriniana, su queriniana.it. URL consultato il 29 luglio 2016 (archiviato dall'url originale il 1º agosto 2016).
121. ↑   Grafo Edizioni, su grafo.it. URL consultato il 25 aprile 2018 (archiviato dall'url originale il 7 maggio 2018).
122. ↑   Sito ufficiale del Gruppo Editoriale Delfo, su editorialedelfo.com. URL consultato il 17 dicembre 2017 (archiviato dall'url originale il 10 gennaio 2018).
123. ↑   Paideia Editrice, su paideiaeditrice.it. URL consultato il 29 luglio 2016 (archiviato dall'url originale l'11 agosto 2016).
124. ↑   Sardini Editrice, su sardini.it. URL consultato il 29 luglio 2016 (archiviato dall'url originale l'8 agosto 2016).
125. ↑   Vannini Editrice, su vanninieditrice.com. URL consultato il 29 luglio 2016 (archiviato dall'url originale il 1º agosto 2016).
126. ↑   Istituto Italiano Edizioni Atlas, su edatlas.it. URL consultato il 29 luglio 2016 (archiviato dall'url originale il 22 luglio 2016).
127. ↑   ADEA Edizioni, su adeaedizioni.it. URL consultato il 29 luglio 2016 (archiviato dall'url originale il 9 agosto 2016).
128. ↑   Edizioni dei Soncino, su edizionideisoncino.com. URL consultato il 29 luglio 2016 (archiviato dall'url originale il 10 novembre 2020).
129. ↑   Bonomi Editore, su bonomieditore.it. URL consultato il 29 luglio 2016 (archiviato dall'url originale il 10 ottobre 2016).
130. ↑   I dati del referendum per l'autonomia riportati dal sito della regione Lombardia, su regione.lombardia.it. URL consultato il 26 ottobre 2017 (archiviato dall'url originale il 25 ottobre 2017).
131. ↑   Portale Unico dei Dati della Scuola, su dati.istruzione.it. URL consultato il 26 novembre 2020 (archiviato il 23 novembre 2020).
132. ↑   Noi Italia (Dati Istat), su noi-italia2016.istat.it. URL consultato l'8 settembre 2016 (archiviato dall'url originale il 15 settembre 2016).
133. ↑  . Annuario Statistico Regionale, su asr-lombardia.it. URL consultato il 15 giugno 2016 (archiviato dall'url originale il 19 giugno 2016).
134. ↑   Noi Italia (Dati Istat), su noi-italia.istat.it. URL consultato il 26 novembre 2020 (archiviato il 18 novembre 2020). Nota: bisogna visualizzare i dati cliccando sul Dashboard che si trova in lato a destra.
135. ↑   Spesa sanitaria pubblica in Italia. Nota: occorre scaricare i dati dall'icona in alto a destra., su noi-italia.istat.it. URL consultato il 15 giugno 2016 (archiviato dall'url originale il 3 dicembre 2017).
136. ↑   Annuario Statistico Regionale della Lombardia, su asr-lombardia.it. URL consultato il 15 giugno 2016 (archiviato dall'url originale il 12 luglio 2016).
137. ↑   Calendario Atlante De Agostini 2012, Novara, De Agostini, 2011,  p. 297, ISBN 978-88-511-1599-9.
138. ↑   Legge Regionale Statutaria nº1 del 30 agosto 2008 - Statuto d'autonomia della Lombardia, su normelombardia.consiglio.regione.lombardia.it. URL consultato il 27 novembre 2017.
139. ↑   Il Museo Nazionale della Preistoria della Valle Camonica, su vallecamonicaunesco.it. URL consultato il 27 novembre 2017 (archiviato dall'url originale il 1º dicembre 2017).
140. 1 2   Simboli e ricorrenze istituzionali - Regione Lombardia, su regione.lombardia.it. URL consultato il 27 novembre 2017 (archiviato dall'url originale il 10 novembre 2020).
141. ↑   Giuseppe Spatola, La Rosa Camuna? In Regione la «impose» Sandro Fontana, in Bresciaoggi. URL consultato il 30 gennaio 2019 (archiviato dall'url originale il 30 gennaio 2019).
142. ↑  Giorgio Fioravanti. Il dizionario del grafico. Bologna, Zanichelli, 1993, p. 468. ISBN 88-08-14116-0.
143. 1 2   Stemma della Regione Lombardia, su regione.lombardia.it. URL consultato il 12 maggio 2013 (archiviato dall'url originale il 24 settembre 2015).
144. ↑   ANSA, Lombardia: c'è legge per la bandiera. URL consultato il 29 gennaio 2019 (archiviato dall'url originale il 29 gennaio 2019).
145. ↑   Il Giorno, Rosa camuna bianca su fondo verde, la Regione Lombardia adotta la bandiera ufficiale. URL consultato il 29 gennaio 2019 (archiviato dall'url originale il 29 gennaio 2019).
146. ↑   COSTANZA, in Enciclopedia Italiana, Roma, Istituto dell'Enciclopedia Italiana. URL consultato il 27 novembre 2017.
147. ↑  D'Ilario, 1976, p. 155.
148. ↑  https://www.gazzettaufficiale.it/eli/gu/2010/11/26/277/sg/pdf
149. ↑   Scopri le regioni europee più ricche (e più povere), su infodata.ilsole24ore.com, 14 aprile 2017. URL consultato il 27 maggio 2017 (archiviato dall'url originale il 7 giugno 2017).
150. ↑   Eurostat: la regione più ricca d'Europa? È Londra. La più in alto delle italiane è Bolzano. La Lombardia non è tra le prime venti, su huffingtonpost.it. URL consultato il 27 maggio 2017 (archiviato dall'url originale il 3 dicembre 2017).
151. 1 2 3 4   Dati Istat, su istat.it. URL consultato il 15 giugno 2016 (archiviato dall'url originale il 22 febbraio 2011). Nota: per visualizzare i dati occorre selezionare nella colonna a destra la voce Conti nazionali, Conti e aggregati economici territoriali, Prodotto interno lordo lato produzione (milioni di euro) e in tabella selezionare la voce prodotto interno lordo ai prezzi di mercato (edizione novembre 2015) valutazione a prezzi correnti e la voce Valore aggiunto per branca di attività (milioni di euro). I dati espressi in percentuale sono elaborazioni Éupolis Lombardia.
152. ↑   Dati Istat - Per visualizzare i dati occorre selezionare le menù "economia e finanza pubblica" e poi "macroeconomia". Cliccando su dati si può scaricare la tabella contenente il Pil procapite dell'Ue a 28 calcolato a parità di potere d'acquisto standard. Il dato è di fonte Eurostat., su noi-italia.istat.it. URL consultato il 15 giugno 2016 (archiviato dall'url originale il 12 aprile 2016).
153. ↑   Quattro motori per l'Europa: la Lombardia presidente, su reportingtheworldover.wordpress.com. URL consultato il 9 dicembre 2009 (archiviato dall'url originale il 13 novembre 2011).
154. ↑   Marco Astolfi, Delia Romano, Geoatlas. Volume 2, Bergamo, Atlas, 2007,  pp. 56-57, ISBN 978-88-268-1362-2.
155. ↑   Dati Eurostat. Gross domestic product (GDP) at current market prices by NUTS 2 regions. Il ranking è frutto di elaborazioni Éupolis Lombardia., su ec.europa.eu. URL consultato il 18 aprile 2020 (archiviato dall'url originale il 24 novembre 2018).
156. ↑   Dati Istat. URL consultato il 15 giugno 2016 (archiviato dall'url originale il 22 febbraio 2011). Nota: per visualizzare i dati occorre selezionare nella colonna a destra la voce Conti nazionali, Conti e aggregati economici territoriali, Valori procapite (euro) e in tabella selezionare la voce prodotto interno lordo ai prezzi di mercato per abitante (edizione novembre 2015) valutazione a prezzi correnti.
157. ↑   Occupati per settore di attività economica in Lombardia, su asr-lombardia.it. URL consultato il 15 giugno 2016 (archiviato dall'url originale il 19 settembre 2016).
158. ↑   Pensioni vigenti per categoria al 1.1. Numero, importo annuo in pagamento, importo medio mensile, su asr-lombardia.it. URL consultato il 15 giugno 2016 (archiviato dall'url originale il 19 giugno 2016).
159. ↑   Banche, sportelli bancari, comuni serviti, depositi e impieghi, su asr-lombardia.it. URL consultato il 15 giugno 2016 (archiviato dall'url originale il 19 settembre 2016).
160. ↑   Dati Istat Coesione Sociale., su istat.it. URL consultato il 15 giugno 2016 (archiviato dall'url originale il 22 febbraio 2011). Nota: per visualizzare i dati occorre selezionare nella colonna a destra la voce Spesa e interventi per la coesione sociale, Politiche previdenziali di sostegno al reddito, Cassa integrazione guadagni.
161. ↑   Si restringono i campi, l'agricoltura lombarda è in allarme, su linkiesta.it, 12 ottobre 2012. URL consultato il 2 aprile 2016 (archiviato dall'url originale il 14 aprile 2016).
162. ↑   Dove si coltiva il riso in Italia - Sommelier del Riso, su Blog su Riso e Risotti - Sommelier del Riso, 14 novembre 2020. URL consultato il 31 luglio 2021.
163. ↑   Sito dell'Agricoltura della Regione Lombardia, su agricoltura.regione.lombardia.it. URL consultato il 1º agosto 2012 (archiviato dall'url originale il 10 settembre 2013).
164. ↑   Per scaricare i dati scegliere la sezione Allevamenti e produzioni animali, Consistenza allevamenti, su agri.istat.it. URL consultato il 15 giugno 2016 (archiviato dall'url originale il 14 giugno 2016).
165. ↑  Calendario Atlante De Agostini 2012, p. 244.
166. ↑   Sito dell'Industria della Regione Lombardia, su industria.regione.lombardia.it. URL consultato il 1º agosto 2012 (archiviato dall'url originale il 13 dicembre 2013).
167. ↑   Elaborazioni Éupolis Lombardia su dati Annuario Statistico Regionale della Lombardia, su asr-lombardia.it. URL consultato il 15 giugno 2016 (archiviato dall'url originale il 19 settembre 2016).
168. ↑   Brescia capitale dell’industria in Europa, su fierabie.com.
169. ↑   Sito ufficiale della Borsa di Milano, su borsaitaliana.it. URL consultato il 1º agosto 2012 (archiviato dall'url originale il 7 ottobre 2012).
170. ↑   Sito della Fiera di Milano, su fieramilano.it. URL consultato il 1º agosto 2012 (archiviato dall'url originale il 24 luglio 2012).
171. ↑   Sito del Turismo della Regione Lombardia, su in-lombardia.it. URL consultato il 13 maggio 2020 (archiviato dall'url originale il 14 maggio 2020).
172. ↑   Annuario Statistico Regionale della Lombardia. Questi dati si riferiscono all'anno 2015., su asr-lombardia.it. URL consultato il 15 giugno 2016 (archiviato dall'url originale il 20 settembre 2016).
173. ↑   Gross domestic product (GDP) at current market prices by NUTS 3 region. URL consultato il 10 Ottobre 2024. Nota: per visualizzare i dati occorre selezionare "Lombardia" nella sezione "Geopolitical Entity" e successivamente selezionare l'anno e l'unità di misura da visualizzare desiderata.
174. ↑   Tasso di disoccupazione, dati provinciali, su esploradati.istat.it. URL consultato il 14 Marzo 2025.
175. ↑   Energia - Annuario Statistico Regionale, su asr-lombardia.it. URL consultato il 15 giugno 2016 (archiviato dall'url originale il 19 giugno 2016).
176. ↑   Terna – Dati statistici., su terna.it. URL consultato il 15 giugno 2016 (archiviato dall'url originale il 19 giugno 2016).
Nota: per visualizzare i dati occorre scaricare l'allegato in formato PDF. Pag 192
177. ↑   Terna – Dati statistici, su terna.it (archiviato dall'url originale il 19 giugno 2016). Nota: per visualizzare i dati occorre scaricare l'allegato in formato PDF, pag 25.
178. 1 2   UTET, Grande Dizionario Enciclopedico, volume XII, Lombardia, Torino, 1988, ISBN 88-02-04229-2.
179. ↑   Turismo - Annuario Statistico Regionale, su asr-lombardia.it. URL consultato il 15 giugno 2016 (archiviato dall'url originale il 19 giugno 2016).
180. ↑   Condé Nast, Traveller, alla scoperta dei luoghi più belli del mondo, Lago di Como, pag 124, Milano, febbraio 2004.
181. ↑   Turismo montano in Lombardia, su montagnalombardia.com. URL consultato l'8 maggio 2013 (archiviato dall'url originale il 15 maggio 2013).
182. ↑   Turismo in Lombardia: città d'arte e siti UNESCO, su italia.it. URL consultato l'8 maggio 2013 (archiviato dall'url originale il 13 maggio 2013).
183. ↑   Istituto Geografico De Agostini, Calendario Atlante De Agostini 2012, Novara, 2011, ISBN 978-88-511-1599-9.
184. ↑   Enrico Venni, Capolavoro Certosa:«Pagare il biglietto per conservarne lo splendore», su Corriere della Sera Milano. URL consultato il 19 ottobre 2021.
185. ↑   Francesco Angelini, Villa Carlotta tra i dieci parchi più belli d'Italia, su La Provincia di Como, 22 giugno 2010. URL consultato l'11 novembre 2020 (archiviato dall'url originale il 19 agosto 2019).
186. ↑   Cultura e tradizione – Il Patrimonio UNESCO, su regione.lombardia.it. URL consultato il 13 maggio 2020 (archiviato dall'url originale il 1º giugno 2019).
«[...] 10 siti sui 55 presenti in Italia [...]»
187. ↑   Siti Unesco, su regione.lombardia.it. URL consultato il 13 maggio 2020 (archiviato dall'url originale il 10 novembre 2020).
188. ↑   Siti Unesco in Lombardia, su in-lombardia.it. URL consultato il 13 maggio 2020 (archiviato dall'url originale il 9 maggio 2020).
189. ↑  La regione del Monte San Giorgio comprende i seguenti comuni: Mendrisio, Riva San Vitale e Brusino Arsizio in territorio svizzero; Clivio, Porto Ceresio, Saltrio, Viggiù e Besano in territorio italiano.
190. ↑  Patrimonio condiviso con la Svizzera.
191. ↑  Il sito UNESCO comprende anche la Casa Pallaveri e una porzione dell'antico decumano massimo (l'odierna Via dei Musei).
192. ↑  Programma Regionale della Mobilità e dei Trasporti, 2016, pp. 81-85.
193. ↑  Programma Regionale della Mobilità e dei Trasporti, 2016, p. 73.
194. ↑   Autostrada A4 Torino - Trieste (tratta lombarda), su lombardia.portale-infrastrutture.it. URL consultato il 15 marzo 2021 (archiviato il 15 marzo 2021).
195. ↑   Autostrada A35 Brescia-Milano BreBeMi, su lombardia.portale-infrastrutture.it. URL consultato il 15 marzo 2021 (archiviato il 15 marzo 2021).
196. ↑   Autostrada A50 - Tangenziale Ovest Milano, su lombardia.portale-infrastrutture.it. URL consultato il 15 marzo 2021 (archiviato il 15 marzo 2021).
197. ↑   Infrastrutture Lombardia, su lombardia.portale-infrastrutture.it. URL consultato il 15 marzo 2021 (archiviato il 15 marzo 2021).
198. ↑  Programma Regionale della Mobilità e dei Trasporti, 2016, p. 50.
199. ↑  Suzzara Ferrara | FER – Ferrovie Emilia-Romagna
200. ↑  Programma Regionale della Mobilità e dei Trasporti, 2016, p. 53.
201. ↑  Programma Regionale della Mobilità e dei Trasporti, 2016, p. 54.
202. ↑   Azienda Trasporti Milanesi, su atm-mi.it. URL consultato il 23 maggio 2013 (archiviato dall'url originale il 23 ottobre 2012).
203. ↑   Rete metropolitana e tratte ferroviarie suburbane, su turismo.milano.it. URL consultato il 23 maggio 2013 (archiviato dall'url originale il 16 aprile 2016).
204. ↑   Trasporti Brescia, su trasportibrescia.it. URL consultato il 1º agosto 2012 (archiviato dall'url originale il 25 luglio 2012).
205. ↑   Azienda Trasporti Bergamo, su atb.bergamo.it. URL consultato il 29 maggio 2013 (archiviato dall'url originale il 1º giugno 2013).
206. ↑   Linea T1 Bergamo-Albino, su teb.bergamo.it. URL consultato il 29 maggio 2013 (archiviato dall'url originale il 15 agosto 2014).
207. ↑   Funicolari a Bergamo, su atb.bergamo.it. URL consultato il 29 maggio 2013 (archiviato dall'url originale il 12 agosto 2014).
208. ↑   Metropolitana di Milano, su metropolitanamilanese.it. URL consultato il 4 marzo 2014 (archiviato dall'url originale il 13 ottobre 2018).
209. ↑   Lunghezza della Metropolitana di Brescia, su bresciainfrastrutture.it. URL consultato il 31 gennaio 2013 (archiviato dall'url originale il 26 novembre 2012).
210. ↑   Stazioni della Metropolitana di Brescia, su bresciainfrastrutture.it. URL consultato il 31 gennaio 2013 (archiviato dall'url originale il 27 novembre 2012).
211. ↑   Navigare sul Po, su navigaresulpo.it. URL consultato il 1º agosto 2012 (archiviato dall'url originale il 15 luglio 2012).
212. ↑   Porto di Cremona, su alot.it. URL consultato il 1º agosto 2012 (archiviato dall'url originale il 7 marzo 2013).
213. ↑   Porto di Mantova, su alot.it. URL consultato il 1º agosto 2012 (archiviato dall'url originale il 7 marzo 2013).
214. ↑   Assonautica, dati sulla navigazione interna in Lombardia, su nauticadadiporto.netfirms.com. URL consultato il 2 giugno 2013 (archiviato dall'url originale il 1º ottobre 2009).
215. ↑   Sito ufficiale del Parco Lombardo del Ticino, su parcoticino.it. URL consultato il 1º agosto 2012 (archiviato dall'url originale il 5 agosto 2012).
216. ↑   Ticino, Val Grande Verbano, su unesco.org.
217. ↑   Legge 6 dicembre 1991, n. 394 - Legge quadro sulle aree protette, su earmi.it. URL consultato il 28 novembre 2020 (archiviato il 6 dicembre 2020).
218. ↑   Parchi Naturali Regione Lombardia, su parks.it. URL consultato l'8 settembre 2016 (archiviato dall'url originale il 16 settembre 2016).
219. ↑   Parchi Naturali Regione Lombardia, su parks.it. URL consultato l'8 settembre 2016 (archiviato dall'url originale il 16 settembre 2016).
220. ↑   Monte San Giorgio - UNESCO World Heritage Centre, su whc.unesco.org. URL consultato il 1º agosto 2012 (archiviato dall'url originale l'11 luglio 2017).
221. ↑   Opere di Bonvesin de la Riva, su classicitaliani.it. URL consultato il 21 settembre 2017 (archiviato dall'url originale il 6 dicembre 2017).
222. ↑  Brown, Josh: Testimonianze Di Una Precoce Toscanizzazione Nelle Lettere Commerciali del Mercante Milanese Francesco Tanso (?-1398), Archivio Datini, Prato https://www.highbeam.com/doc/1G1-437059133.html Archiviato il 18 agosto 2018 in Internet Archive.
223. ↑  (EN) Hermann Haller, The Other Italy: The Literary Canon in Dialect, su books.google.it. URL consultato il 21 settembre 2017 (archiviato dall'url originale il 21 settembre 2017).
224. ↑   LOMAZZO, Giovanni Paolo, in Dizionario biografico degli italiani, Roma, Istituto dell'Enciclopedia Italiana.
225. ↑  Atlante del Sapere: Maschere italiane, Edizioni Demetra, 2002, p. 116
226. ↑  Sapere.it:  Bosinada (archiviato dall'url originale il 31 luglio 2017).
227. ↑   Letteratura milanese - Il '700, su anticacredenzasantambrogiomilano.org. URL consultato il 21 settembre 2017 (archiviato dall'url originale il 6 maggio 2016).
228. ↑   Sistema bibliotecario e documentale, su opac.unicatt.it. URL consultato il 21 settembre 2017.
229. ↑   Pòrta, Carlo, in Treccani.it – Enciclopedie on line, Roma, Istituto dell'Enciclopedia Italiana.
230. ↑   Cherubini, Francesco, in Treccani.it – Enciclopedie on line, Roma, Istituto dell'Enciclopedia Italiana.
231. ↑   Il ciclo istoriativo camuno: una tradizione millenaria, su archeocamuni.it. URL consultato il 1º agosto 2012 (archiviato dall'url originale il 26 febbraio 2012).
232. ↑  Come evidenziato dalle motivazioni di inserimento nel Patrimonio mondiale dell'umanità dell'UNESCO:  Pagina dedicata sul Sito dell'Unesco, su whc.unesco.org. URL consultato il 1º agosto 2012 (archiviato dall'url originale l'11 luglio 2017).
233. ↑  La lista è stata ricavata dal sito dell'UNESCO:  vai alla pagina, su whc.unesco.org. URL consultato il 1º agosto 2012 (archiviato dall'url originale il 26 gennaio 2012).
234. ↑   Parco Archeologico Forcello, su parcoarcheologicoforcello.it. URL consultato il 1º agosto 2012 (archiviato dall'url originale l'8 marzo 2020).
235. ↑  Il flusso di idee (e presumibilmente di artisti) provenienti dall'oriente è testimoniata ad esempio dagli affreschi della Chiesa di Santa Maria foris portas a Castelseprio. Rossi M. (2005), pp. 11-12
236. ↑  Con la capitale Pavia e altre sedi di ducato quali Bergamo e Brescia.
237. ↑   Il periodo longobardo al Museo di Santa Giulia, su santagiulia.info. URL consultato il 31 marzo 2013 (archiviato dall'url originale il 7 novembre 2012).
238. ↑  In Archivi del futurismo regesti raccolti e ordinati da Maria Drudi Gambillo e Teresa Fiori, Roma 1958, p. 63.
239. ↑   Bucarelli, Palma, NOVECENTO, in Enciclopedia Italiana, Roma, Istituto dell'Enciclopedia Italiana, 1934.
240. ↑   In Collezione, su museodelnovecento.org. URL consultato il 28 novembre 2017 (archiviato dall'url originale il 1º dicembre 2017).
241. 1 2   AA.VV., Per conoscere la Lombardia (storia,geografia,usi e costumi), Ericart, 2002,  p. 23, ISBN 978-88-512-0111-1.
242. ↑   Il Carnevale di Bagolino, su regione.lombardia.it. URL consultato il 30 marzo 2013 (archiviato dall'url originale il 24 settembre 2015).
243. ↑  Guaiti, p. 10.
244. ↑  Nonostante ciò, celebre è la produzione di olio d'oliva storicamente praticata in Lombardia tra il lago di Como e il lago di Garda
245. ↑  Regione Lombardia, p. 1.
246. ↑  Per conoscere la Lombardia — La cucina Lombarda — pp. 24-25
247. ↑   La provincia di Pavia, Capitale Italiana del Riso, su visitpavia.com.
248. ↑   Valentina Abbiati, Ricetta tradizionale del risotto con pasta di salame e Bonarda, su Quatarob Pavia, 20 gennaio 2021. URL consultato l'11 maggio 2024.
249. ↑   Premi del Milan, su acmilan.com. URL consultato il 31 luglio 2012 (archiviato dall'url originale il 25 giugno 2016). e  Premi dell'Inter, su inter.it. URL consultato il 31 luglio 2012 (archiviato dall'url originale il 5 ottobre 2013).
250. ↑  Milan, Inter, Atalanta, Como e Cremonese in Serie A; Monza e Mantova in Serie B; Pro Patria, Renate, Alcione, Giana Erminio, Lecco, Albinoleffe, Pergolettese, Brescia, Lumezzane e Ospitaletto in Serie C; Olimpia, Varese, Cantù, Brescia e Cremona nel basket.
251. ↑   Maria Paola Pasini, Dal Torrione Ina allo Skyline 18: la storia dei grattacieli bresciani, su brescia.corriere.it, 13 agosto 2015. URL consultato l'8 agosto 2016 (archiviato dall'url originale il 7 aprile 2016).
252. ↑   Il più alto edificio d'Europa sarà elevato a Brescia, su La Stampa, 5 settembre 1931,  p. 4. URL consultato l'8 agosto 2016 (archiviato dall'url originale il 4 aprile 2016).